# 1942
Portal Geschichte | Portal Biografien | Aktuelle Ereignisse | Jahreskalender | Tagesartikel

◄ |
19. Jahrhundert |
20. Jahrhundert
| 21. Jahrhundert

◄ |
1910er |
1920er |
1930er |
1940er
| 1950er | 1960er | 1970er | ►

◄◄ |
◄ |
1938 |
1939 |
1940 |
1941 |
1942
| 1943 | 1944 | 1945 | 1946 | ► | ►►
Staatsoberhäupter · Wahlen · Nekrolog · Kunstjahr · Literaturjahr · Musikjahr · Filmjahr · Rundfunkjahr · Sportjahr
| Januar | Januar | Januar | Januar | Januar | Januar | Januar | Januar |
| Kw     | Mo     | Di     | Mi     | Do     | Fr     | Sa     | So     |
| ------ | ------ | ------ | ------ | ------ | ------ | ------ | ------ |
| 1      |        |        |        | 1      | 2      | 3      | 4      |
| 2      | 5      | 6      | 7      | 8      | 9      | 10     | 11     |
| 3      | 12     | 13     | 14     | 15     | 16     | 17     | 18     |
| 4      | 19     | 20     | 21     | 22     | 23     | 24     | 25     |
| 5      | 26     | 27     | 28     | 29     | 30     | 31     |        |

| Februar | Februar | Februar | Februar | Februar | Februar | Februar | Februar |
| Kw      | Mo      | Di      | Mi      | Do      | Fr      | Sa      | So      |
| ------- | ------- | ------- | ------- | ------- | ------- | ------- | ------- |
| 5       |         |         |         |         |         |         | 1       |
| 6       | 2       | 3       | 4       | 5       | 6       | 7       | 8       |
| 7       | 9       | 10      | 11      | 12      | 13      | 14      | 15      |
| 8       | 16      | 17      | 18      | 19      | 20      | 21      | 22      |
| 9       | 23      | 24      | 25      | 26      | 27      | 28      |         |

| März | März | März | März | März | März | März | März |
| Kw   | Mo   | Di   | Mi   | Do   | Fr   | Sa   | So   |
| ---- | ---- | ---- | ---- | ---- | ---- | ---- | ---- |
| 9    |      |      |      |      |      |      | 1    |
| 10   | 2    | 3    | 4    | 5    | 6    | 7    | 8    |
| 11   | 9    | 10   | 11   | 12   | 13   | 14   | 15   |
| 12   | 16   | 17   | 18   | 19   | 20   | 21   | 22   |
| 13   | 23   | 24   | 25   | 26   | 27   | 28   | 29   |
| 14   | 30   | 31   |      |      |      |      |      |

| April | April | April | April | April | April | April | April |
| Kw    | Mo    | Di    | Mi    | Do    | Fr    | Sa    | So    |
| ----- | ----- | ----- | ----- | ----- | ----- | ----- | ----- |
| 14    |       |       | 1     | 2     | 3     | 4     | 5     |
| 15    | 6     | 7     | 8     | 9     | 10    | 11    | 12    |
| 16    | 13    | 14    | 15    | 16    | 17    | 18    | 19    |
| 17    | 20    | 21    | 22    | 23    | 24    | 25    | 26    |
| 18    | 27    | 28    | 29    | 30    |       |       |       |

| Mai | Mai | Mai | Mai | Mai | Mai | Mai | Mai |
| Kw  | Mo  | Di  | Mi  | Do  | Fr  | Sa  | So  |
| --- | --- | --- | --- | --- | --- | --- | --- |
| 18  |     |     |     |     | 1   | 2   | 3   |
| 19  | 4   | 5   | 6   | 7   | 8   | 9   | 10  |
| 20  | 11  | 12  | 13  | 14  | 15  | 16  | 17  |
| 21  | 18  | 19  | 20  | 21  | 22  | 23  | 24  |
| 22  | 25  | 26  | 27  | 28  | 29  | 30  | 31  |

| Juni | Juni | Juni | Juni | Juni | Juni | Juni | Juni |
| Kw   | Mo   | Di   | Mi   | Do   | Fr   | Sa   | So   |
| ---- | ---- | ---- | ---- | ---- | ---- | ---- | ---- |
| 23   | 1    | 2    | 3    | 4    | 5    | 6    | 7    |
| 24   | 8    | 9    | 10   | 11   | 12   | 13   | 14   |
| 25   | 15   | 16   | 17   | 18   | 19   | 20   | 21   |
| 26   | 22   | 23   | 24   | 25   | 26   | 27   | 28   |
| 27   | 29   | 30   |      |      |      |      |      |

| Juli | Juli | Juli | Juli | Juli | Juli | Juli | Juli |
| Kw   | Mo   | Di   | Mi   | Do   | Fr   | Sa   | So   |
| ---- | ---- | ---- | ---- | ---- | ---- | ---- | ---- |
| 27   |      |      | 1    | 2    | 3    | 4    | 5    |
| 28   | 6    | 7    | 8    | 9    | 10   | 11   | 12   |
| 29   | 13   | 14   | 15   | 16   | 17   | 18   | 19   |
| 30   | 20   | 21   | 22   | 23   | 24   | 25   | 26   |
| 31   | 27   | 28   | 29   | 30   | 31   |      |      |

| August | August | August | August | August | August | August | August |
| Kw     | Mo     | Di     | Mi     | Do     | Fr     | Sa     | So     |
| ------ | ------ | ------ | ------ | ------ | ------ | ------ | ------ |
| 31     |        |        |        |        |        | 1      | 2      |
| 32     | 3      | 4      | 5      | 6      | 7      | 8      | 9      |
| 33     | 10     | 11     | 12     | 13     | 14     | 15     | 16     |
| 34     | 17     | 18     | 19     | 20     | 21     | 22     | 23     |
| 35     | 24     | 25     | 26     | 27     | 28     | 29     | 30     |
| 36     | 31     |        |        |        |        |        |        |

| September | September | September | September | September | September | September | September |
| Kw        | Mo        | Di        | Mi        | Do        | Fr        | Sa        | So        |
| --------- | --------- | --------- | --------- | --------- | --------- | --------- | --------- |
| 36        |           | 1         | 2         | 3         | 4         | 5         | 6         |
| 37        | 7         | 8         | 9         | 10        | 11        | 12        | 13        |
| 38        | 14        | 15        | 16        | 17        | 18        | 19        | 20        |
| 39        | 21        | 22        | 23        | 24        | 25        | 26        | 27        |
| 40        | 28        | 29        | 30        |           |           |           |           |

| Oktober | Oktober | Oktober | Oktober | Oktober | Oktober | Oktober | Oktober |
| Kw      | Mo      | Di      | Mi      | Do      | Fr      | Sa      | So      |
| ------- | ------- | ------- | ------- | ------- | ------- | ------- | ------- |
| 40      |         |         |         | 1       | 2       | 3       | 4       |
| 41      | 5       | 6       | 7       | 8       | 9       | 10      | 11      |
| 42      | 12      | 13      | 14      | 15      | 16      | 17      | 18      |
| 43      | 19      | 20      | 21      | 22      | 23      | 24      | 25      |
| 44      | 26      | 27      | 28      | 29      | 30      | 31      |         |

| November | November | November | November | November | November | November | November |
| Kw       | Mo       | Di       | Mi       | Do       | Fr       | Sa       | So       |
| -------- | -------- | -------- | -------- | -------- | -------- | -------- | -------- |
| 44       |          |          |          |          |          |          | 1        |
| 45       | 2        | 3        | 4        | 5        | 6        | 7        | 8        |
| 46       | 9        | 10       | 11       | 12       | 13       | 14       | 15       |
| 47       | 16       | 17       | 18       | 19       | 20       | 21       | 22       |
| 48       | 23       | 24       | 25       | 26       | 27       | 28       | 29       |
| 49       | 30       |          |          |          |          |          |          |

| Dezember | Dezember | Dezember | Dezember | Dezember | Dezember | Dezember | Dezember |
| Kw       | Mo       | Di       | Mi       | Do       | Fr       | Sa       | So       |
| -------- | -------- | -------- | -------- | -------- | -------- | -------- | -------- |
| 49       |          | 1        | 2        | 3        | 4        | 5        | 6        |
| 50       | 7        | 8        | 9        | 10       | 11       | 12       | 13       |
| 51       | 14       | 15       | 16       | 17       | 18       | 19       | 20       |
| 52       | 21       | 22       | 23       | 24       | 25       | 26       | 27       |
| 53       | 28       | 29       | 30       | 31       |          |          |          |

| Januar | Januar | Januar | Januar | Januar | Januar | Januar | Januar |
| Kw     | Mo     | Di     | Mi     | Do     | Fr     | Sa     | So     |
| ------ | ------ | ------ | ------ | ------ | ------ | ------ | ------ |
| 1      |        |        |        | 1      | 2      | 3      | 4      |
| 2      | 5      | 6      | 7      | 8      | 9      | 10     | 11     |
| 3      | 12     | 13     | 14     | 15     | 16     | 17     | 18     |
| 4      | 19     | 20     | 21     | 22     | 23     | 24     | 25     |
| 5      | 26     | 27     | 28     | 29     | 30     | 31     |        |

| Februar | Februar | Februar | Februar | Februar | Februar | Februar | Februar |
| Kw      | Mo      | Di      | Mi      | Do      | Fr      | Sa      | So      |
| ------- | ------- | ------- | ------- | ------- | ------- | ------- | ------- |
| 5       |         |         |         |         |         |         | 1       |
| 6       | 2       | 3       | 4       | 5       | 6       | 7       | 8       |
| 7       | 9       | 10      | 11      | 12      | 13      | 14      | 15      |
| 8       | 16      | 17      | 18      | 19      | 20      | 21      | 22      |
| 9       | 23      | 24      | 25      | 26      | 27      | 28      |         |

| März | März | März | März | März | März | März | März |
| Kw   | Mo   | Di   | Mi   | Do   | Fr   | Sa   | So   |
| ---- | ---- | ---- | ---- | ---- | ---- | ---- | ---- |
| 9    |      |      |      |      |      |      | 1    |
| 10   | 2    | 3    | 4    | 5    | 6    | 7    | 8    |
| 11   | 9    | 10   | 11   | 12   | 13   | 14   | 15   |
| 12   | 16   | 17   | 18   | 19   | 20   | 21   | 22   |
| 13   | 23   | 24   | 25   | 26   | 27   | 28   | 29   |
| 14   | 30   | 31   |      |      |      |      |      |

| April | April | April | April | April | April | April | April |
| Kw    | Mo    | Di    | Mi    | Do    | Fr    | Sa    | So    |
| ----- | ----- | ----- | ----- | ----- | ----- | ----- | ----- |
| 14    |       |       | 1     | 2     | 3     | 4     | 5     |
| 15    | 6     | 7     | 8     | 9     | 10    | 11    | 12    |
| 16    | 13    | 14    | 15    | 16    | 17    | 18    | 19    |
| 17    | 20    | 21    | 22    | 23    | 24    | 25    | 26    |
| 18    | 27    | 28    | 29    | 30    |       |       |       |

| Mai | Mai | Mai | Mai | Mai | Mai | Mai | Mai |
| Kw  | Mo  | Di  | Mi  | Do  | Fr  | Sa  | So  |
| --- | --- | --- | --- | --- | --- | --- | --- |
| 18  |     |     |     |     | 1   | 2   | 3   |
| 19  | 4   | 5   | 6   | 7   | 8   | 9   | 10  |
| 20  | 11  | 12  | 13  | 14  | 15  | 16  | 17  |
| 21  | 18  | 19  | 20  | 21  | 22  | 23  | 24  |
| 22  | 25  | 26  | 27  | 28  | 29  | 30  | 31  |

| Juni | Juni | Juni | Juni | Juni | Juni | Juni | Juni |
| Kw   | Mo   | Di   | Mi   | Do   | Fr   | Sa   | So   |
| ---- | ---- | ---- | ---- | ---- | ---- | ---- | ---- |
| 23   | 1    | 2    | 3    | 4    | 5    | 6    | 7    |
| 24   | 8    | 9    | 10   | 11   | 12   | 13   | 14   |
| 25   | 15   | 16   | 17   | 18   | 19   | 20   | 21   |
| 26   | 22   | 23   | 24   | 25   | 26   | 27   | 28   |
| 27   | 29   | 30   |      |      |      |      |      |

| Juli | Juli | Juli | Juli | Juli | Juli | Juli | Juli |
| Kw   | Mo   | Di   | Mi   | Do   | Fr   | Sa   | So   |
| ---- | ---- | ---- | ---- | ---- | ---- | ---- | ---- |
| 27   |      |      | 1    | 2    | 3    | 4    | 5    |
| 28   | 6    | 7    | 8    | 9    | 10   | 11   | 12   |
| 29   | 13   | 14   | 15   | 16   | 17   | 18   | 19   |
| 30   | 20   | 21   | 22   | 23   | 24   | 25   | 26   |
| 31   | 27   | 28   | 29   | 30   | 31   |      |      |

| August | August | August | August | August | August | August | August |
| Kw     | Mo     | Di     | Mi     | Do     | Fr     | Sa     | So     |
| ------ | ------ | ------ | ------ | ------ | ------ | ------ | ------ |
| 31     |        |        |        |        |        | 1      | 2      |
| 32     | 3      | 4      | 5      | 6      | 7      | 8      | 9      |
| 33     | 10     | 11     | 12     | 13     | 14     | 15     | 16     |
| 34     | 17     | 18     | 19     | 20     | 21     | 22     | 23     |
| 35     | 24     | 25     | 26     | 27     | 28     | 29     | 30     |
| 36     | 31     |        |        |        |        |        |        |

| September | September | September | September | September | September | September | September |
| Kw        | Mo        | Di        | Mi        | Do        | Fr        | Sa        | So        |
| --------- | --------- | --------- | --------- | --------- | --------- | --------- | --------- |
| 36        |           | 1         | 2         | 3         | 4         | 5         | 6         |
| 37        | 7         | 8         | 9         | 10        | 11        | 12        | 13        |
| 38        | 14        | 15        | 16        | 17        | 18        | 19        | 20        |
| 39        | 21        | 22        | 23        | 24        | 25        | 26        | 27        |
| 40        | 28        | 29        | 30        |           |           |           |           |

| Oktober | Oktober | Oktober | Oktober | Oktober | Oktober | Oktober | Oktober |
| Kw      | Mo      | Di      | Mi      | Do      | Fr      | Sa      | So      |
| ------- | ------- | ------- | ------- | ------- | ------- | ------- | ------- |
| 40      |         |         |         | 1       | 2       | 3       | 4       |
| 41      | 5       | 6       | 7       | 8       | 9       | 10      | 11      |
| 42      | 12      | 13      | 14      | 15      | 16      | 17      | 18      |
| 43      | 19      | 20      | 21      | 22      | 23      | 24      | 25      |
| 44      | 26      | 27      | 28      | 29      | 30      | 31      |         |

| November | November | November | November | November | November | November | November |
| Kw       | Mo       | Di       | Mi       | Do       | Fr       | Sa       | So       |
| -------- | -------- | -------- | -------- | -------- | -------- | -------- | -------- |
| 44       |          |          |          |          |          |          | 1        |
| 45       | 2        | 3        | 4        | 5        | 6        | 7        | 8        |
| 46       | 9        | 10       | 11       | 12       | 13       | 14       | 15       |
| 47       | 16       | 17       | 18       | 19       | 20       | 21       | 22       |
| 48       | 23       | 24       | 25       | 26       | 27       | 28       | 29       |
| 49       | 30       |          |          |          |          |          |          |

| Dezember | Dezember | Dezember | Dezember | Dezember | Dezember | Dezember | Dezember |
| Kw       | Mo       | Di       | Mi       | Do       | Fr       | Sa       | So       |
| -------- | -------- | -------- | -------- | -------- | -------- | -------- | -------- |
| 49       |          | 1        | 2        | 3        | 4        | 5        | 6        |
| 50       | 7        | 8        | 9        | 10       | 11       | 12       | 13       |
| 51       | 14       | 15       | 16       | 17       | 18       | 19       | 20       |
| 52       | 21       | 22       | 23       | 24       | 25       | 26       | 27       |
| 53       | 28       | 29       | 30       | 31       |          |          |          |

## Ereignisse

### Politik und Weltgeschehen

#### Zweiter Weltkrieg

##### Politische und diplomatische Entwicklungen
- 01. Januar: Geschichte der Vereinten Nationen: Während der Arcadia-Konferenz in Washington, D.C., unterzeichnen 26 Staaten der Anti-Hitler-Koalition die Deklaration der Vereinten Nationen. Sie dient der Formalisierung und Bekräftigung der im Vorjahr beschlossenen Atlantik-Charta und ist ein Schritt auf dem Weg zur Gründung der Vereinten Nationen.
- 01. Januar: Venezuela bricht seine diplomatischen Beziehungen zu Italien, Japan und dem Deutschen Reich ab.

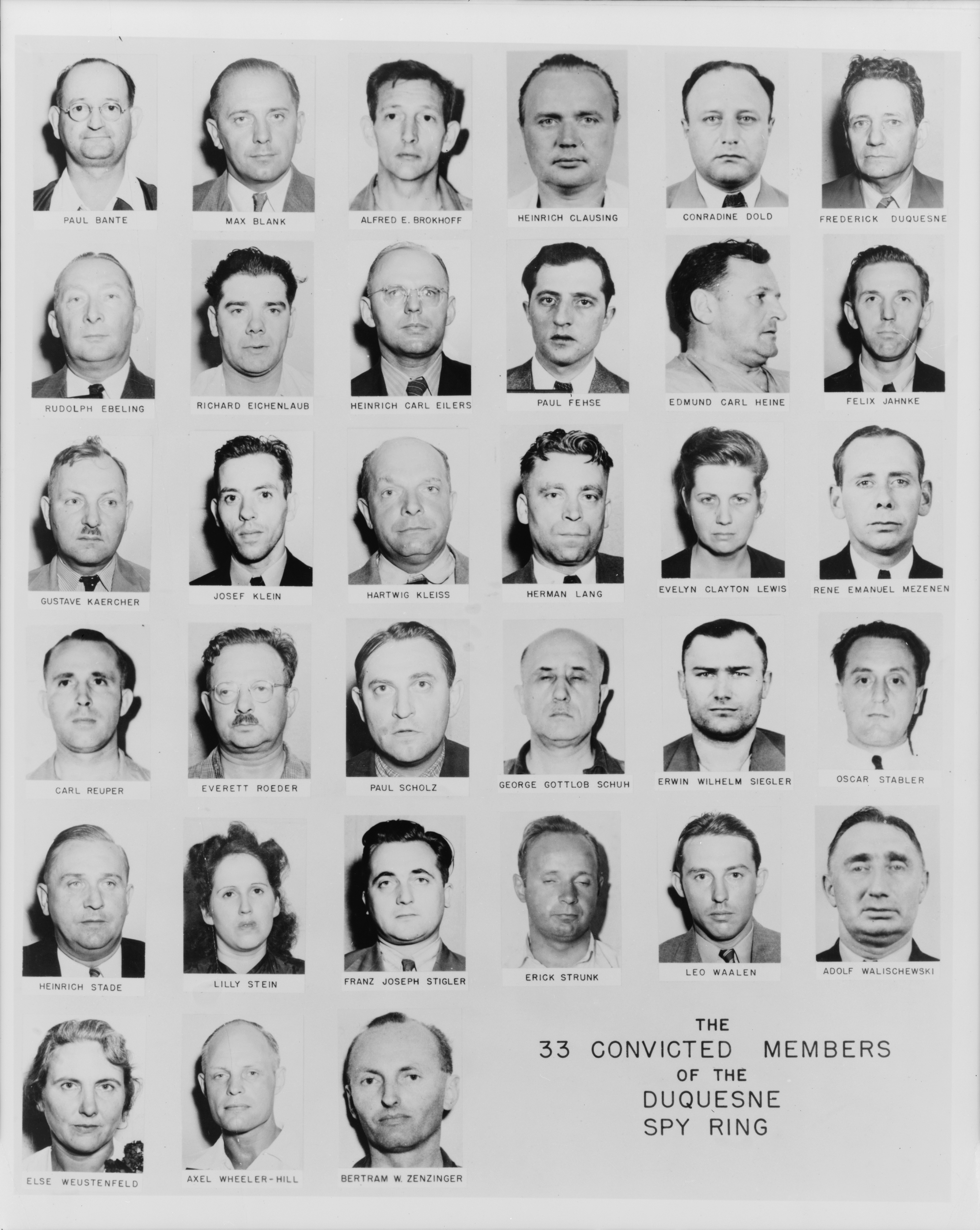
Die 33 verurteilten Mitglieder des Duquesne-Spionagerings (Foto des FBI).

- 02. Januar: Der größte Spionagefall der US-Geschichte endet mit der Verurteilung von 33 deutschen Agenten des Duquesne-Spionagerings zu Gefängnisstrafen, die sich auf über 300 Jahre summieren. J. Edgar Hoover beschreibt die Aushebung des Spionagerings als den größten Erfolg der Spionageabwehr in der Geschichte der Vereinigten Staaten.
- 25. Januar: Thailand erklärt Großbritannien und den USA den Krieg und tritt somit aufseiten der Achsenmächte in den Zweiten Weltkrieg ein.
- 29. Januar: Ein halbes Jahr nach der Anglo-Sowjetischen Invasion des Iran unterzeichnet der neue Schah Mohammad Reza Schah mit ein Abkommen, in dem der UdSSR und Großbritannien jede erdenkliche nichtmilitärische Unterstützung zugesichert wird.
- 01. Februar: Der US-amerikanische Regierungssender Voice of America strahlt sein erstes Programm in deutscher Sprache über britische Sendeanlagen aus.
- 15. Februar: Das Vichy-Regime erklärt durch Gesetz den Schwangerschaftsabbruch zum „Verbrechen gegen die Staatssicherheit“ und setzt für Personen, die Abbrüche an Schwangeren vornehmen die Todesstrafe fest.

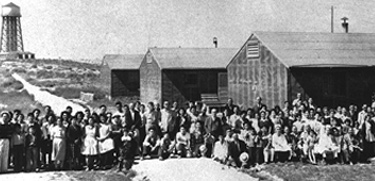
Internierte vor Baracken in Minidoka

- 19. Februar: In den USA unterzeichnet Präsident Franklin D. Roosevelt die Executive Order 9066, eine Direktive zur Einrichtung militärischer Sperrgebiete, die zur zwangsweisen Umsiedelung und Internierung japanischstämmiger Amerikaner führt. Das Manzanar War Relocation Center und das Minidoka War Relocation Center sind zwei von zehn Internierungslagern, die auf dieser rechtlichen Basis errichtet werden.
- 09. März: Generalmajor Henry H. Arnold wird Commanding General der United States Army Air Forces, die damit eine weitergehende Autonomie von der United States Army erhalten.
- 26. April: In der Krolloper in Berlin findet die letzte Reichstagssitzung im Deutschen Reich 1933 bis 1945 statt, Adolf Hitler wird nunmehr Oberster Gerichtsherr – ohne an bestehende Rechtsvorschriften gebunden zu sein. (Siehe dazu auch unter: Beschluss des Großdeutschen Reichstags vom 26. April 1942)
- 04. August: Der Schweizer Bundesrat bekräftigt in einem Beschluss die Rückweisung an den Grenzen insbesondere von jüdischen Deutschen, auch wenn den davon betroffenen Ausländern daraus ernsthafte Nachteile (Gefahren für Leib und Leben) erwachsen könnten.
- 08. August: Für sechs Teilnehmer am Kommandounternehmen Unternehmen Pastorius endet ihre Bereitschaft, für Deutschland Sabotageakte in den Vereinigten Staaten zu begehen, kurz nach Verkündung des Urteils durch ein US-Militärgericht auf dem elektrischen Stuhl. Zwei weitere Täter in spe erhalten hohe Haftstrafen.
- 30. Oktober: Die Besatzung des britischen Zerstörers Petard erbeutet bei der Versenkung des deutschen U-Boots U 559 vor der Küste Ägyptens Codebücher der Enigma-M4-Chiffriermaschine.

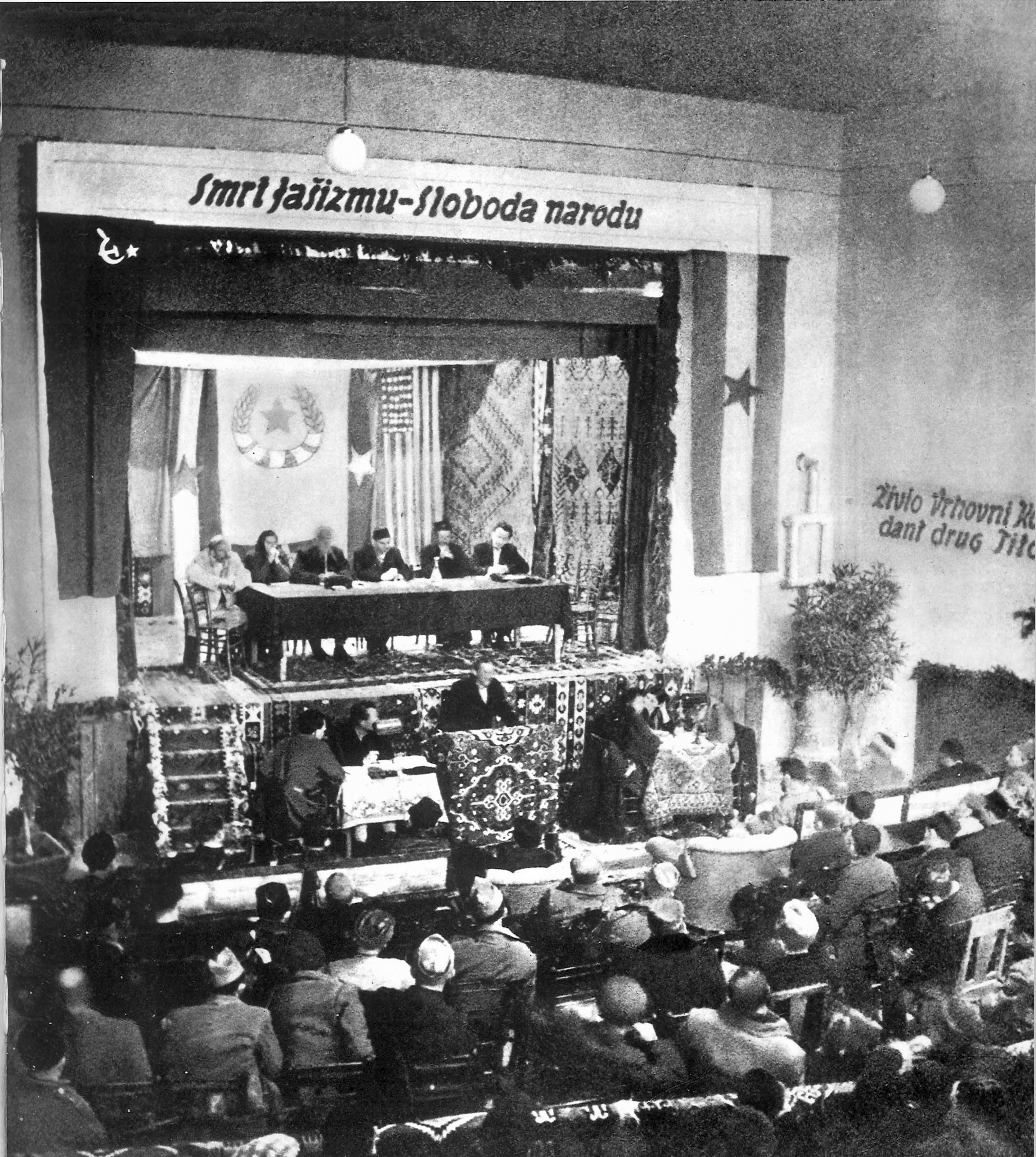
Erste Versammlung des AVNOJ in Bihać

- 26. und 27. November: Auf Initiative von Josip Broz Tito wird in Bihać der Antifaschistische Rat der Nationalen Befreiung Jugoslawiens als selbsternanntes Kriegsparlament und provisorische Kriegsregierung gegründet.
- 18. Dezember: Die Interalliierte Erklärung zur Vernichtung der Juden 1942 wird verlesen. Durch diese Erklärung wird gezeigt und rechtlich angekündigt, dass die internationale Völkergemeinschaft die NS-Verbrechen gegen die Juden nach der Niederschlagung des NS-Regimes verfolgen werde.

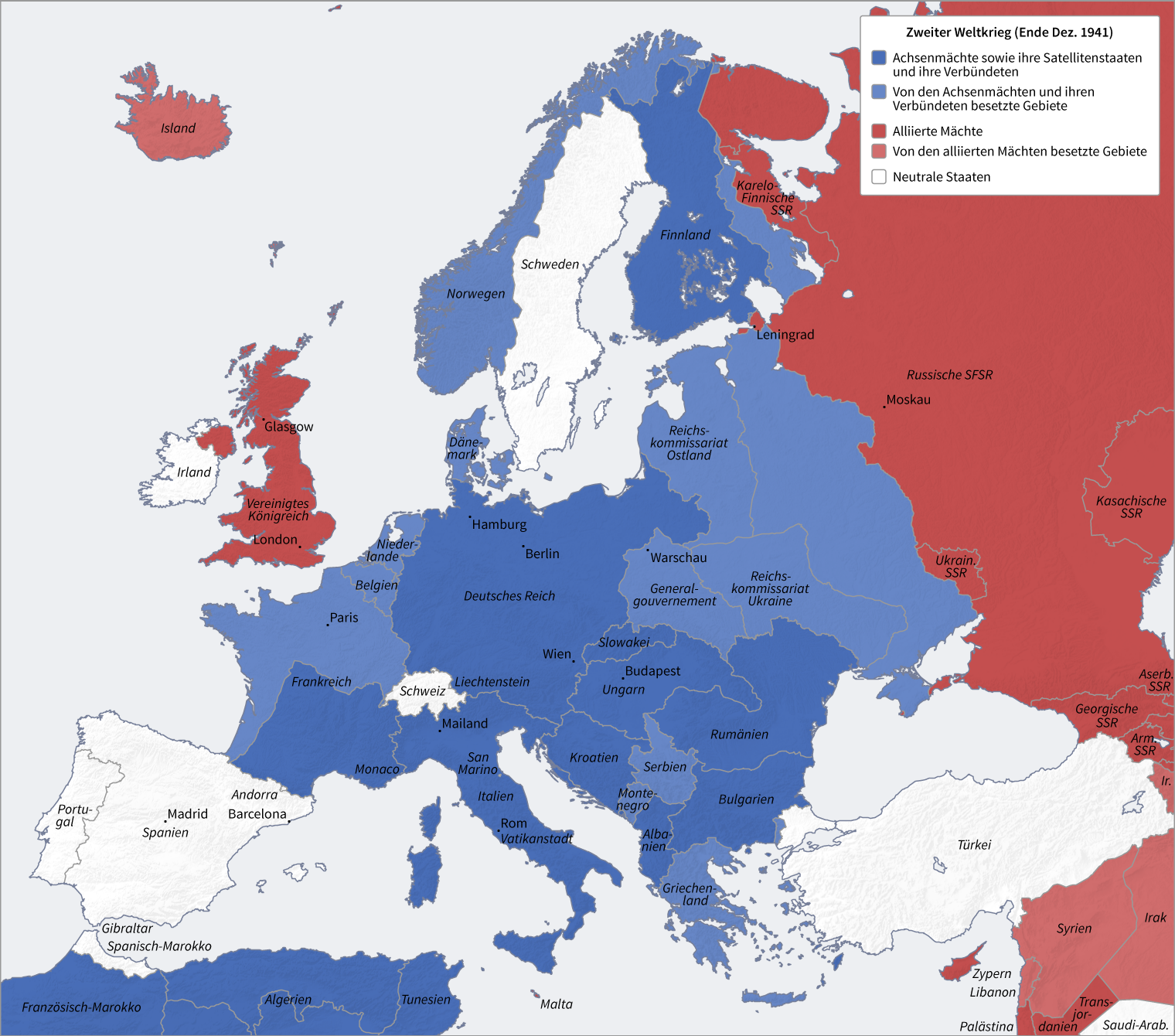
Karte von Europa am Anfang des Jahres 1942
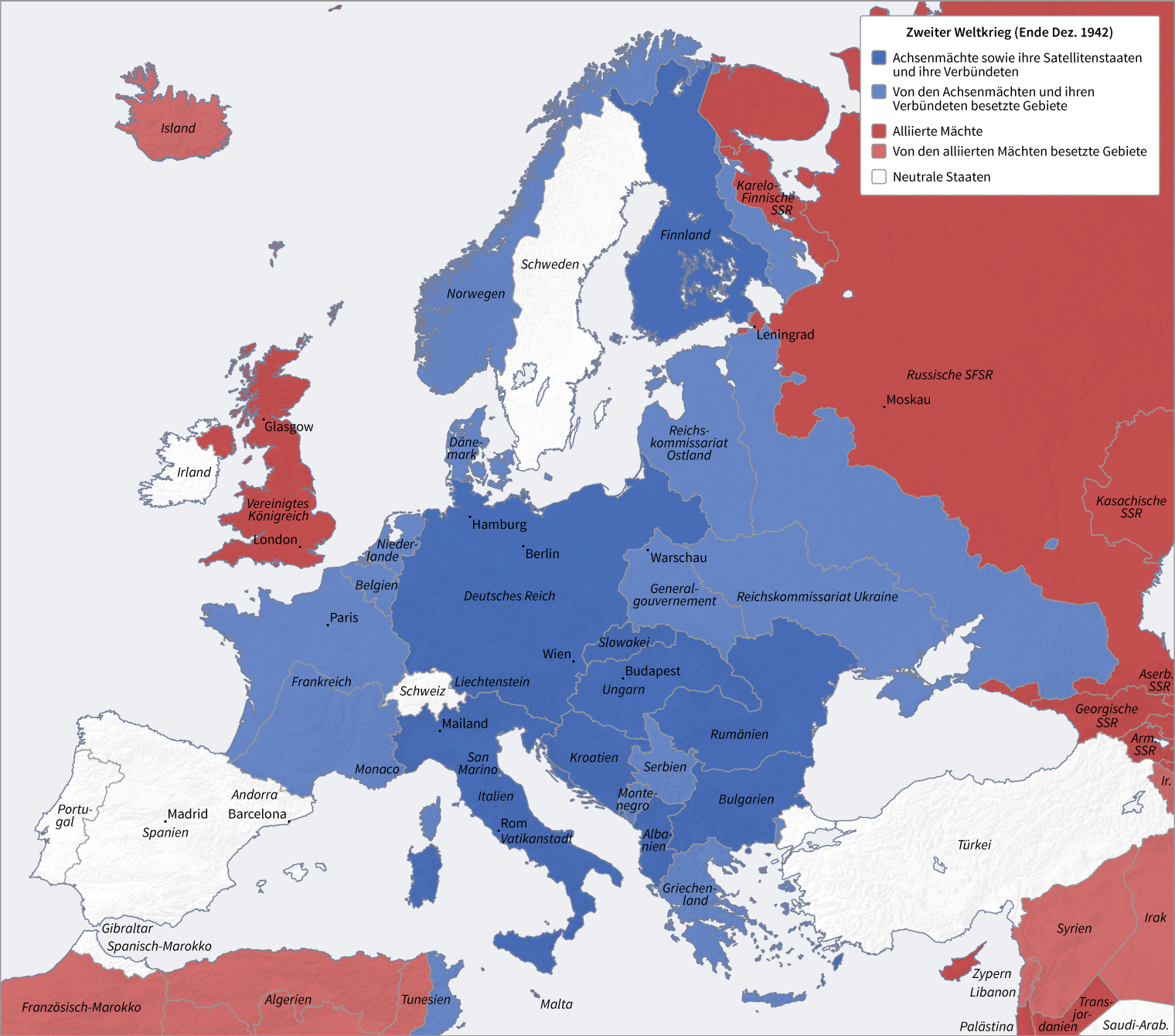
Karte von Europa am Ende des Jahres 1942

##### Deutsch-Sowjetischer Krieg

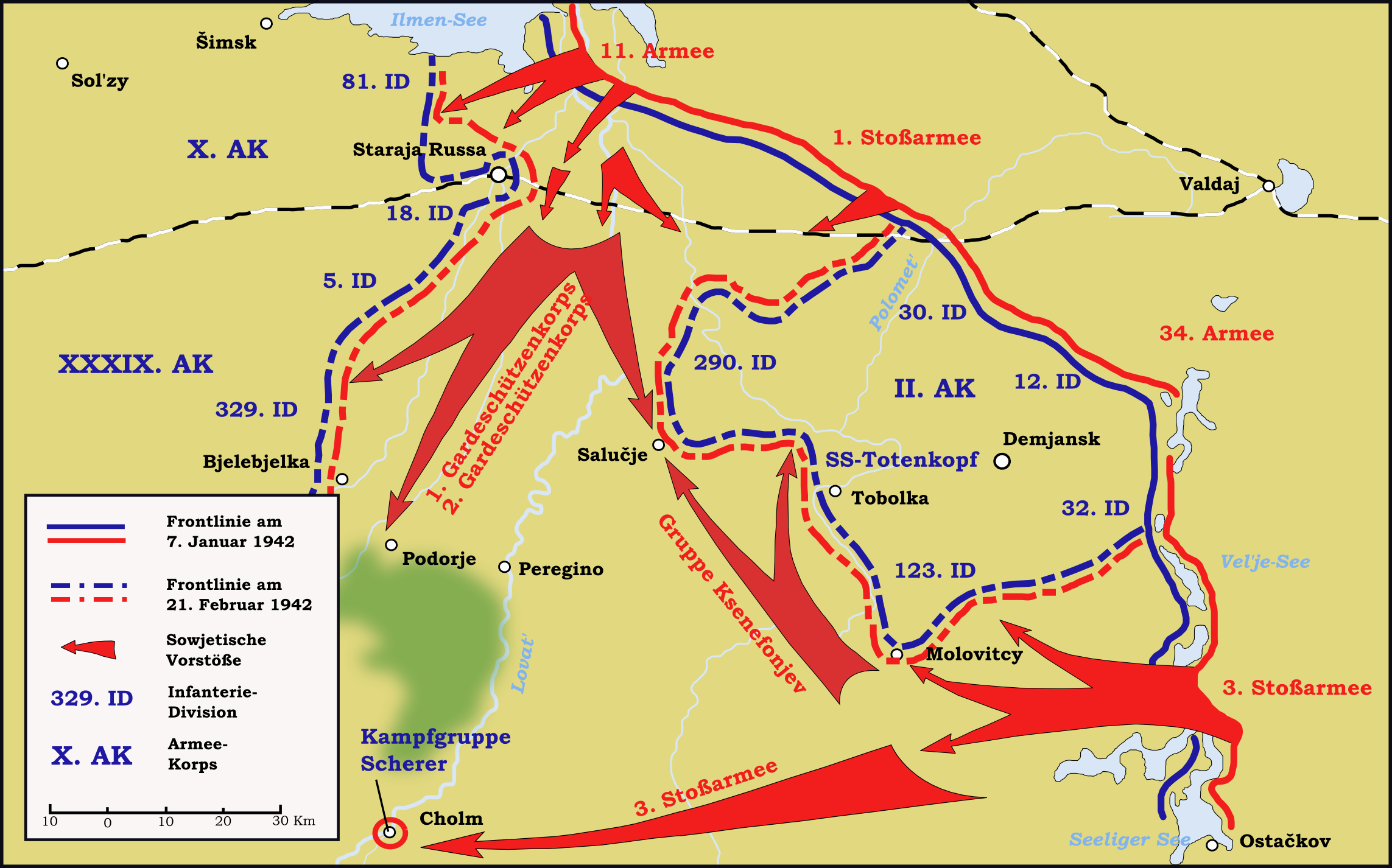
Offensive der Roten Armee südlich des Ilmensees, 7. Januar bis 21. Februar 1942

- 08. Januar: Truppen der sowjetischen Nordwestfront unter Pawel Alexejewitsch Kurotschkin eröffnen den Angriff auf die Stellungen des X. Armeekorps unter Christian Hansen und des II. Armeekorps unter Walter von Brockdorff-Ahlefeldt. Die sowjetische 11. Armee durchbricht am südlichen Ufer des Ilmensee die Stellungen der 290. Infanterie-Division und steht bereits am 9. Januar vor Staraja Russa. Trotz ununterbrochener Angriffe kann die Stadt von deutschen Truppen gehalten werden.
- 08. Januar: Die Schlacht von Rschew beginnt.
- 09. Januar: Mit einer Offensive im Deutsch-Sowjetischen Krieg gelingt es der Roten Armee, die deutschen Heeresgruppen Nord und Mitte voneinander zu trennen.
- 15. Januar: Wegen der Misserfolge an der Ostfront kommt es in der militärischen Führung der Wehrmacht zu einer Krise. Der Oberbefehlshaber der Heeresgruppe Nord, Wilhelm Ritter von Leeb, demissioniert.

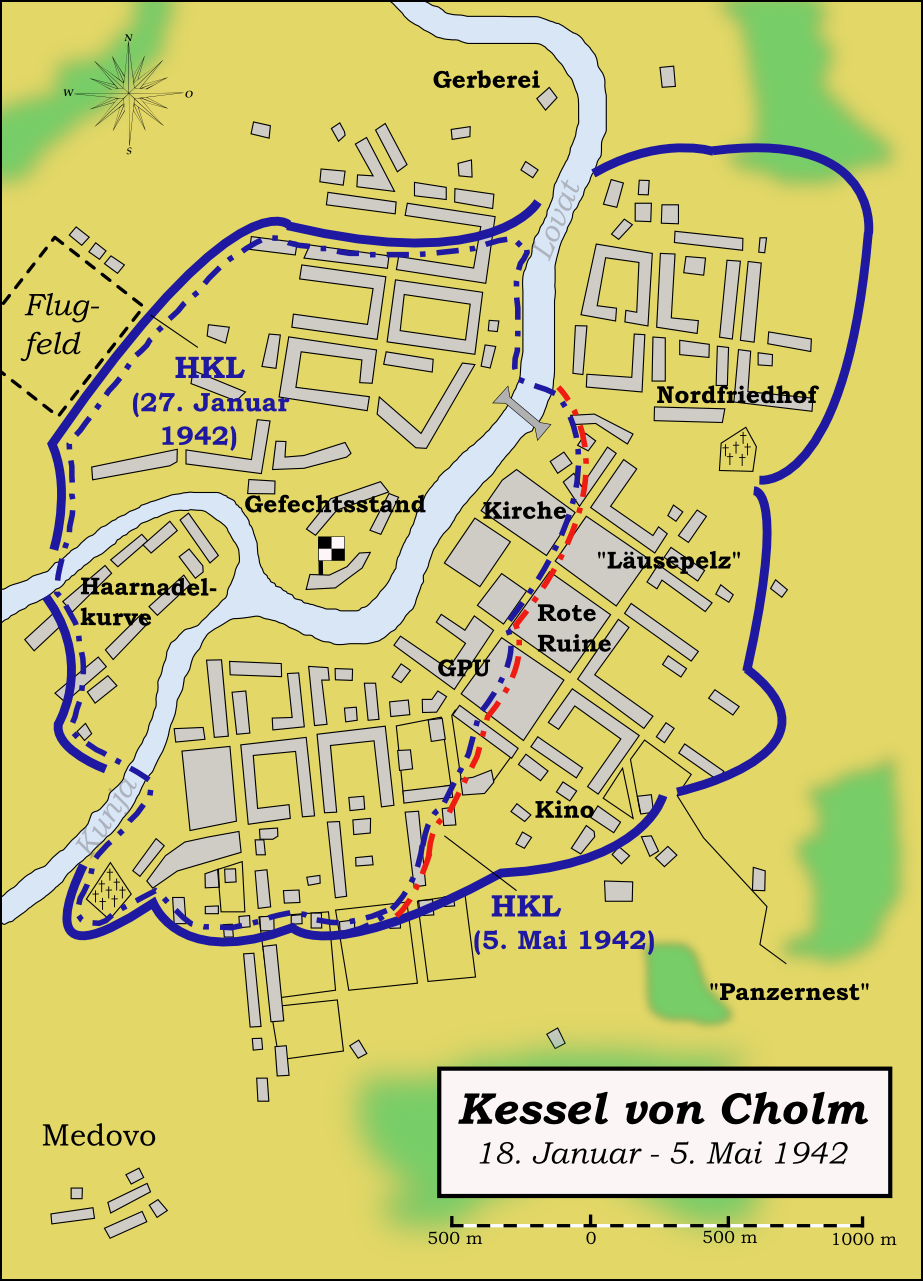
Kessel von Cholm
18. Januar bis 5. Mai 1942

- 18. Januar: Mit einem Angriff von Partisanen auf die deutschen Besatzer beginnt die Schlacht um Cholm, bei der mehrere tausend deutsche Soldaten („Kampfgruppe Scherer“) eingekesselt und erst nach 105 Tagen entsetzt werden.
- Januar: In der Schlacht um Moskau erfolgen sowjetische Vorstöße bei Wjasma, Rschew und Moschaisk.

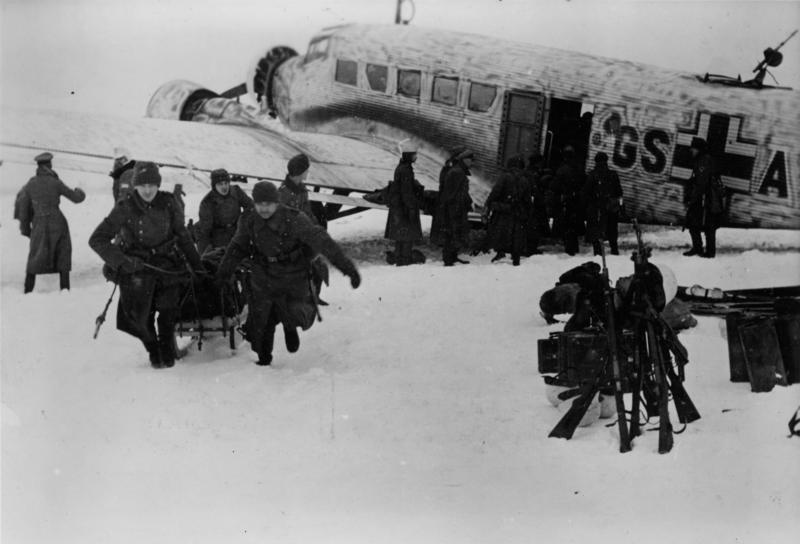
Entladung von Junkers Ju 52 bei Demjansk

- 08. Februar: Die Rote Armee schließt den Kessel um Demjansk. In einem Kesselgebiet von zirka 3.000 Quadratkilometern mit einem Frontumfang von etwa 300 Kilometern um die Stadt Demjansk, sind sechs Divisionen mit etwa 95.000 Soldaten und 20.000 Pferden eingeschlossen. Dazu gehört auch die SS-Division Totenkopf unter SS-Obergruppenführer und General der Waffen-SS Theodor Eicke. Der Kessel wird allerdings erfolgreich durch die Luft versorgt.
- 20. Februar: Heinrich Himmler, Reichsführer SS und Chef der Deutschen Polizei, erlässt nach dem Vorbild der Polen-Erlasse Allgemeine Bestimmungen über Anwerbung und Einsatz von Arbeitskräften aus dem Osten, den sogenannten Ostarbeitererlass.
- Mai: Das Unternehmen Trappenjagd ist ein deutsch-rumänisches militärisches Unternehmen zur Eroberung der Halbinsel Kertsch an der Ostseite der Krim. Der deutsche Überraschungsangriff beginnt am 8. Mai. Am 11. Mai erreicht die 22. Panzer-Division die Küste, damit sind große Teile der sowjetischen 51. Armee eingeschlossen. Am 13. Mai beginnt die Belagerung der Steinbrüche von Adschimuschkai, wo sich 13.000 Rotarmisten verschanzt haben. Am 14. Mai wird der Hafen eingenommen. Die letzten Kämpfe dauern noch bis zum 20. Mai.

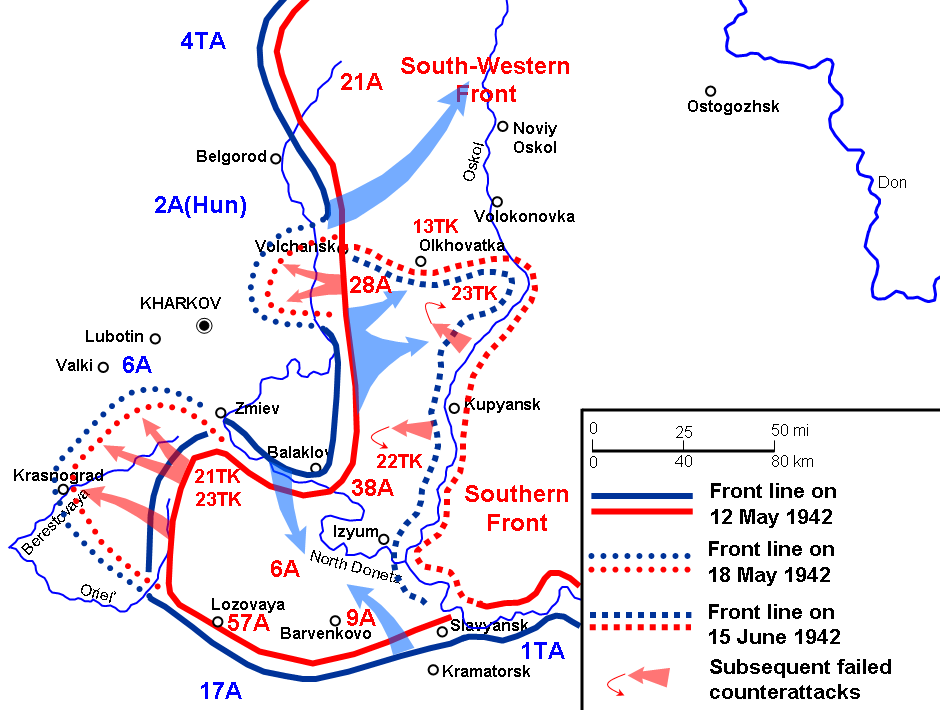
Karte der Schlacht bei Charkow

- 12. bis 28. Mai: Die Schlacht bei Charkow führt nach sowjetischen Anfangserfolgen zur Einkesselung eines großen Teils der Angriffsverbände durch einen deutschen Gegenangriff. Der Sieg bei Charkow ist eine der letzten siegreichen Kesselschlachten der Wehrmacht. Durch diesen Sieg erkämpfen sich die Deutschen die strategischen Voraussetzungen für die Sommeroffensive 1942.

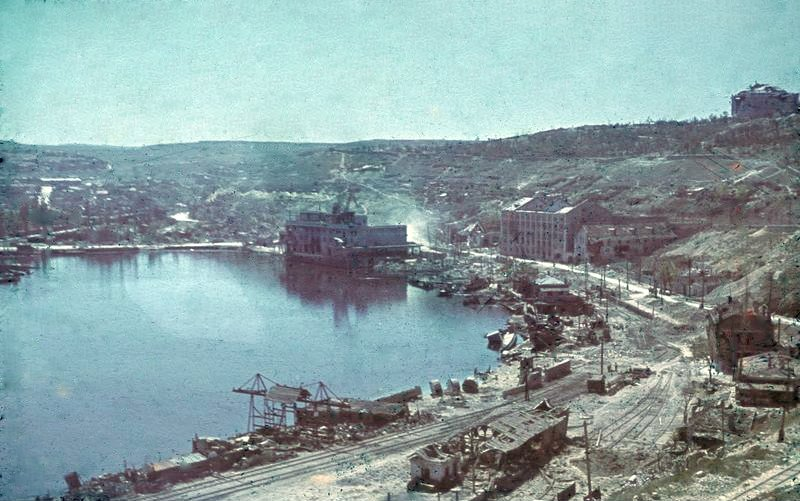
Der zerstörte Hafen von Sewastopol

- 07. Juni: Die deutsche Wehrmacht beginnt im Krieg gegen die Sowjetunion nach tagelangem Bombardement durch Artillerie und aus der Luft im Unternehmen Störfang einen zweiten großen Angriff auf die zur sowjetischen Festung erklärte Hafenstadt Sewastopol. Mit der Einnahme der Halbinsel Chersones wird die Eroberung der Krim durch die deutsche Wehrmacht am 4. Juli abgeschlossen.
- 28. Juni: Die deutsche Sommeroffensive Fall Blau beginnt, sie wird am 30. Juni in Unternehmen Braunschweig umbenannt. Nahezu überall ziehen sich die sowjetischen Verteidiger zurück, da das Sowjetische Oberkommando die deutsche Sommeroffensive bei Moskau erwartet hat und 50 % der Roten Armee dort stationiert sind. Schon am 5. Juli erreichen die deutschen Panzerspitzen den Don bei Woronesch. Die sowjetischen Verbände können sich jedoch durch Preisgabe von Gelände einer Vernichtung entziehen.
- 09. Juli: Adolf Hitler lässt die Heeresgruppe Süd in eine Heeresgruppe A und eine Heeresgruppe B aufspalten, die gleichzeitig in zwei verschiedene Richtungen vorstoßen sollen. Weil er gegen diese Operationsführung protestiert, wird Oberbefehlshaber Fedor von Bock am 15. Juli durch Maximilian von Weichs ersetzt.
- 23. Juli: Adolf Hitler befiehlt vom Führerhauptquartier Werwolf in der Ukraine aus das Unternehmen Edelweiß zum Vorstoß der Heeresgruppe A in den Kaukasus. Die Heeresgruppe A erobert Rostow am Don.
- 25. Juli: Adolf Hitler befiehlt das Unternehmen Fischreiher, den Vorstoß der Heeresgruppe B über Astrachan nach Stalingrad.
- 25. Juli bis 11. August: Die 6. Armee unter Friedrich Paulus siegt in der Kesselschlacht bei Kalatsch.
- 28. Juli: Stalins Befehl Nr. 227 (Keinen Schritt zurück!) belegt Kapitulation mit der Todesstrafe.
- 16. bis 30. August: Unternehmen Wunderland
- 23. August: Ein massiver deutscher Luftangriff auf Stalingrad im Vorfeld der Phase des deutschen Angriffs auf Stalingrad führt zur fast völligen Zerstörung der Stadt und zum Tod von tausenden Zivilisten. Ein unmittelbar nach dem Angriff aufgenommenes Foto, das den Barmalei-Brunnen vor den brennenden Ruinen zeigt, wird in der Folge zu einer der ikonischsten Aufnahmen des Zweiten Weltkriegs
- 18. Oktober: Der geheime Kommandobefehl des OKW ergeht, er sieht die Tötung von gefangenen Kommandosoldaten vor.
- 30. Oktober: Die 48 Überlebenden der Belagerung der Steinbrüche von Adschimuschkai auf der Halbinsel Kertsch ergeben sich der deutschen Wehrmacht.
- 19. November: Schlacht von Stalingrad: Mit der Operation Uranus beginnt die Gegenoffensive der Roten Armee.
- 25. November bis 21. Dezember: Operation Mars

##### Der Krieg im Westen

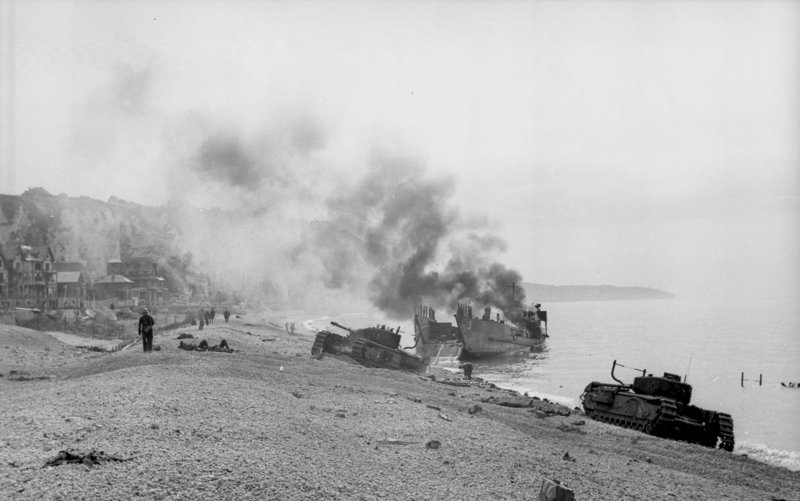
Brennendes britisches Landungsboot am Strand von Dieppe

- 27. und 28. Februar: Bei dem Kommandounternehmen Operation Biting in La Poterie-Cap-d’Antifer in der Nähe von Bruneval an der Kanalküste erbeuten britische Spezialkräfte Teile des Prototyps eines mit Dezimeterwellen arbeitenden deutschen Radargeräts (Würzburg-Radar).
- 19. August: Die Operation Jubilee, ein Landungsversuch britischer und kanadischer Truppen bei der nordfranzösischen Hafenstadt Dieppe, mit dem die von Stalin geforderte Zweite Front der Alliierten gegen die Achsenmächte im Zweiten Weltkrieg aufgebaut werden soll, scheitert. Die Operation wird nach hohen alliierten Verlusten von bis zu 70 % der eingesetzten Streitkräfte am nächsten Tag abgebrochen, liefert aber wichtige Erkenntnisse für die Operation Overlord zwei Jahre später.
- 24. August: Wehrpflicht für Elsässer Bürger (Malgré-nous) obwohl sie französische Staatsbürger sind.
- 25. August: Generalfeldmarschall Gerd von Rundstedt befiehlt die Befestigung der gesamten Atlantikküste von Norwegen bis Frankreich zu einem „Atlantikwall“.
- 31. August: Generalstreik in Luxemburg gegen die deutsche Besatzungsmacht
- 08. September: Zum Aufbau des Atlantikwalls wird die Bevölkerung der besetzten Gebiete von der Organisation Todt völkerrechtswidrig zu Zwangsarbeit verpflichtet.
- 11. November: Als Reaktion auf die Landung der Alliierten in Algerien im Zweiten Weltkrieg besetzen deutsche Truppen im Unternehmen Anton auch den bisher nicht deutsch besetzten Teil von Vichy-Frankreich. Das führt am 27. November zur Selbstversenkung der Vichy-Flotte in Toulon.

##### Belagerung von Malta
- 22. März: Zweites Seegefecht im Golf von Syrte
- 02. bis 16. Juni: Operationen Vigorous und Harpoon
- 09. bis 13. August: Operation Pedestal

##### Der Krieg in Nordafrika
- 02. Januar: Die deutschen und italienischen Truppen in Bardijja, Libyen, kapitulieren.
- Massive Angriffe der deutschen Luftflotte 2 unter Albert Kesselring auf wichtige Knotenpunkte wie Malta, von wo aus britische U-Boote und Flieger die deutschen und italienischen Nachschublieferungen attackieren, sorgen um die Jahreswende dafür, dass diese Störungen zeitweilig unterbleiben. Unter diesen Umständen gelingt es Erwin Rommel im Januar, die Initiative zurückzugewinnen. Er nutzt den durch die Luftunterstützung entstandenen operativen Vorteil sowie insbesondere frisch herangeführte Verstärkungen für einen überraschenden Gegenangriff, der die Panzerarmee Afrika bis Ende Juni bis nach El Alamein, nur 100 Kilometer vor Alexandria, führt.
- 26. Mai: Das deutsche Unternehmen Theseus mit dem Ziel, Tobruk zu erobern, beginnt.
- 11. Juni: Die Achsenmächte erobern Bir Hacheim.

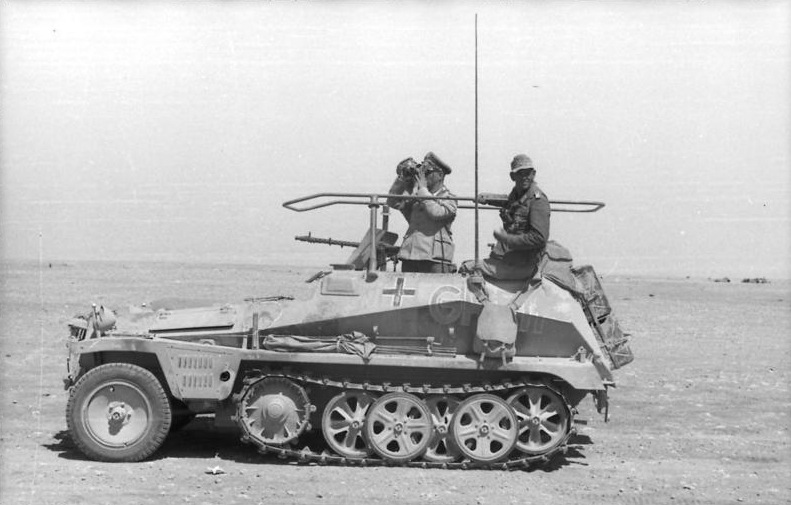
Rommel in seinem Befehlsfahrzeug „Greif“, Aufnahme der Propagandakompanie der Wehrmacht, Juni 1942

- 21. Juni: Die alliierten Verteidiger der libyschen Stadt Tobruk geben nach heftigen zweiwöchigen Kämpfen auf. Das deutsche Afrikakorps besetzt im Afrikafeldzug den Ort und erbeutet eine große Menge an Nachschubgütern. Der „Wüstenfuchs“ Erwin Rommel wird daraufhin zum Generalfeldmarschall befördert, während Neil Ritchie vom alliierten Kommando entbunden und durch Claude Auchinleck ersetzt wird.
- 01. bis 31. Juli: Die Erste Schlacht von El Alamein endet mit einem taktischen Unentschieden, jedoch gelingt es den Alliierten unter Claude Auchinleck, den Vormarsch der Achsenmächte auf Alexandria zu stoppen.
- 13. August: Der britische General Claude Auchinleck, der sich geweigert hat, eine Großoffensive zu befehlen, bevor er und seine Truppen richtig vorbereitet sind, wird von Winston Churchill seines Amtes enthoben und durch Harold Alexander und Bernard Montgomery ersetzt.
- 30. August bis 6. September: Die Schlacht von Alam Halfa endet mit einem Sieg der verteidigenden britischen Armee und lässt die Initiative in Nordafrika endgültig an die Alliierten übergehen.

Montgomery beobachtet den Vorstoß seiner Panzereinheiten

- 23. Oktober: Die Briten unter Bernard Montgomery setzen bei El-Alamein zum Gegenangriff an – noch später als es Auchinleck vorgeschlagen hat. Die Zweite Schlacht von El Alamein endet am 4. November mit einem Sieg der Alliierten. Ein Haltebefehl Hitlers vom 3. November wird von Rommel mit Rückendeckung durch Generalfeldmarschall Albert Kesselring ignoriert. Nach ihrem Rückzug erreichen die deutschen und italienischen Verbände am 6. November die libysche Grenze.

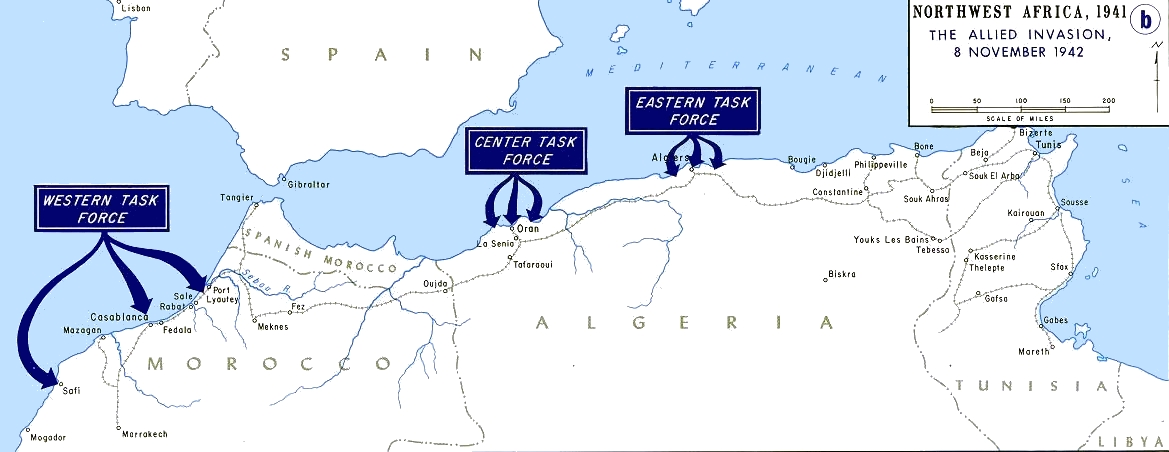
Die alliierte Invasion in Marokko und Algerien

- 08. November: Französisch-Nordafrika im Zweiten Weltkrieg: Operation Torch: Unter Oberbefehl von General Dwight D. Eisenhower landen britische und US-Truppen in Französisch-Nordafrika. Bei der rein amerikanischen Teiloperation Brushwood werden von den amerikanischen Truppen erstmals Bazookas eingesetzt. Als erster Ort kapituliert Safi. Gleichzeitig beginnt in Algier ein Putsch der Résistance. Admiral François Darlan und General Alphonse Juin kapitulieren innerhalb weniger Tage, woraufhin sie vom Vichy-Regime unter Philippe Pétain für abgesetzt erklärt werden.
- 13. November: eine neuseeländische Division kämpft einen Korridor nach Tobruk frei, das seit 230 Tagen von Truppen des Afrikakorps belagert wird.

##### Zweiter Japanisch-Chinesischer Krieg

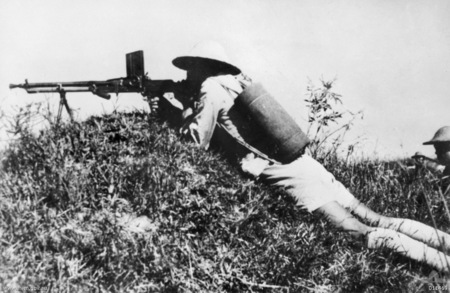
Chinesischer Soldat in der dritten Schlacht um Changsha

- 01. Januar: In der dritten Schlacht um Changsha im Zweiten Japanisch-Chinesischen Krieg unternehmen die chinesischen Verteidiger der Stadt Changsha in der südchinesischen Provinz Hunan unter dem Befehl von Xue Yue einen überraschenden Gegenangriff. Die japanischen Angreifer unter Korechika Anami können bis zum 15. Januar nur mit Mühe aus dem sich bildenden Kessel entkommen.

##### Südostasien und Pazifikkrieg

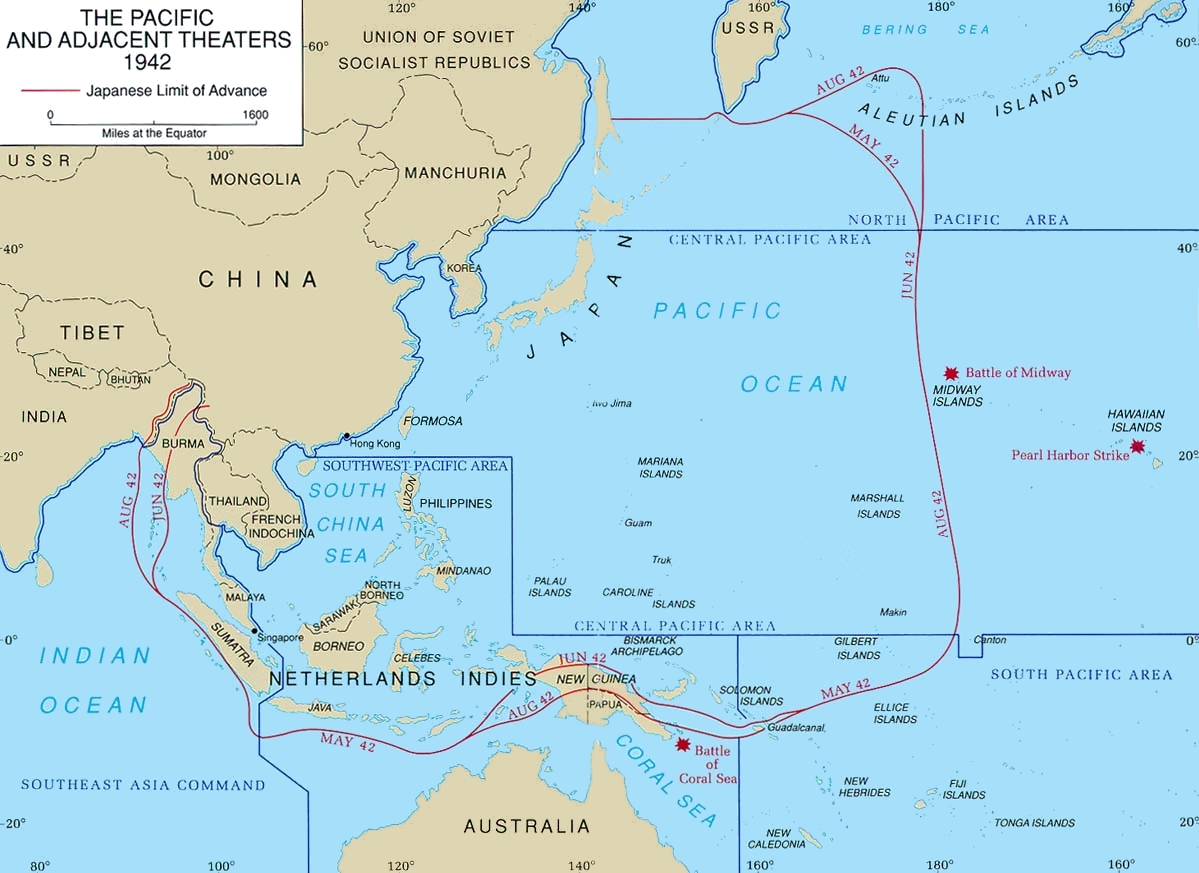
Der Pazifik und Südostasien im Jahr 1942

- 02. Januar: Die britische Kronkolonie Singapur wird von der japanischen Luftwaffe bombardiert.
- 02. Januar: Japanische Truppen besetzen im Rahmen der japanischen Invasion Südostasiens Manila, die Hauptstadt der Philippinen.
- 08. Januar: Um den japanischen Vormarsch im Pazifikkrieg zu stoppen, gründen die Alliierten das gemeinsame Kommando ABDACOM in Singapur.
- 11. Januar: Japan erklärt den Niederlanden den Krieg und beginnt am gleichen Tag in der Schlacht um Tarakan mit der Eroberung von Niederländisch-Indien im Pazifikkrieg.
- 11. Januar: Japanische Invasion der Malaiischen Halbinsel: Japanische Radfahrtruppen erobern Kuala Lumpur, Hauptstadt der britisch kontrollierten Federated Malay States.
- 20. Januar: Burmafeldzug: Die japanische Armee marschiert in Burma ein.
- 24. Januar: Die Vereinigten Staaten erringen in der Seeschlacht vor Balikpapan zwar einen taktischen Sieg, die Landung der japanischen Truppen am selben Tag auf Borneo und die Eroberung der Ölfelder von Balikpapan wird dadurch jedoch nicht verzögert.
- 23. Januar: Mit der japanischen Einnahme Rabauls beginnt die mehrjährige Schlacht um Neuguinea. Sie ist eine der strategisch wichtigsten Schlachten im Südwestpazifischen Kampfraum (SWPA).
- 31. Januar: Die japanische Invasion der Malaiischen Halbinsel im Pazifikkrieg endet auf dem Festland erfolgreich. Die Alliierten ziehen sich auf die Insel Singapur zurück. Die bis zum 15. Februar dauernde Schlacht um Singapur zwischen japanischen und alliierten Truppen unter britischem Oberbefehl beginnt.
- 04. Februar: In der Schlacht in der Straße von Makassar erleidet eine Flotte der ABDACOM unter Karel Doorman eine schwere Niederlage gegen eine japanische Invasionsflotte unter Takeo Takagi.

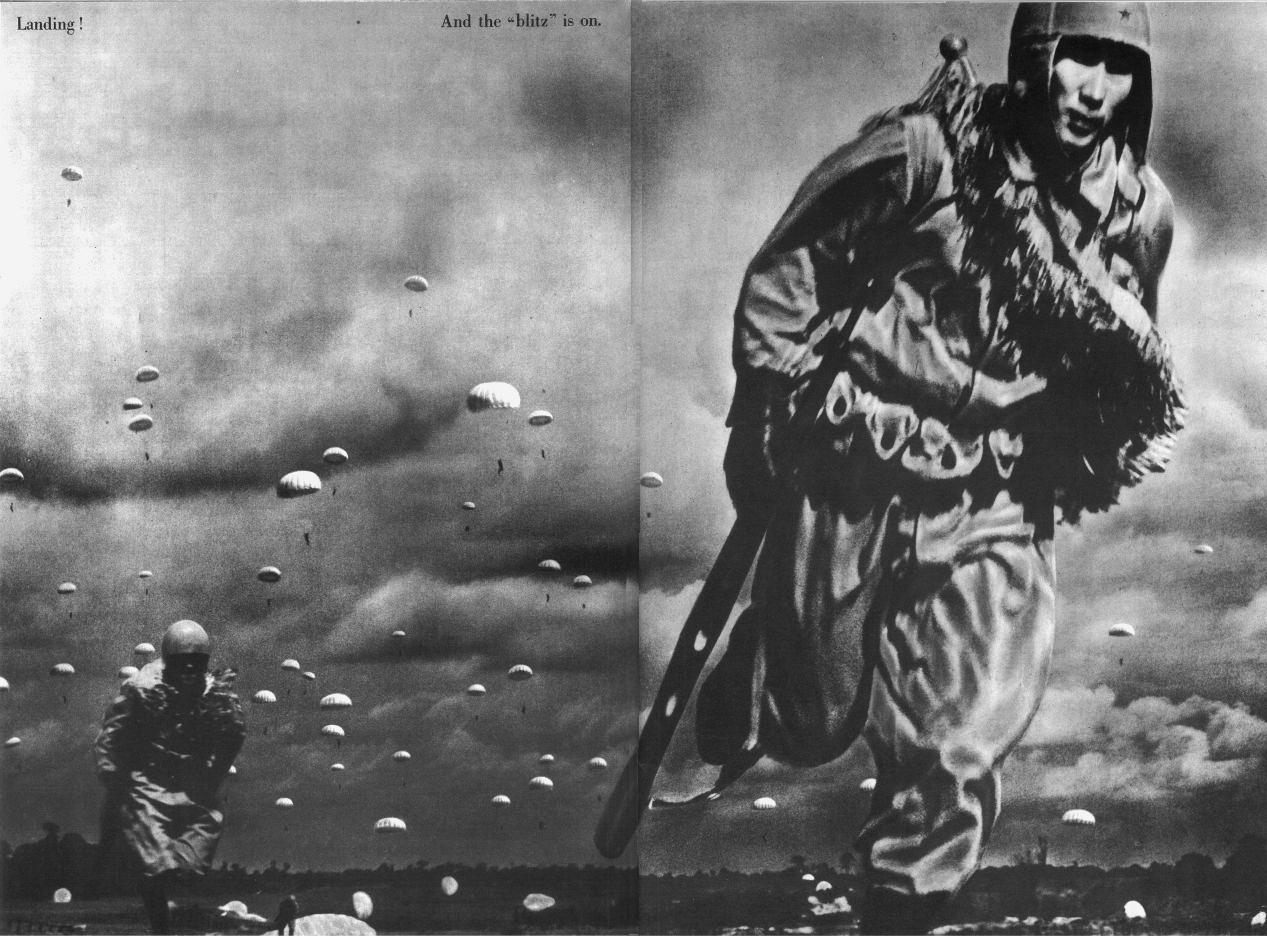
Japanische Heeres-Fallschirmjäger während der Schlacht von Palembang

- 06. Februar: Japanische Einheiten fliegen den ersten Luftangriff auf die zu Niederländisch-Indien gehörende Sundainsel Sumatra.
- 14. Februar: Die Japanische Invasion Sumatras beginnt. Sie ist am 28. März mit der völligen Eroberung der Insel abgeschlossen.
- 14. Februar: Japanische Kriegsverbrechen im Zweiten Weltkrieg: Während der Schlacht um Singapur begehen japanische Soldaten das Massaker im Alexandra-Hospital.
- 14. und 15. Februar: In der Schlacht von Palembang gelingt es den japanischen Einheiten, die Erdölraffinerien bei Palembang auf Sumatra zu erobern und zu sichern, bevor sie von den Alliierten zerstört werden können.

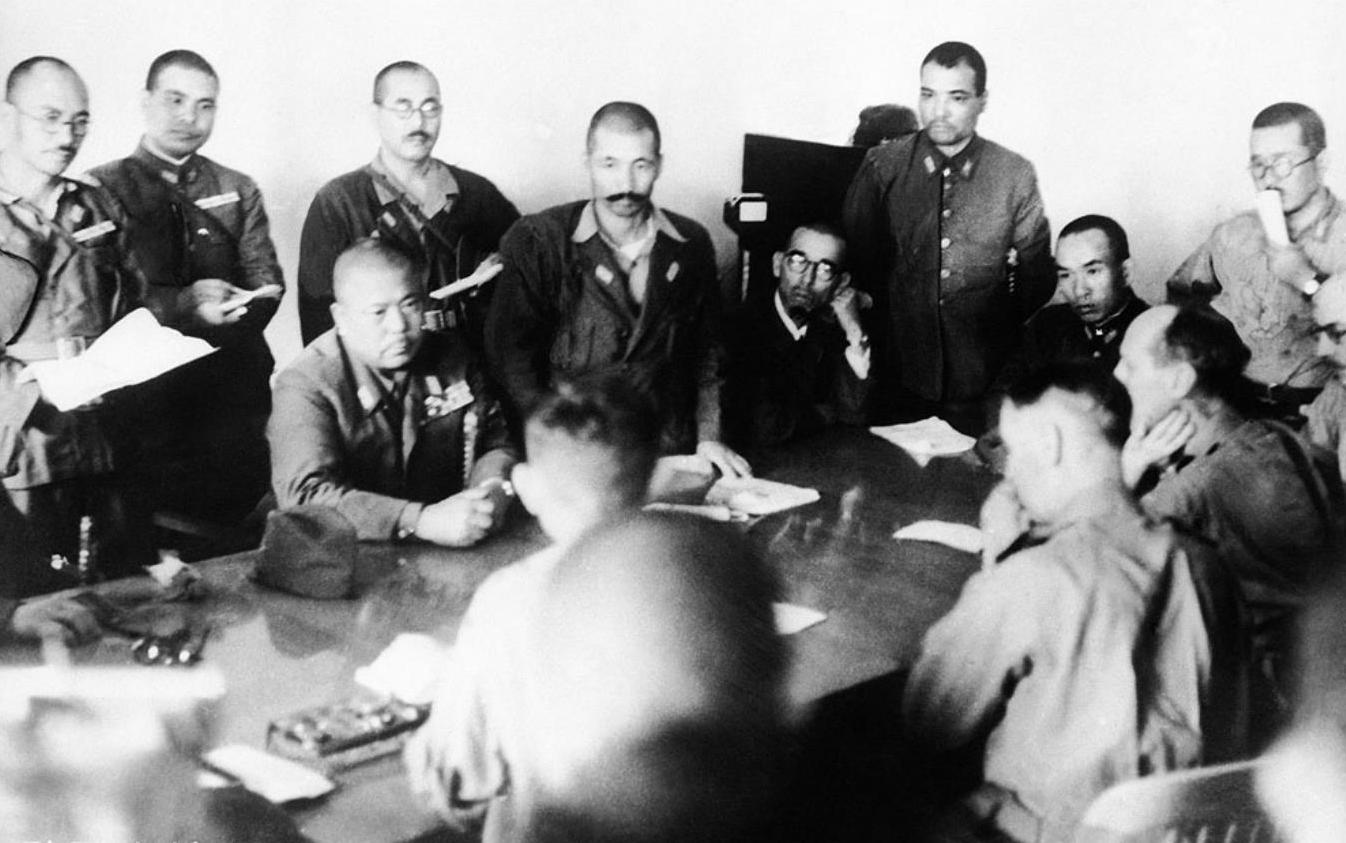
Yamashita und Percival bei den Kapitulationsverhandlungen

- 15. Februar: Japan siegt in der Schlacht um Singapur, die alliierten Streitkräfte unter Arthur Percival kapitulieren vor den Japanern unter Tomoyuki Yamashita.
- 16. Februar: Japanische Soldaten begehen das Massaker von Bangka: Dutzende britische Soldaten und australische Krankenschwestern, die kurz zuvor durch Schiffbruch auf der Insel gestrandet sind, werden am Strand von Bangka erschossen oder erstochen. Einige Überlebende verbringen des Rest des Kriegs in japanischer Kriegsgefangenschaft.

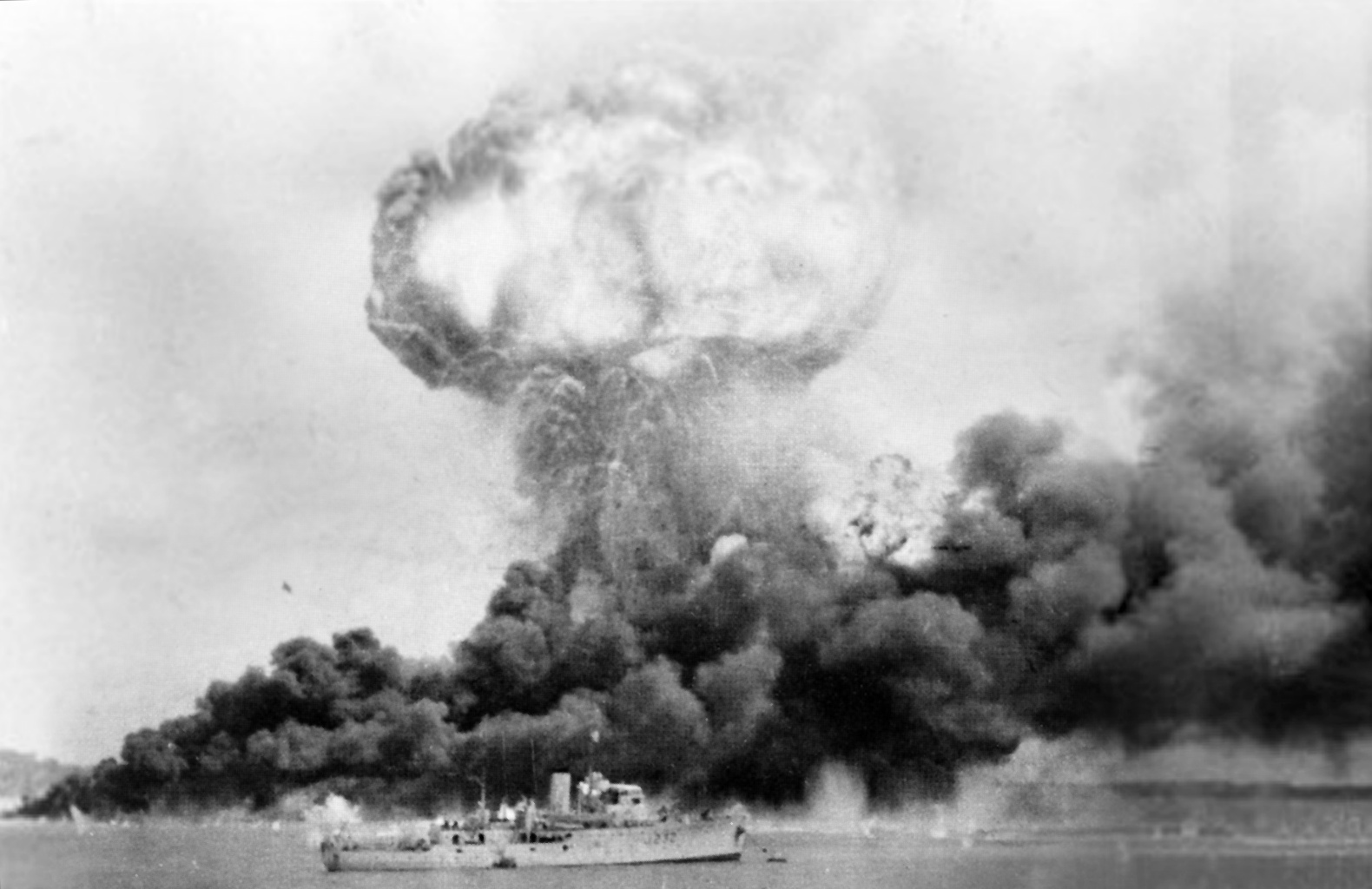
Der Hafen von Darwin während des Luftangriffs

- 19. Februar: Mit dem Luftangriff auf Darwin fliegen die japanischen Luftstreitkräfte den ersten und massivsten ihrer Luftangriffe auf Australien. Am gleichen Tag beginnt die fast ein Jahr dauernde Schlacht um Timor. Japanische Truppen greifen gleichzeitig das niederländische Westtimor und das formell neutrale, aber seit vorigem Jahr von den Alliierten besetzte Portugiesisch-Timor an.
- 19. und 20. Februar: Die Seeschlacht in der Straße von Badung endet mit einem Sieg der Kaiserlich Japanischen Marine über die ABDA-Flotte.

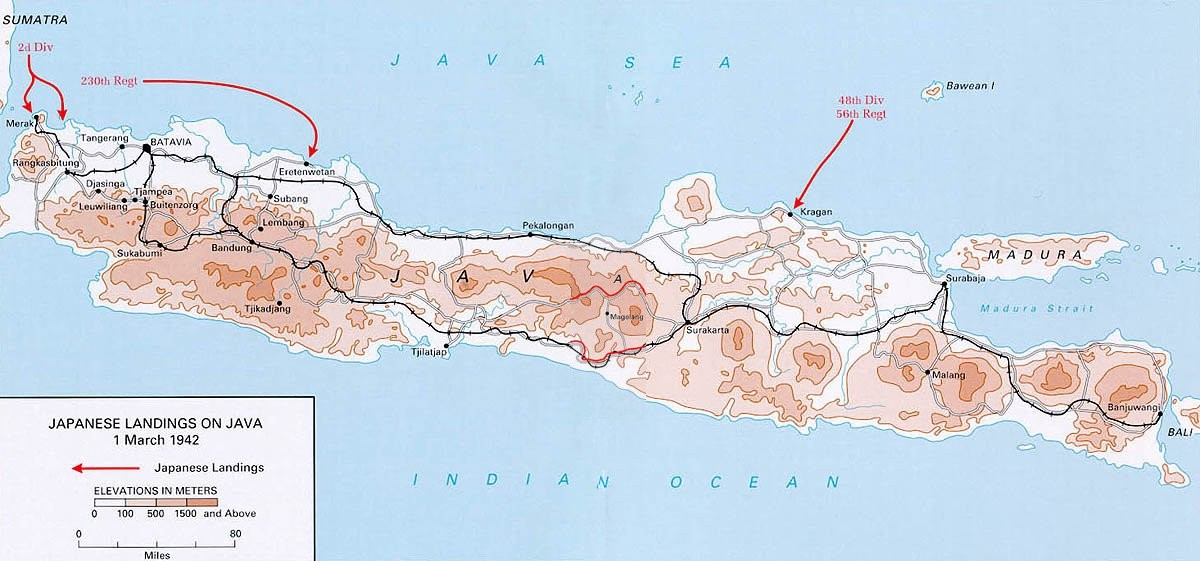
Japanische Landungen auf Java

- 27. und 28. Februar: Beim japanischen Sieg in der Schlacht in der Javasee wird die aus US-amerikanischen, britischen, niederländischen und australischen Schiffen bestehende alliierte ABDA-Flotte beinahe völlig vernichtet. Am folgenden Tag beginnt die japanische Invasion Javas, die bis zum 10. März abgeschlossen ist. Damit ist ganz Niederländisch-Indien in japanischer Hand.
- 03. März: Beim japanischen Luftangriff auf Broome werden zahlreiche Flugzeuge auf dem Flughafen Broome in Australien zerstört und 88 Menschen getötet.
- 03. bis 7. März: Japanische Eroberung Burmas: Nach ihrer Niederlage in der Schlacht um Pegu ziehen sich die alliierten Truppen aus der burmesischen Hauptstadt Rangun zurück.
- 09. März: Die Alliierten auf Java kapitulieren gegenüber den Japanern im Pazifikkrieg. Ganz Niederländisch-Indien bleibt sodann bis zum Kriegsende in japanischer Hand.

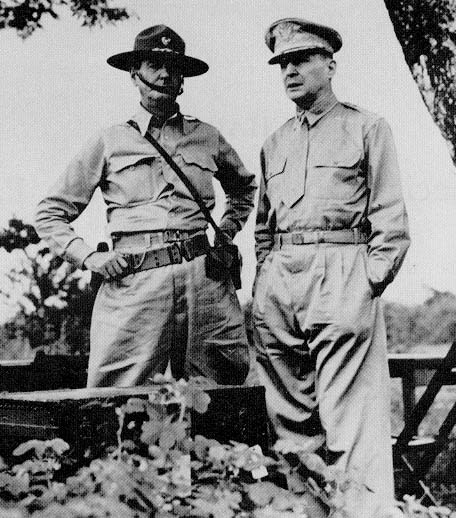
Die Generale Jonathan Wainwright und Douglas MacArthur auf den Philippinen

- März: Das US-Kriegsministerium zieht General Douglas MacArthur von den Philippinen ab, wo die Lage gegen die angreifenden Japaner aussichtslos geworden ist, um ihn zum Oberbefehlshaber der alliierten Truppen im Southwest Pacific Area zu ernennen. Er wird auf einen direkten Befehl Franklin D. Roosevelts hin durch Jonathan Wainwright ersetzt. Etwa 14.000 Soldaten der US-Marineinfanterie und 2.000 philippinische Panzersoldaten können auf der Halbinsel Bataan und der vorgelagerten Insel Corregidor noch ein letztes Widerstandsnest bilden.
- 09. April: Die verteidigenden Truppen auf den Philippinen ergeben sich den Japanern unter Homma Masaharu. Gleich anschließend beginnt der Todesmarsch von Bataan, die Überführung der Gefangenen in ein japanisches Lager. Der Marsch gilt als eines der größten Kriegsverbrechen der Japaner im Zweiten Weltkrieg.
- 18. April: Die Luftstreitkräfte der US-Armee führen unter der Leitung von James Harold Doolittle den Doolittle Raid durch, einen Überraschungsangriff auf Tokio. Es ist der erste Angriff auf die japanischen Heimatinseln in diesem Krieg und dient vor allem der psychologischen Kriegführung. Die tatsächlich angerichteten Schäden sind gering.

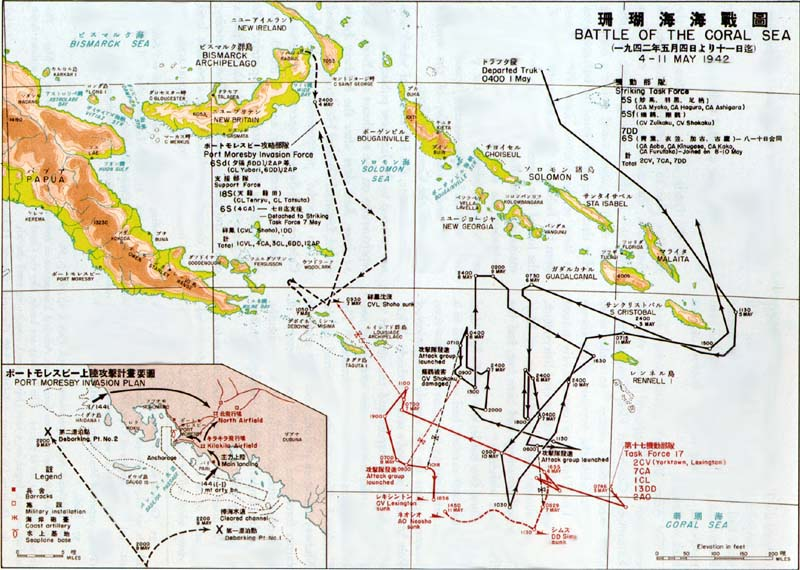
Schlacht im Korallenmeer

- 07. Mai: Die Schlacht im Korallenmeer südwestlich der Salomonen und östlich von Neuguinea ist die erste einer Reihe von sogenannten Trägerschlachten, bei denen sich japanische und alliierte See-Einheiten gegenüberstehen, die entscheidenden Kampfhandlungen jedoch ausschließlich mit Flugzeugen ausgetragen werden. Sie endet am folgenden Tag mit einem taktischen Unentschieden, doch können die Amerikaner einen strategischen Erfolg verbuchen, weil die Japaner die geplante Operation MO abbrechen müssen, mit der sie die alliierten Nachschubwege nach Südostasien unterbrechen wollten.
- Mai: Die Kaiserlich Japanische Marine transportiert erstmals alliierte Kriegsgefangene in sogenannten „Höllenschiffen“.
- 03. und 4. Juni: Japanische Flugzeuge fliegen den Angriff auf Dutch Harbor auf der Aleuten-Insel Unalaska.

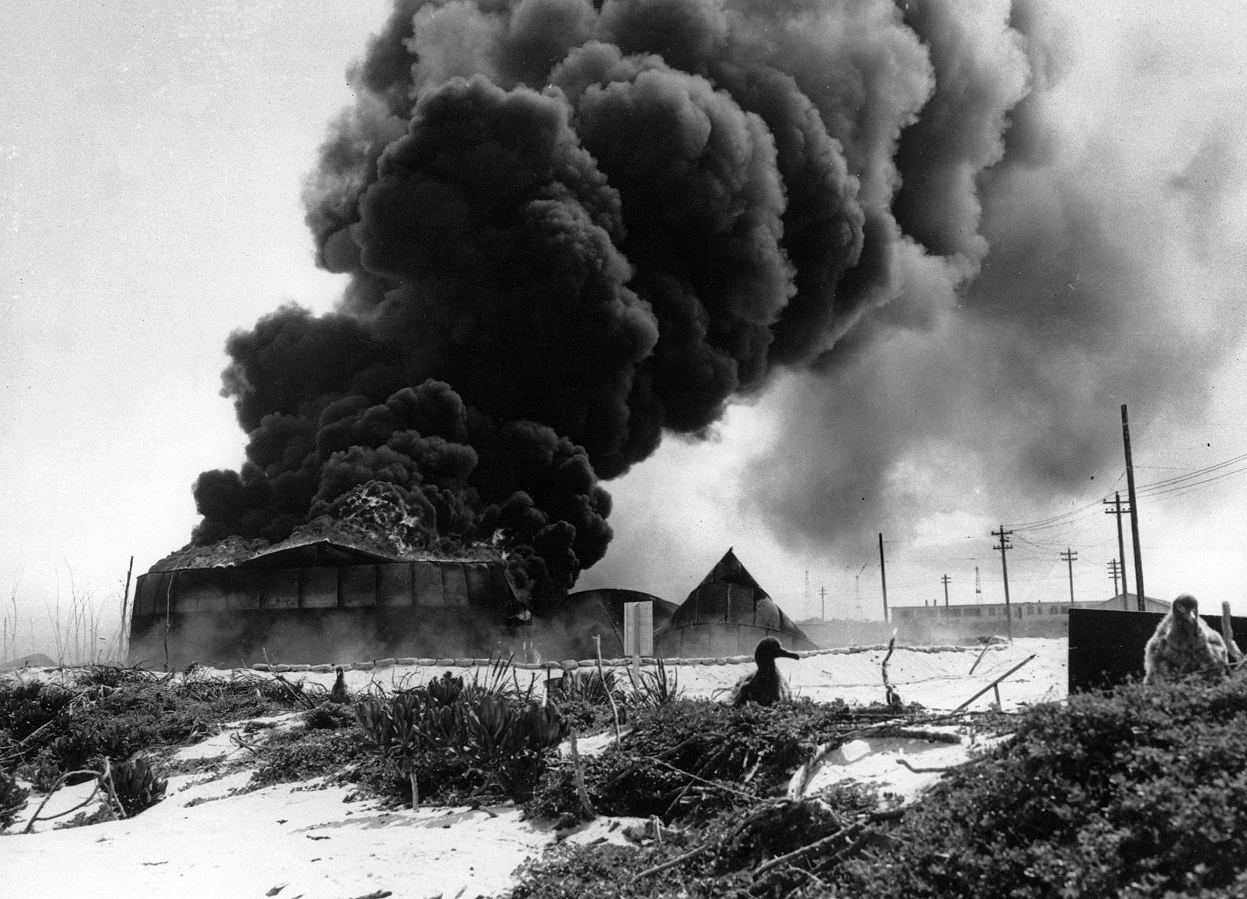
Brennende Öltanks auf Midway

- 04. bis 7. Juni: In der Schlacht um Midway setzt sich die United States Navy im Pazifikkrieg gegenüber der japanischen Marine durch. Vier von sechs großen Flugzeugträgern und viele ihrer ausgebildeten Piloten haben die Japaner in den Kämpfen eingebüßt, was nunmehr zu einem Kräftegleichgewicht beider Flotten führt. Die Schlacht gilt als Wendepunkt im Pazifikkrieg.
- 06. Juni: 500 japanische Marineinfanteristen gehen im Pazifikkrieg auf der US-amerikanischen Insel Kiska an Land und eröffnen die Schlacht um die Aleuten.
- 09. Juni: Die Schlacht um die Philippinen endet nach rund sechs Monaten mit der Einnahme der Philippinen durch die Japaner.

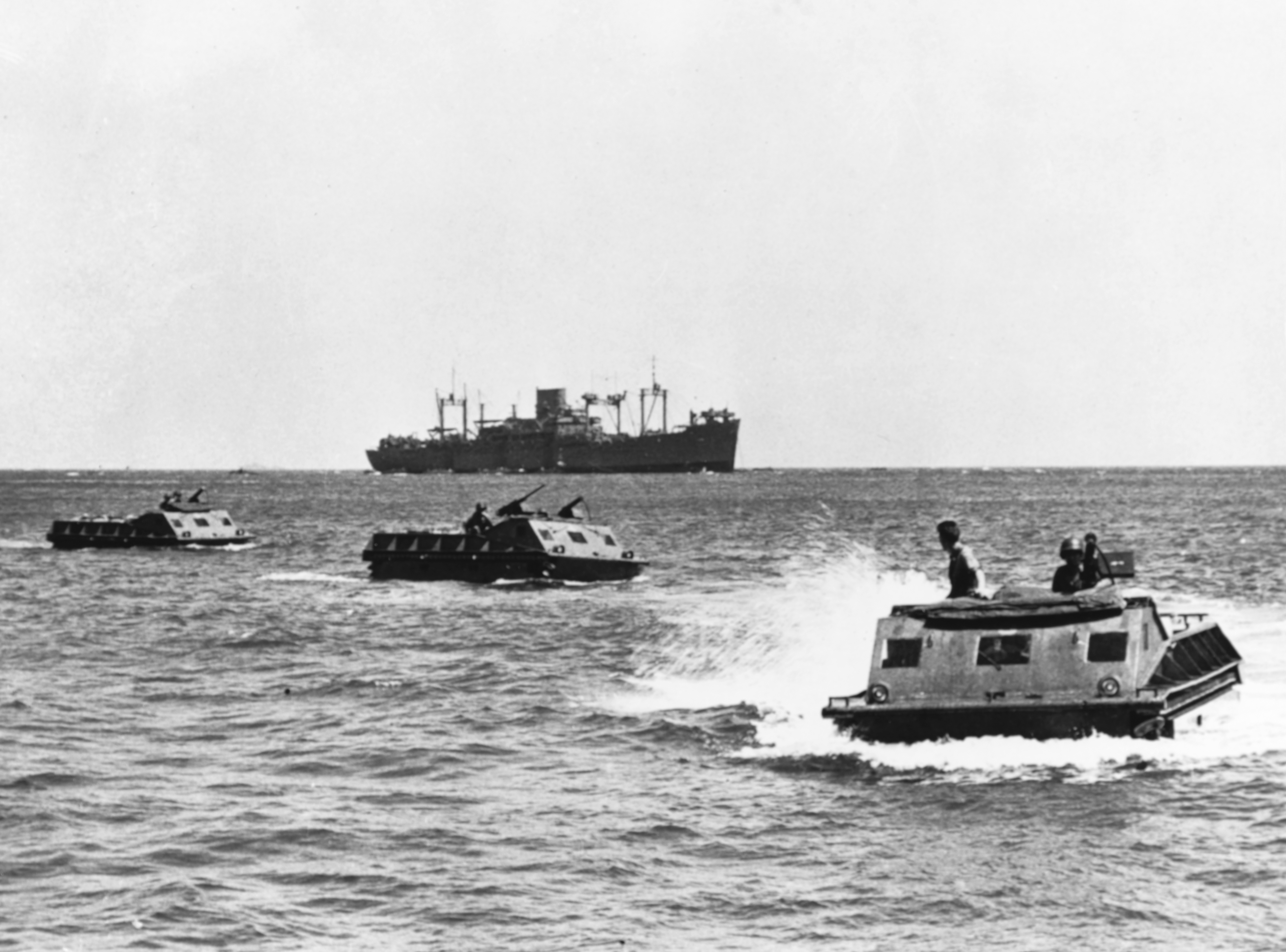
Amphibische Landungseinheiten auf dem Weg zum Strand von Guadalcanal

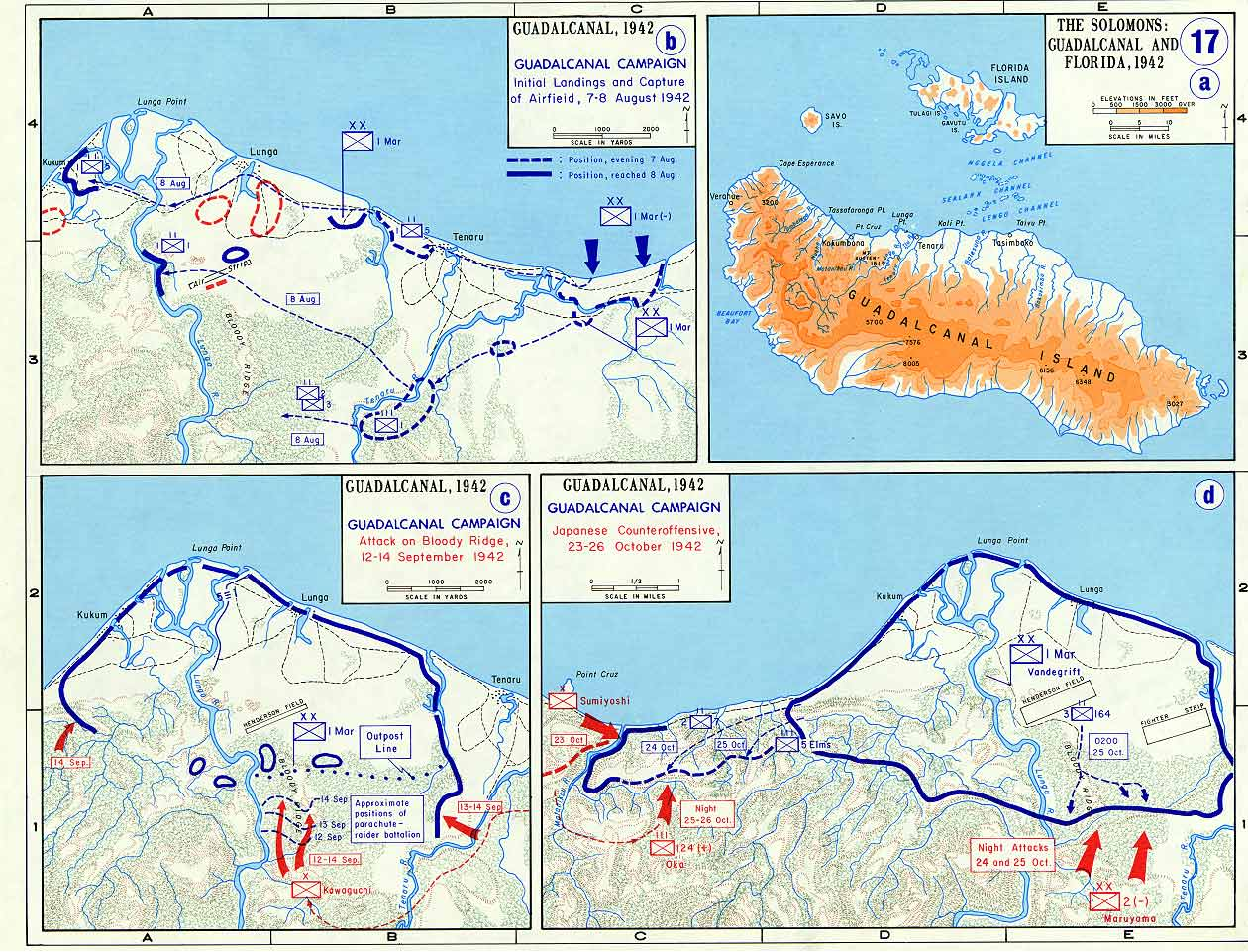
Die Kämpfe auf Guadalcanal 1942

- 07. August: Mit der Landung auf den Salomonen-Inseln Tulagi, Gavutu-Tanambogo und Guadalcanal beginnen die USA ihre Operation Watchtower.
- 09. August: In der Schlacht vor Savo Island verbuchen im Pazifikkrieg die Japaner bei den Salomon-Inseln einen Erfolg. Ein alliierter Flottenverband, der aus zwei schweren Kreuzern und zwei Zerstörern besteht, wird von ihnen überrumpelt.
- 16. August: Das US-amerikanische Marineluftschiff L-8 landet als Geisterschiff ohne seine Besatzung in Daly City/Kalifornien. Die beiden Piloten bleiben verschollen.
- 21. August: In der Schlacht am Tenaru wird eine japanische Offensive in der Schlacht um Guadalcanal von den Alliierten zurückgeschlagen.
- 23. bis 25. August: In der Schlacht bei den Ost-Salomonen versucht eine japanische Flotte unter Admiral Nagumo Chūichi die Task Force von Admiral Frank Jack Fletcher in eine Falle zu locken, indem der leichte japanische Träger Ryūjō vorausgeschickt wird, um den Amerikanern ein lohnendes Ziel zu bieten und sie so zu veranlassen, mit allen ihren Flugzeugen die Ryūjō anzugreifen und ihre Flugzeugträger ohne Schutz durch Jagdflugzeuge zurückzulassen. Der Plan schlägt jedoch fehl.
- 09. September: Am Wheeler Ridge in Oregon fällt die erste japanische Bombe auf das Festland der Vereinigten Staaten. Ziel des Angriffes mit einer Brandbombe ist, großflächige Brände auszulösen und damit Arbeitskräfte des Gegners zu binden.
- 13. September: Die Japaner beginnen mit einem Angriff, um das von den USA eroberte Flugfeld Henderson Field auf Guadalcanal zurückzuerobern. Die Schlacht am Bloody Ridge endet am 16. September mit einem Sieg der Amerikaner.
- 16. September: Japan und Thailand schließen einen Vertrag über den Bau der Thailand-Burma-Eisenbahn, die später als „Eisenbahn des Todes“ bekannt wird.
- 11. Oktober: In der Schlacht von Cape Esperance siegen die Alliierten.

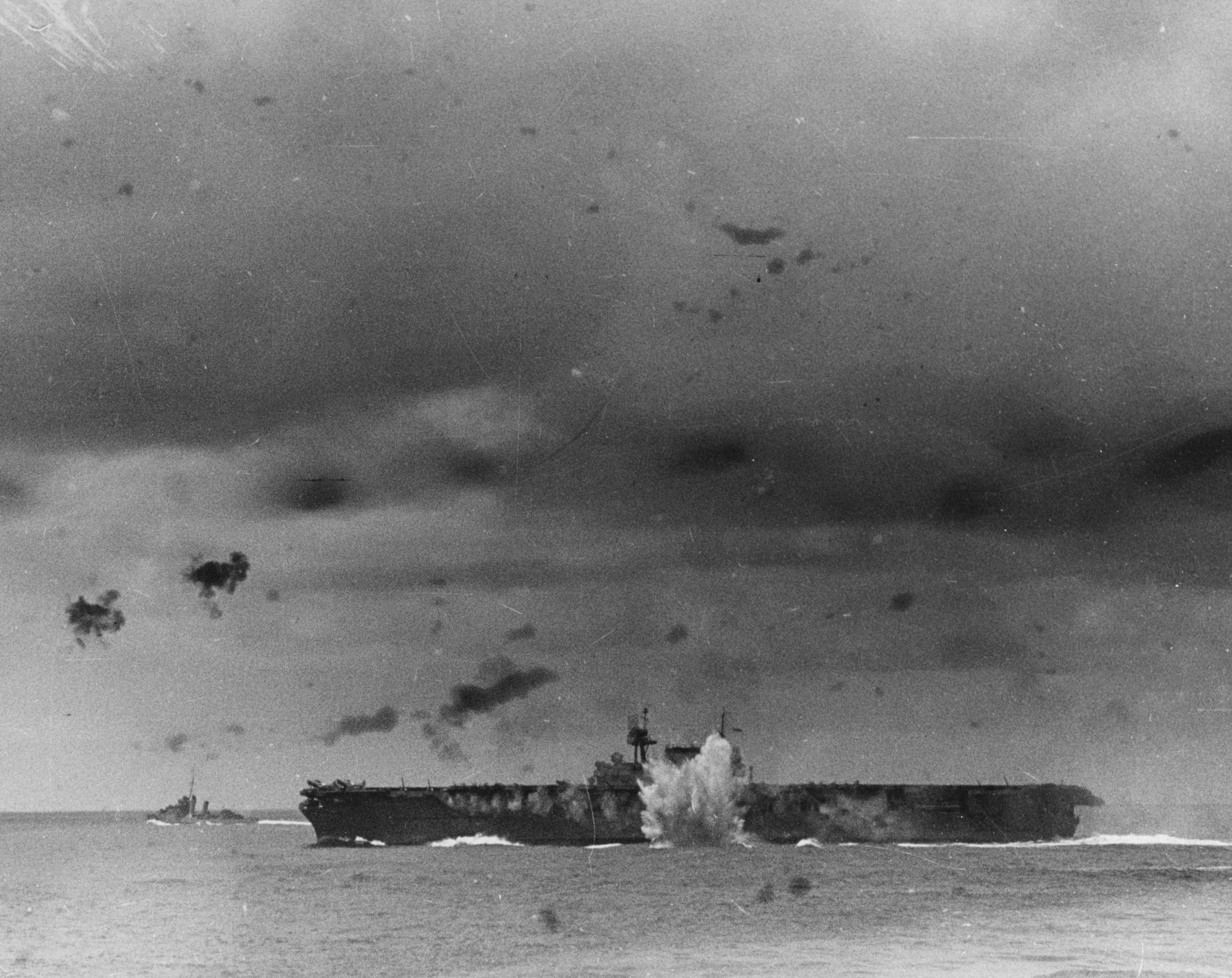
Bombeneinschlag neben der Enterprise während der Schlacht bei den Santa-Cruz-Inseln

- 26. Oktober: Die Schlacht bei den Santa-Cruz-Inseln ist die vierte Trägerschlacht des Pazifikkrieges. Die Japaner siegen, erleiden jedoch überproportional hohe Verluste an erfahrenen Flugzeugbesatzungen und können die Alliierten nicht wie geplant von Guadalcanal vertreiben.
- 13. November: Die Seeschlacht von Guadalcanal beginnt. Der letzte Versuch Japans, die Gewässer um Guadalcanal zu kontrollieren, endet am 15. November mit einer Niederlage. Der Tokyo Express, der eigentlich für japanischen Nachschub sorgen soll, beginnt nun mit dem schleichenden Abzug der japanischen Truppen vor allem mittels schneller Zerstörer in Richtung Neuguinea.
- 30. November: Die Schlacht bei Tassafaronga endet mit einem Sieg der Japaner.
- 15. Dezember: Die letzten Bodenkämpfe im Inneren von Guadalcanal beginnen.

##### U-Bootkrieg im Atlantik
- 11. Januar: Das U-Boot U 123 versenkt als Auftakt zum Unternehmen Paukenschlag, dem Einsatz deutscher U-Boote vor der nordamerikanischen Ostküste, einen britischen Frachter.
- 19. Januar: Bei der Versenkung des unbewaffneten kanadischen Passagierschiffs Lady Hawkins durch U 66 sterben 251 Menschen.
- 05. Juli: Der unbewaffnete britische Passagierdampfer Avila Star wird östlich der Azoren vom deutschen U-Boot U 201 ohne Vorwarnung mit drei Torpedos versenkt. 84 Passagiere und Besatzungsmitglieder sterben. Das letzte Rettungsboot wird erst nach 20 Tagen gefunden.
- 16. August: Das deutsche U-Boot U 507 versenkt an der brasilianischen Küste nacheinander jeweils ohne Vorwarnung die drei unbewaffneten brasilianischen Passagierschiffe Araraquara (131 Tote), Annibal Benévolo (150 Tote) und Baependy (270 Tote).
- 12. September: Das deutsche U-Boot U 156 versenkt im Atlantik den britischen Truppentransporter Laconia mit 1.800 italienischen Kriegsgefangenen und alliierten Soldaten an Bord. Der Kommandant lässt die Schiffbrüchigen retten und unter Positionsangabe in Klartext um Hilfe bitten. Daraufhin bombardiert die US Air Force die Rettungsboote und die U 156. Dies ist Anlass für den sogenannten Laconia-Befehl durch Admiral Karl Dönitz.
- 14. Oktober: Die kanadische Passagierfähre Caribou wird vor Neufundland ohne Vorwarnung von dem deutschen U-Boot U 69 torpediert und versenkt. 136 Passagiere und Besatzungsmitglieder sterben.
- 29. Oktober: Das deutsche U-Boot U 575 versenkt im Nordatlantik das britische Passagierschiff Abosso. 362 Menschen sterben.
- 02. November: Bei der Versenkung des niederländischen Passagier- und Frachtschiffs Zaandam der Holland-America Line durch das deutsche U-Boot U 174 sterben 134 der 299 an Bord befindlichen Passagiere und Besatzungsmitglieder.
- 06. November: Das deutsche U-Boot U 68 versenkt das britische Passagierschiff City of Cairo. Die Boote verlieren sich im Atlantik, das letzte wird erst 51 Tage später gefunden. 104 Passagiere und Besatzungsmitglieder kommen ums Leben.
- 07. Dezember: Das deutsche U-Boot U 515 versenkt westlich der Azoren das britische Passagierschiff Ceramic (18.713 BRT) mit fünf Torpedos. Von den 656 Passagieren und Besatzungsmitgliedern wird nur ein einziger gerettet.

##### Bombenkrieg
- 14. Februar: Area Bombing Directive: Während des Zweiten Weltkrieges wird vom britischen Luftfahrtministerium die Anweisung zum Flächenbombardement herausgegeben („on the civil population … without restriction“).

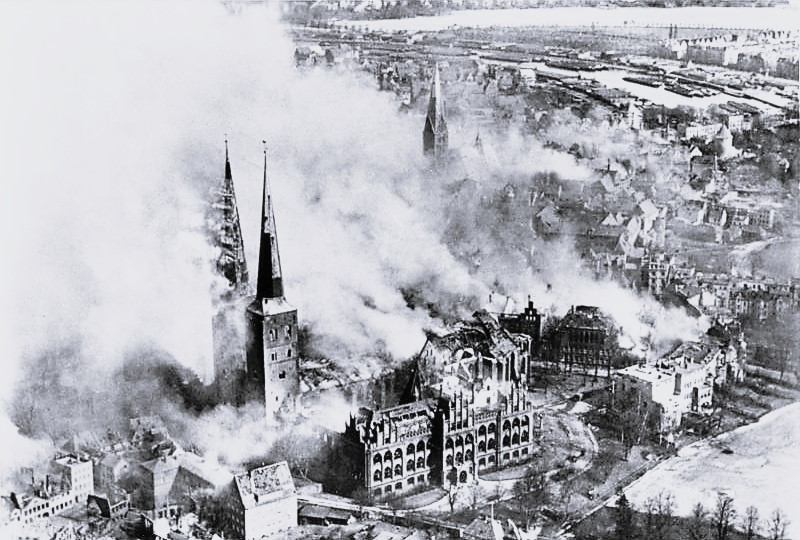
Lübecker Dom mit Museum am Dom nach dem Angriff

- 28. und 29. März: Lübeck wird als erste deutsche Großstadt von der Royal Air Force mit einem Flächenbombardement angegriffen. Die durch die Brandbomben verursachten Einzelfeuer entwickeln sich auf engem Raum rasch zu Großbränden und verursachen durch die sich entwickelnde Hitze einen Feuersturm. 320 Personen verlieren ihr Leben, 783 werden verletzt. Mehr als 15.000 Menschen werden obdachlos.
- 23. und 24. April: Der erste der deutschen sogenannten „Baedeker-Angriffe“ auf militärisch unbedeutende, aber kulturell bedeutsame Städte hat die Stadt Exeter zum Ziel. Zwei Tage später wird die Stadt Bath angegriffen, danach die Städte Norwich und York und Ende Mai schließlich Canterbury. Bei den Angriffen kommen in den fünf Städten insgesamt 1637 Zivilpersonen ums Leben, 1760 werden verletzt. Mehr als 50.000 Gebäude werden zerstört oder schwer beschädigt.
- 23. bis 27. April: Rostock wird als zweite deutsche Großstadt von der britischen Luftwaffe weiträumig zerstört.
- 30. und 31. Mai: Operation Millennium: Der erste Tausend-Bomber-Angriff fliegt gegen Köln.
- 01. August: Die Luftangriffe auf Düsseldorf setzen mit ersten Bombenabwürfen ein.
- Ab August fliegen die United States Army Air Forces erste Luftangriffe auf deutsche Städte.
- 09. September: Das NS-Regime beschließt den Bau der Wiener Flaktürme.

##### Die „Endlösung der Judenfrage“/Widerstand gegen den Nationalsozialismus

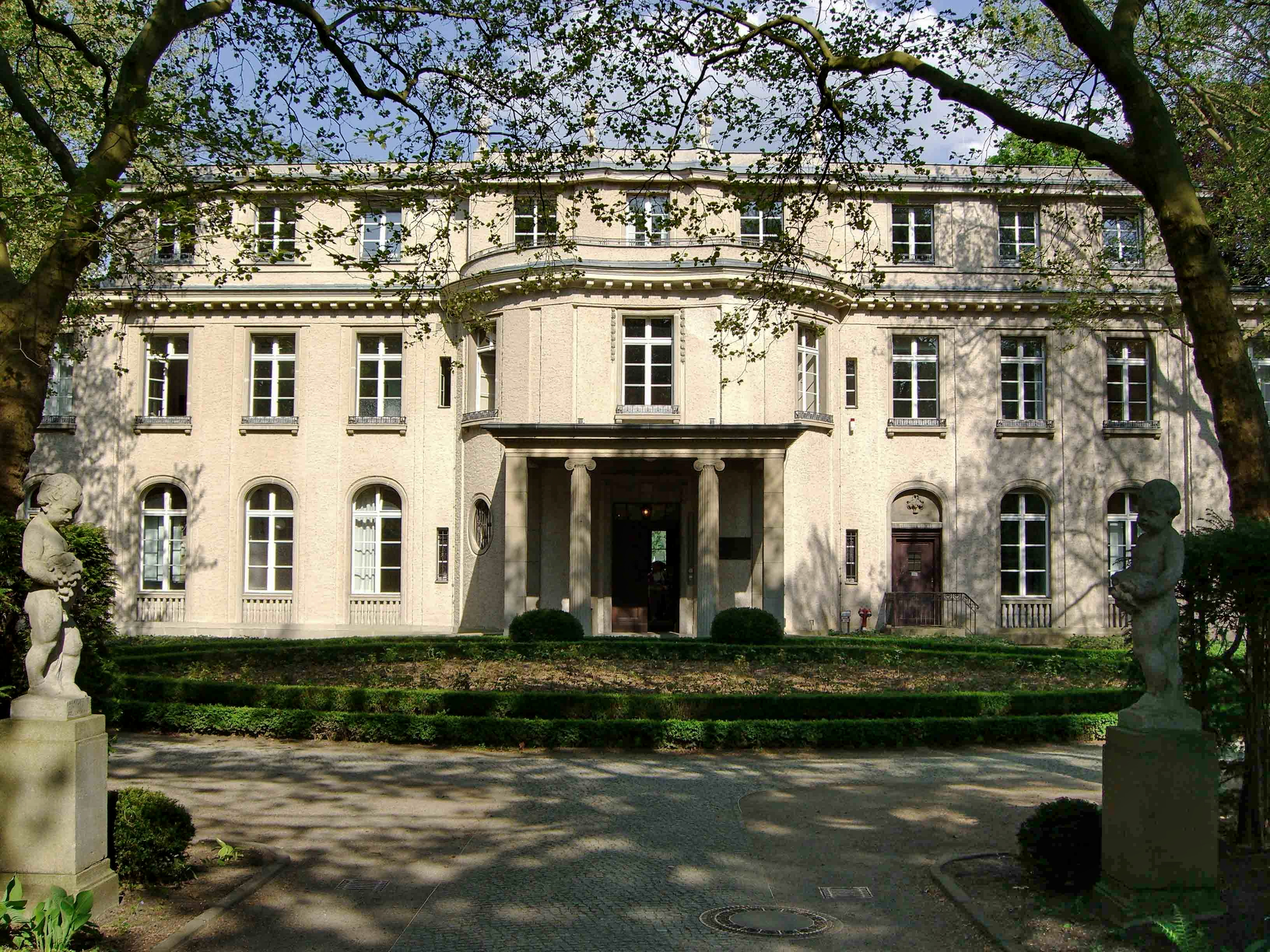
Villa der Wannseekonferenz

- 20. Januar: Auf der von Reinhard Heydrich einberufenen Wannseekonferenz in Berlin wird die administrative Durchführung der „Endlösung der Judenfrage“, des Holocausts organisiert. Protokollführer der Konferenz ist Adolf Eichmann. Mit der Durchführung der sogenannten „Aktion Reinhardt“ im Rahmen des „Programms Heinrich“ beauftragt Heinrich Himmler den Lubliner SS- und Polizeiführer Odilo Globocnik.
- 29. Januar: In den Räumen des Reichsministeriums für die besetzten Ostgebiete in Berlin findet die erste Nachfolgekonferenz der Wannseekonferenz statt, wo eine folgenreiche Definition von „Jude“ festgelegt wird. Weitere Folgekonferenzen finden am 6. März und 27. Oktober im Referat IV B 4 von Adolf Eichmann in der Berliner Kurfürstenstraße 115/116 statt.
- 26. Februar: Verhaftung des deutschen Widerstandskämpfers Nikolaus Christoph von Halem
- 17. März: Im Rahmen der „Aktion Reinhardt“ trifft der erste Zugtransport mit Juden aus dem Ghetto Lublin im Vernichtungslager Belzec ein. Innerhalb der nächsten vier Wochen werden 75.000 Menschen umgebracht, danach die Transporte vorübergehend eingestellt, um das Lager zu vergrößern.
- Mitte April: Etwa 250 Juden aus einem nahegelegenen Arbeitslager werden bei einer „Probevergasung“ im neu errichtete Vernichtungslager Sobibor umgebracht. Anfang Mai bis Ende Juli werden wahrscheinlich bis zu 90.000 Juden „fabrikmäßig“ getötet; danach muss die Aktion wegen Gleisbauarbeiten unterbrochen werden.
- 22. Mai: Die erste Tagung des Kreisauer Kreises um Helmuth James Graf von Moltke, einer bürgerlichen Widerstandsgruppe während der Zeit des Nationalsozialismus, beginnt.

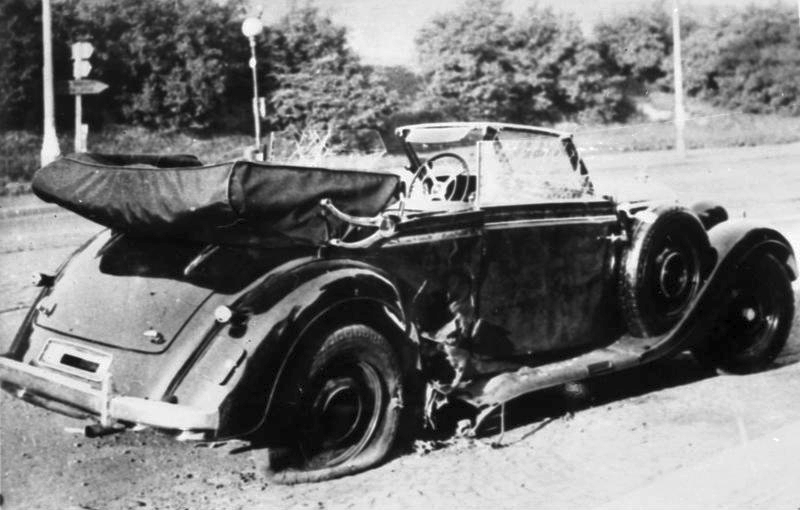
Heydrichs Wagen nach dem Attentat

- 27. Mai: Auf Reinhard Heydrich wird im Auftrag der tschechoslowakischen Exilregierung ein Attentat, die Operation Anthropoid, verübt. Der stellvertretende Reichsprotektor in Böhmen und Mähren stirbt am 4. Juni an seinen Verletzungen. Die Attentäter Jozef Gabčík und Jan Kubiš werden am 18. Juni von der Gestapo in der Cyrill und Method Kirche in Prag aufgespürt und bei einem Schusswechsel getötet. Als „Vergeltung“ für den Anschlag werden Einwohner von Lidice und Ležáky in den nächsten Tagen von deutschen Sicherheitskräften ermordet.
- 28. Mai: Das Ghetto Krakau wird abgeriegelt. Bis zum 8. Juni werden rund 6.000 Menschen ins Vernichtungslager Belzec geschafft. Dreihundert weitere werden im Laufe dieser „Aktion“ noch im Ghetto erschossen.
- Ende Mai: Der Bau des Vernichtungslagers Treblinka beginnt.

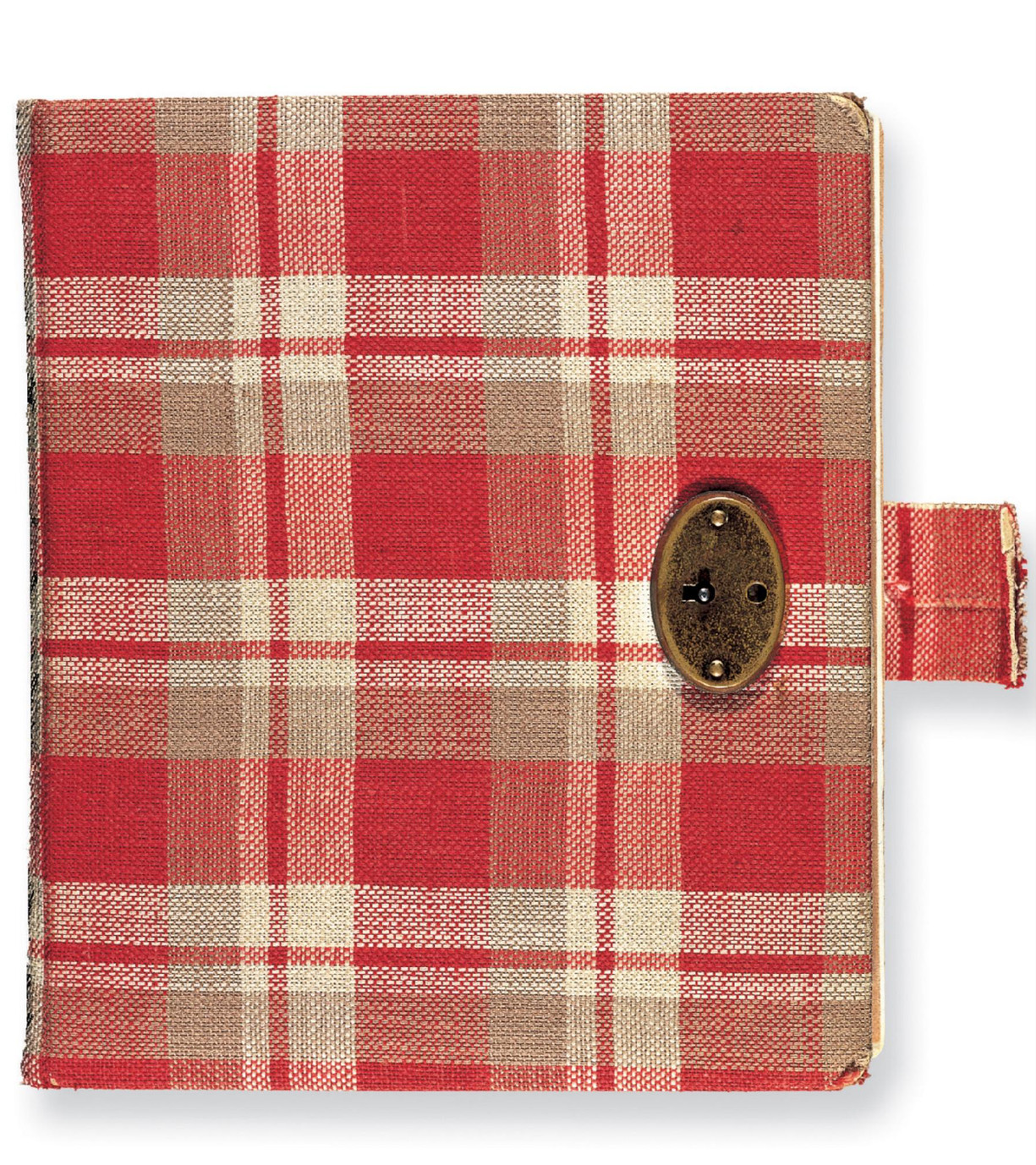
Tagebuch von Anne Frank

- 14. Juni: Anne Frank beginnt zwei Tage nach ihrem 13. Geburtstag ihr Tagebuch zu schreiben, das sie drei Wochen später in ein Versteck in einem Amsterdamer Hinterhaus mitnehmen und fortführen wird.
- 30. Juni: Verbot des Unterrichts für jüdische Schüler im Deutschen Reich.
- Juni: Die beiden Geschwister Hans und Sophie Scholl, Alexander Schmorell, Christoph Probst, Willi Graf sowie der Universitätsprofessor Kurt Huber gründen in München die Widerstandsgruppe Weiße Rose, die sich vor allem auf christliche und humanistische Werte beruft.
- 12. Juli: Die Kinderkonzentrationslager Jastrebarsko, Sisak und Gornja Rijeka werden im Unabhängigen Staat Kroatien fertiggestellt.
- 16. und 17. Juli: Beim Rafle du Vélodrome d’Hiver nehmen deutsche und französische Beamte in Paris 13.152 jüdische Männer, Frauen und Kinder fest. Rund 8.000 von ihnen werden in der Radsporthalle Vélodrome d’Hiver unter unerträglichen Bedingungen tagelang festgehalten. Am 19. Juli werden die Überlebenden in das Vernichtungslager Auschwitz-Birkenau deportiert.
- 22. Juli: Die Auflösung des Warschauer Ghettos beginnt.
- 23. Juli: Der erste Transport aus dem Warschauer Ghetto kommt im Vernichtungslager Treblinka an.
- 28. Juli: Im Warschauer Ghetto wird die Jüdische Kampforganisation gegründet. Zu den Gründungsmitgliedern gehören unter anderem Mordechaj Anielewicz, Zivia Lubetkin und Jitzhak Zuckerman.

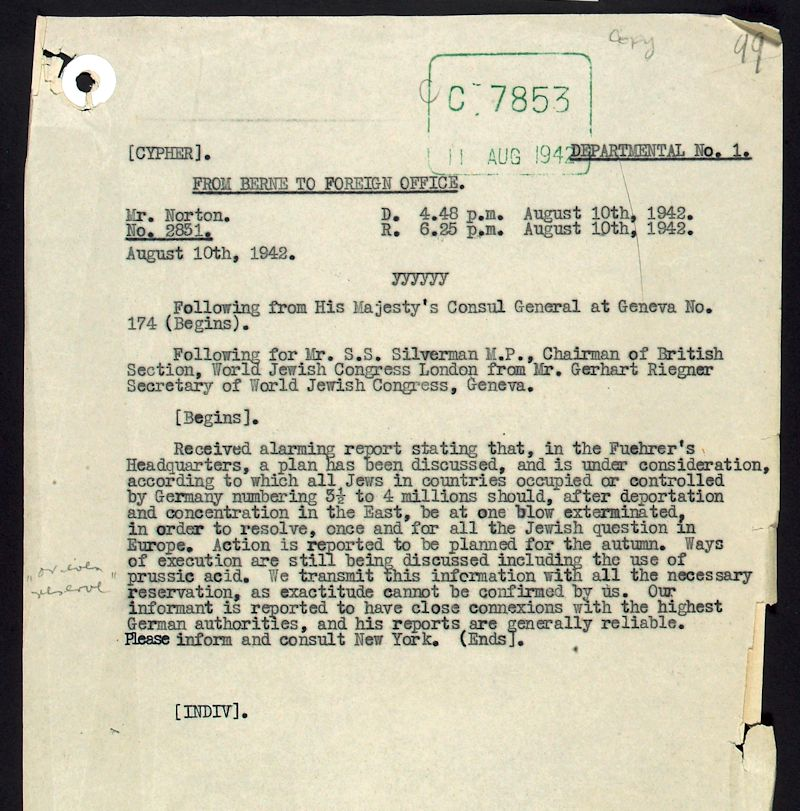
Riegner-Telegram

- Juli: Zeitgenössische Kenntnis vom Holocaust: Über den jüdischen Journalisten Benjamin Sagalowitz gibt der Industrielle Eduard Schulte die Information über den Beginn der systematischen Vernichtung der Juden in Deutschland und den besetzten Gebieten an Gerhart M. Riegner weiter, den Vertreter des Jüdischen Weltkongresses in der Schweiz. Das von diesem am 8. August nach London und Washington weitergeleitete Riegner-Telegramm stößt bei den Alliierten zunächst auf Unglauben und Desinteresse.
- Anfang August: Mitarbeiter sichern das von Emanuel Ringelblum im Warschauer Ghetto aufgebaute Untergrundarchiv Oneg Schabbat durch das Einmauern der Dokumente in wasserdichten Metallbehältern.
- September: Zofia Kossak-Szczucka und Wanda Krahelska-Filipowicz gründen im deutsch besetzten Polen das Provisorisches Komitee für die Judenhilfe. Im Dezember entsteht daraus unter dem Codenamen Żegota der geheime Rat für die Unterstützung der Juden, der bis 1945 unter anderem mehr als 2.500 jüdische Kinder aus dem Warschauer Ghetto schmuggelt und bei polnischen Familien oder in Waisenhäusern unterbringt.
- Bei einer weiteren Räumungsaktion am 27. und 28. Oktober im Ghetto Krakau werden 7.000 Menschen nach Belzec und Auschwitz verschleppt und 600 im Ghetto erschossen. Das Gelände wird verkleinert und im Dezember in Ghetto A und Ghetto B unterteilt.
- 01. Dezember: Das Jugendverwahrlager Litzmannstadt wird eröffnet.
- 16. Dezember: Mit dem Auschwitz-Erlass ordnet der Reichsführer SS Heinrich Himmler die Deportation der innerhalb des Deutschen Reichs lebenden Sinti und Roma an.

##### Weitere Ereignisse im Zusammenhang mit dem Krieg in Europa
- 01. September: Beginn der Aussiedlung der Marktgemeinde Neweklau und von 71 umliegenden Dörfern zur Schaffung des SS-Truppenübungsplatzes Beneschau.
- 03. Oktober 15.58 Uhr: Erster erfolgreicher Versuchsstart der A4-/V2-Rakete in Peenemünde. Sie erzielt eine Gipfelhöhe von 84,5 Kilometern und eine Reichweite von 190 Kilometern. Diesem erfolgreichen Start gingen drei Fehlstarts am 16. März, 13. Juni und 17. August desselben Jahres voraus.
- 30. November: Der Hungerkost-Erlaß des Bayerischen Staatsministers des Inneren legalisiert die Unterernährung und führt damit zum Tod vieler tausender Psychiatrie-Patienten in Bayern.

#### Weitere Ereignisse weltweit
- 01. Januar: Philipp Etter wird erneut Bundespräsident der Schweiz.
- 25. Januar: Das Schweizer Volk stimmt gegen die Einführung der Volkswahl des Bundesrates und gegen seine Vergrößerung von sieben auf neun Mitglieder.
- 29. Januar: Ecuador verliert fast die Hälfte seines Landes an Peru (Protokoll von Rio de Janeiro).
- 06. Februar: Der ägyptisch-sudanesische König Faruq ernennt auf britischen Druck Mustafa an-Nahhas Pascha zum neuen Premierminister des Königreichs Ägypten. Zuvor war es um die Ernennung eines neuen Regierungschefs zu einer schweren Regierungskrise gekommen.
- 09. August: Nachdem er am Vortag für die sofortige Unabhängigkeit Indiens eingetreten ist, wird Mahatma Gandhi von der britischen Kolonialmacht neben einer Reihe von Kongressmitgliedern verhaftet. Dies bildet den Auslöser der „Quit-India“-Bewegung.
- 19. September: Gründungstagung des Europäischen Jugendverbandes in Wien

### Wirtschaft
- 01. Januar: Der weitere Ausbau der Reichsautobahn wird eingestellt. Nahezu 4.000 km wurden fertiggestellt.
- 01. Januar: In Schweden werden Textilien ab sofort rationiert: Eine Kleiderkarte wird eingeführt.
- 04. Januar: In den USA wird der Verkauf von Privatwagen verboten, um die Autoindustrie auf Kriegsproduktion umzustellen.
- 13. Januar: Der Automobilbauer Henry Ford erhält ein US-Patent auf eine Autochassis-Konstruktion, die er im Fahrgestell des Soybean Cars schon verwirklicht hat.
- 10. Februar: Glenn Miller erhält von seiner Plattenfirma RCA die erste Goldene Schallplatte der Musikgeschichte für seine Fassung von Chattanooga Choo Choo. Es sind davon zu diesem Zeitpunkt über eine Million Schallplatten in den USA verkauft.
- 22. Mai: In den USA wird die Gewerkschaft United Steelworkers gegründet.
- 11. September: Die erste Genfer Trolleybuslinie wird in Betrieb genommen. Sie ergänzt die 1862 eröffnete Strassenbahn Genf.

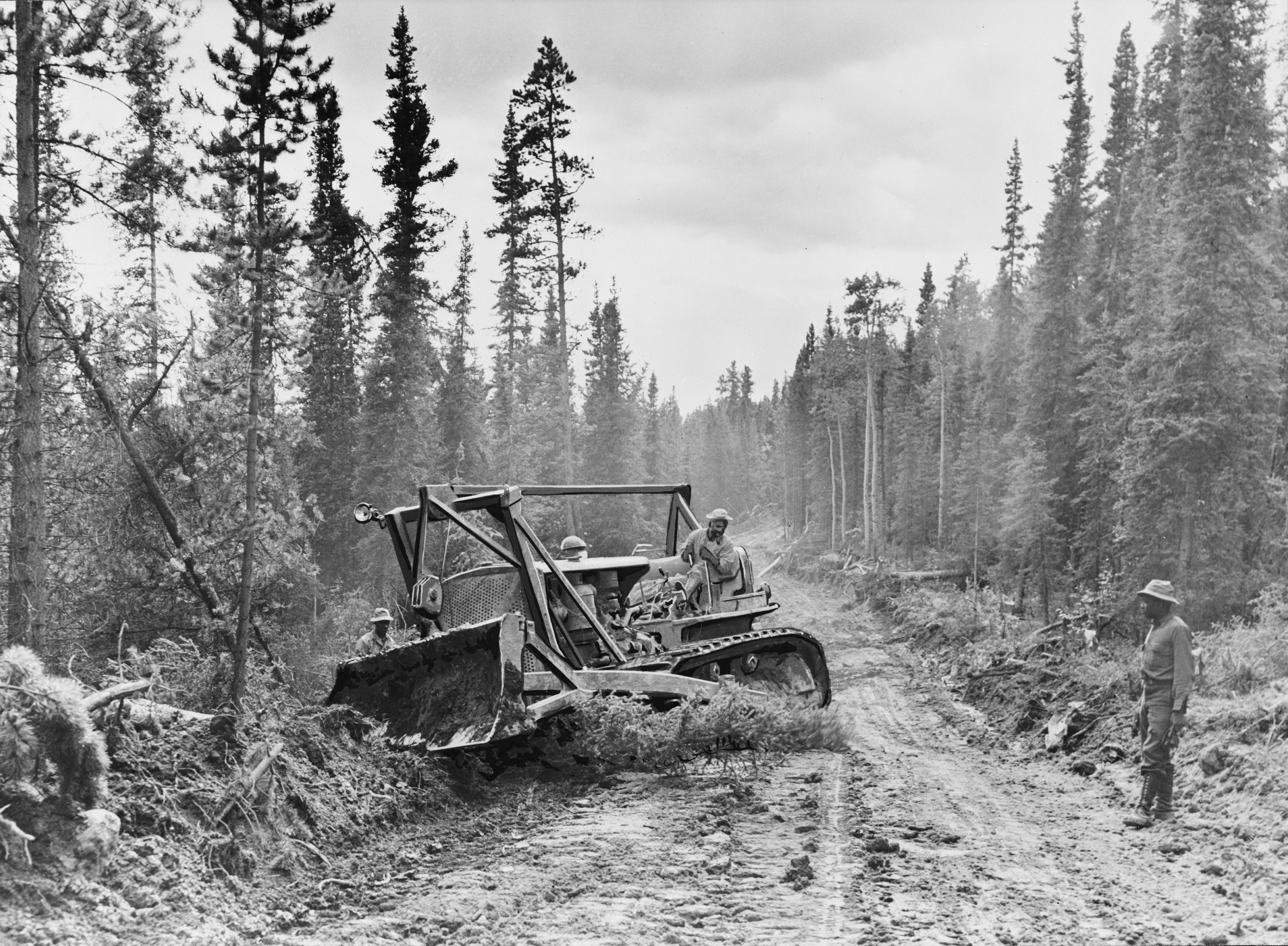
Bau des Alaska Highway

- 20. November: Der bereits im Oktober fertiggestellte Alaska Highway wird offiziell eröffnet. Der Bau der Straße wurde nach dem japanischen Angriff auf Pearl Harbor von den USA unter militärischen Aspekten forciert. Die Straße verbindet das in der kanadischen Provinz British Columbia gelegene Dawson Creek mit Delta Junction im US-Bundesstaat Alaska.
- 21. Dezember: Ein Streik der Bergleute im bolivianischen Zinn-Bergwerk Catavi für bessere Löhne und Arbeitsbedingungen wird durch einen Militäreinsatz blutig beendet. Hunderte Zivilisten sterben.

### Wissenschaft und Technik

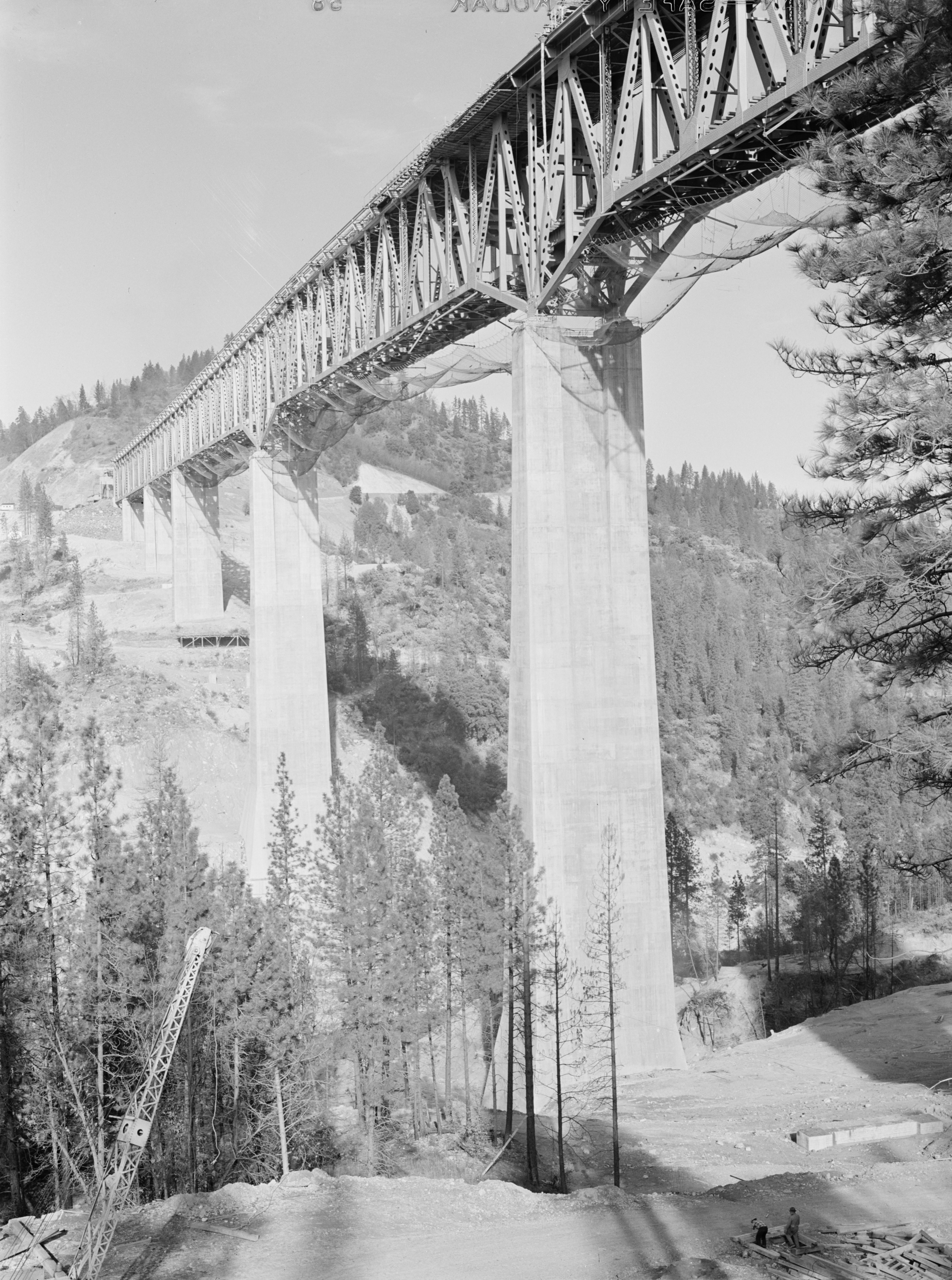
Pit River Bridge Juni 1942

- 16. Juni: Die Pit River Bridge, eine kombinierte Straßen- und Eisenbahnbrücke über den Shasta Lake im Shasta County des US-Bundesstaates Kalifornien, wird errichtet. Sie ist zu diesem Zeitpunkt die höchste Doppelstockbrücke der Welt.
- 23. Juni: Am Physikalischen Institut der Universität Leipzig kommt es beim Versuch L-IV zum ersten atomaren Zwischenfall der Geschichte.
- 18. Juli: Der erste Flug des ersten jemals in Serie gebauten Strahltriebwerk-Flugzeugs, der Messerschmitt Me 262, gelingt.
- 21. September: Die Boeing B-29 Superfortress macht ihren Erstflug. Sie sollte sich als größter und leistungsstärkster Bomber im Zweiten Weltkrieg erweisen.
- Dem amerikanischen Biochemiker Vincent du Vigneaud gelingt die Totalsynthese des Biotins, das auch als Vitamin H bekannt ist.
- 02. Dezember: Im Rahmen des Manhattan-Projekts gelingt dem von Robert Oppenheimer geleiteten Team mit dem von Enrico Fermi gebauten Reaktor Chicago Pile die erste kontrollierte Kernspaltungs-Kettenreaktion.
- Samuel Ruben entwickelt für das US-Militär die erste Quecksilberoxid-Zink-Batterie in Knopfzellenform.

### Kultur

#### Bildende Kunst

Einladung zur Eröffnung von „Art of this Century“

- 20. Oktober: Peggy Guggenheim eröffnet in Manhattan das avantgardistische Museum Art of This Century, das zugleich Galerie ist. Den Auftrag für die Gestaltung der Räume hat sie dem Architekten Friedrich Kiesler erteilt.
- Edward Hopper fertigt in Öl auf Leinwand sein bekanntestes Werk Nighthawks.
- David Hare gibt in Zusammenarbeit mit Marcel Duchamp, André Breton und Max Ernst erstmals die surrealistische Zeitschrift VVV heraus.

#### Film
- 10. Januar: In der Universum-Film AG (UFA) wird die gesamte deutsche Filmproduktion zusammengefasst. Eingegliederte Firmen sind unter anderem die Bavaria Film, die Berlin-Film, die Terra Film, die Tobis AG, die Prag-Film und die Wien-Film. Die Personalhierarchie der UFA wird dem nationalsozialistischen Führerprinzip entsprechend reorganisiert. Die Koordination der einzelnen Zweigbetriebe des UFI-Konzerns ist Aufgabe des neu eingesetzten Reichsfilmintendanten Fritz Hippler, der direkt Propagandaminister Joseph Goebbels unterstellt ist.
- 03. April: In den USA hat der Spielfilm Rudyard Kipling’s Jungle Book (Das Dschungelbuch), die erste Verfilmung von Rudyard Kiplings gleichnamigem, Premiere.
- 04. Juni: Der Film Mrs. Miniver von William Wyler mit Greer Garson und Walter Pidgeon in den Hauptrollen hat seine Uraufführung in New Yorks Radio City Music Hall. Das Filmdrama wird zum finanziell erfolgreichsten Film des Jahres.

Logo des Films

- 12. Juni: Der NS-Propagandafilm Die große Liebe von Rolf Hansen mit Zarah Leander und Viktor Staal in den Hauptrollen hat in Berlin seine Uraufführung. Alle Musikeinlagen wurden von Michael Jary komponiert, von Bruno Balz getextet und von Zarah Leander gesungen und werden zu erfolgreichen Schlagern. Der Film selbst wird zum kommerziell erfolgreichsten Film im Dritten Reich.

Titel des Films

- 08. August: In London feiert der Disney-Film Bambi nach Felix Saltens Buch Bambi. Eine Lebensgeschichte aus dem Walde Premiere. Die US-Premiere folgt am 13. August in New York. Für die Filmmusik zeichnet Edward H. Plumb verantwortlich. Das Titellied Love Is a Song stammt von Frank Churchill und Larry Morey. Der Film ist anfangs ein Flop.
- 14. August: In Berlin wird der antisowjetische Propagandafilm GPU von Karl Ritter uraufgeführt. In den Hauptrollen sind Laura Solari und Andrews Engelmann zu sehen.
- 06. November: In Dresden wird der deutsche Kriminalfilm Dr. Crippen an Bord von Erich Engels mit Rudolf Fernau in der Titelrolle nach dem gleichnamigen Roman von Walter Ebert uraufgeführt. Der Film behandelt den realen Kriminalfall um den englischen Mörder Hawley Crippen.
- 26. November: Im New Yorker Hollywood Theatre erfolgt die Uraufführung des Films Casablanca von Michael Curtiz, nachdem es schon am 22. September in Kalifornien Testaufführungen mit durchwegs positiven Reaktionen gegeben hat. In den Hauptrollen sind Humphrey Bogart und Ingrid Bergman zu sehen.

#### Musik, Theater und Varieté
- 05. März: Die 7. Sinfonie (Leningrader Sinfonie) von Dmitri Dmitrijewitsch Schostakowitsch wird in Kuibyschew vom wegen des Krieges dorthin ausgelagerten Orchester des Bolschoi-Theaters unter Leitung von Samuil Samossud uraufgeführt. Am 27. März folgt eine Aufführung in Moskau. Die Musik ist so fesselnd, dass selbst ein Luftalarm das Publikum nicht dazu bewegen kann, die Schutzräume aufzusuchen.
- 09. April: Bei einer Vorstellung des Ringling Bros. and Barnum & Bailey Circus wird in New York Igor Strawinskys Zirkuspolka uraufgeführt.
- 30. April: Über 20 Künstler und Künstlerinnen unterschiedlicher Genres unternehmen die Hollywood Victory Caravan, eine Tour durch die USA mit einem Sonderzug zur Unterstützung der US-Army und -Navy. Die Varieté-Revue hat 14 Stationen.

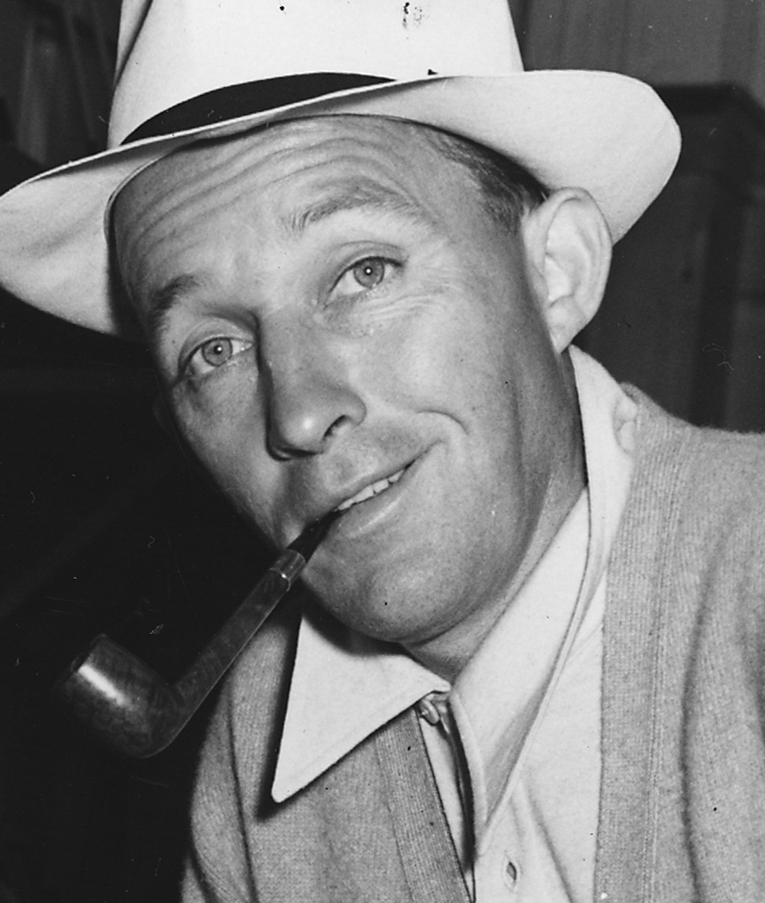
Bing Crosby 1942

- 29. Mai: In den Decca-Studios in New York City nehmen Bing Crosby und andere Mitwirkende Irving Berlins Komposition White Christmas auf. Der Song wird sich kommerziell mit der Zeit zur weltweit erfolgreichsten Weihnachts-Single entwickeln.
- 28. Oktober: Capriccio, die letzte Oper von Richard Strauss wird am Nationaltheater München uraufgeführt. Das Libretto entstand zwischen 1934 und 1941 als Gemeinschaftsarbeit mehrerer Autoren: Die ursprüngliche Idee stammt von Stefan Zweig; auf seinen Wunsch fertigte Joseph Gregor mehrere Entwürfe an. Die weitere Ausführung übernahmen Clemens Krauss und Richard Strauss unter Mitwirkung von Hans Swarowsky.
- 31. Oktober: An der Semperoper in Dresden wird die Oper Die Zauberinsel von Heinrich Sutermeister basierend auf dem Drama Der Sturm von William Shakespeare uraufgeführt.
- 21. November: In den USA erreicht der Interpret Bing Crosby mit Irving Berlins Lied White Christmas erstmals Platz 1 der Charts und bleibt dort zehn Wochen lang.
- 28. November: Die Uraufführung der Operette Manina von Nico Dostal auf das Libretto von Hans Adler und Alexander Lix findet im Admiralspalast in Berlin statt.

### Religion
- 01. Mai: Joseph Frings wird Erzbischof von Köln.
- Zusammenschluss der deutschen Baptisten-, Elim- und Brüdergemeinden zum Bund Evangelisch-Freikirchlicher Gemeinden

### Katastrophen
- 09. Januar: Vor Menorca sinkt die Lamoricière, ein Passagierschiff der französischen Reederei Compagnie Générale Transatlantique, nachdem in einem schweren Sturm Wasser in den Rumpf eindrang. 301 Menschen sterben.
- 18. Februar: Der Zerstörer Truxtun (USA) strandet bei schlechtem Wetter während eines Geleiteinsatzes in der Placentia Bay (Kanada), bricht auseinander und sinkt. Über 100 Tote
- 24. Februar: Der bulgarische Dampfer Struma wird mit 764 jüdischen Flüchtlingen an Bord in der Nähe des Bosporus durch ein sowjetisches U-Boot versenkt. Es gibt nur einen Überlebenden. Die Struma war zuvor von türkischen Behörden zur Rückkehr in das Schwarze Meer gezwungen worden. Man hatte weder eine Weiterreise noch eine Landung der Flüchtlinge gestattet
- 22. August: Untergang des zur Geleitsicherung eingesetzten Zerstörers Ingraham (USA) westlich von Halifax im Nordatlantik nach der Kollision mit dem Tankschiff Chemung. Von den 200 Mann Besatzung des Zerstörers sterben 189 Mann, der Tanker wurde schwer beschädigt.
- 02. Oktober: Der Flakkreuzer Curacoa kollidiert vor der Nordküste Irlands mit dem als Truppentransporter fahrenden Passagierschiff Queen Mary (beide Großbritannien). Aufgrund der schweren Beschädigungen sinkt die Curacoa in kurzer Zeit; 337 Mann ihrer 438 Mann starken Besatzung kommen ums Leben.
- 23. November: Der britische Passagier- und Frachtdampfer Tilawa wird im Indischen Ozean von dem japanischen U-Boot I-29 durch zwei Torpedos versenkt. 280 Passagiere und Besatzungsmitglieder sterben.
- 20. Dezember: Bei einem Erdbeben der Stärke 7,3 in der Türkei bei Erbaa sterben etwa 1000 Menschen.

Kleinere Unglücksfälle sind in den Unterartikeln von Katastrophe und in der Liste von Katastrophen aufgeführt.

### Natur und Umwelt
- 21. Januar: −30,5 Grad Celsius ist die kälteste je in München gemessene Temperatur.

### Sport
- 03. Januar: Um der deutschen Wehrmacht Skier zur Verfügung zu stellen, werden alle Wintersportveranstaltungen einschließlich der Skiweltmeisterschaften in Garmisch-Partenkirchen abgesagt.
- 22. November: Das letzte Länderspiel der deutschen Fußballnationalmannschaft fand in Bratislava statt. Man gewann gegen die Slowakei mit 5:2. Während des gesamten Spieles herrschte eine ablehnende Stimmung gegen die DFB-Elf vor. Noch im selben Jahr wurde Deutschland aus der FIFA ausgeschlossen.

## Nobelpreise
Nobelpreise werden nicht verliehen.

## Geboren

### Januar
- 01. Januar: Bruno Arcari, italienischer Boxer
- 01. Januar: Anne Duden, deutsche Schriftstellerin
- 01. Januar: Edward Joseph Hoffman, US-amerikanischer Wissenschaftler († 2004)
- 01. Januar: Joe McDonald, US-amerikanischer Sänger und Songschreiber
- 01. Januar: Alassane Ouattara, Präsident der Republik Côte d’Ivoire
- 02. Januar: Dennis Hastert, US-amerikanischer Politiker
- 02. Januar: Jake McCoy, US-amerikanischer Eishockeyspieler († 2021)
- 02. Januar: Hans Werner Schmöle, deutscher Politiker († 2013)
- 03. Januar: László Sólyom, ungarischer Politiker, Präsident von Ungarn († 2023)
- 04. Januar: Jim Downing, US-amerikanischer Automobilrennfahrer und Konstrukteur
- 04. Januar: John McLaughlin, britischer Musiker, Gitarrist, Songwriter
- 05. Januar: Charlie Aitken, schottischer Fußballspieler († 2023)
- 05. Januar: Giorgi Arsenischwili, georgischer Mathematiker und Politiker († 2010)
- 05. Januar: Ernst Meincke, deutscher Schauspieler und Synchronsprecher
- 05. Januar: Maurizio Pollini, italienischer Pianist und Dirigent († 2024)
- 06. Januar: Eckart Fischer, deutscher Brigadegeneral der Bundeswehr
- 06. Januar: Hilmar Kabas, österreichischer Politiker
- 06. Januar: Bernd Neumann, deutscher Politiker
- 06. Januar: Jochen Senf, deutscher Schauspieler und Autor († 2018)
- 06. Januar: Gisa Stoll, deutsche Schauspielerin († 2016)
- 07. Januar: Hildegard Alex, deutsche Schauspielerin
- 07. Januar: Wassili Alexejew, sowjetischer Gewichtheber († 2011)
- 07. Januar: Björn R. Kommer, deutscher Kunsthistoriker und Museumsdirektor († 2022)
- 07. Januar: Danny Williams, südafrikanischer Musiker († 2005)
- 08. Januar: Per Anon Anonsen, norwegischer Filmeditor, Schauspieler, Drehbuchautor und Filmproduzent
- 08. Januar: Albrecht Glaser, deutscher Politiker
- 08. Januar: Stephen Hawking, britischer Physiker († 2018) Stephen Hawking

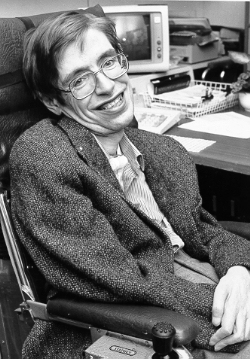
Stephen Hawking

- 08. Januar: Koizumi Junichirō, japanischer Premierminister
- 08. Januar: Bob Taft, US-amerikanischer Politiker
- 09. Januar: Stuart Graham, britischer Motorrad- und Automobilrennfahrer
- 10. Januar: Walter Hill, US-amerikanischer Regisseur
- 10. Januar: Günther Huber, österreichischer Automobilrennfahrer
- 10. Januar: Rimantas Šavelis, litauischer Schriftsteller und Drehbuchautor († 2021)
- 11. Januar: Clarence Clemons, US-amerikanischer Saxophonist († 2011)
- 11. Januar: Ingrid Wessel, deutsche Südostasienwissenschaftlerin
- 12. Januar: Roland Amstutz, Schweizer Schauspieler († 1997)
- 12. Januar: Axel Gehrke, deutscher Arzt und Politiker († 2021)
- 14. Januar: Michael Gwisdek, deutscher Filmschauspieler († 2020)
- 14. Januar: Gerben Karstens, niederländischer Radrennfahrer († 2022)
- 15. Januar: Jacques Coulon, französischer Automobilrennfahrer
- 15. Januar: Evelyn Grill, österreichische Schriftstellerin († 2024)
- 15. Januar: Gaetano Salvemini, italienischer Fußballspieler und -trainer († 2024)
- 16. Januar: René Angélil, kanadischer Sänger und Manager († 2016)
- 16. Januar: Sigrid Combüchen, schwedische Schriftstellerin und Literaturkritikerin
- 16. Januar: Nicole Fontaine, französische Politikerin († 2018)
- 16. Januar: Margrit Kahl, deutsche Konzeptkünstlerin († 2009)
- 16. Januar: Barbara Lynn, US-amerikanische Sängerin, Gitarristin und Songautorin
- 16. Januar: Walentyna Myschak, sowjetische Volleyballspielerin († 2022)
- 17. Januar: Muhammad Ali, US-amerikanischer Boxer († 2016) Muhammad Ali mit US-Präsident Ronald Reagan, 1983

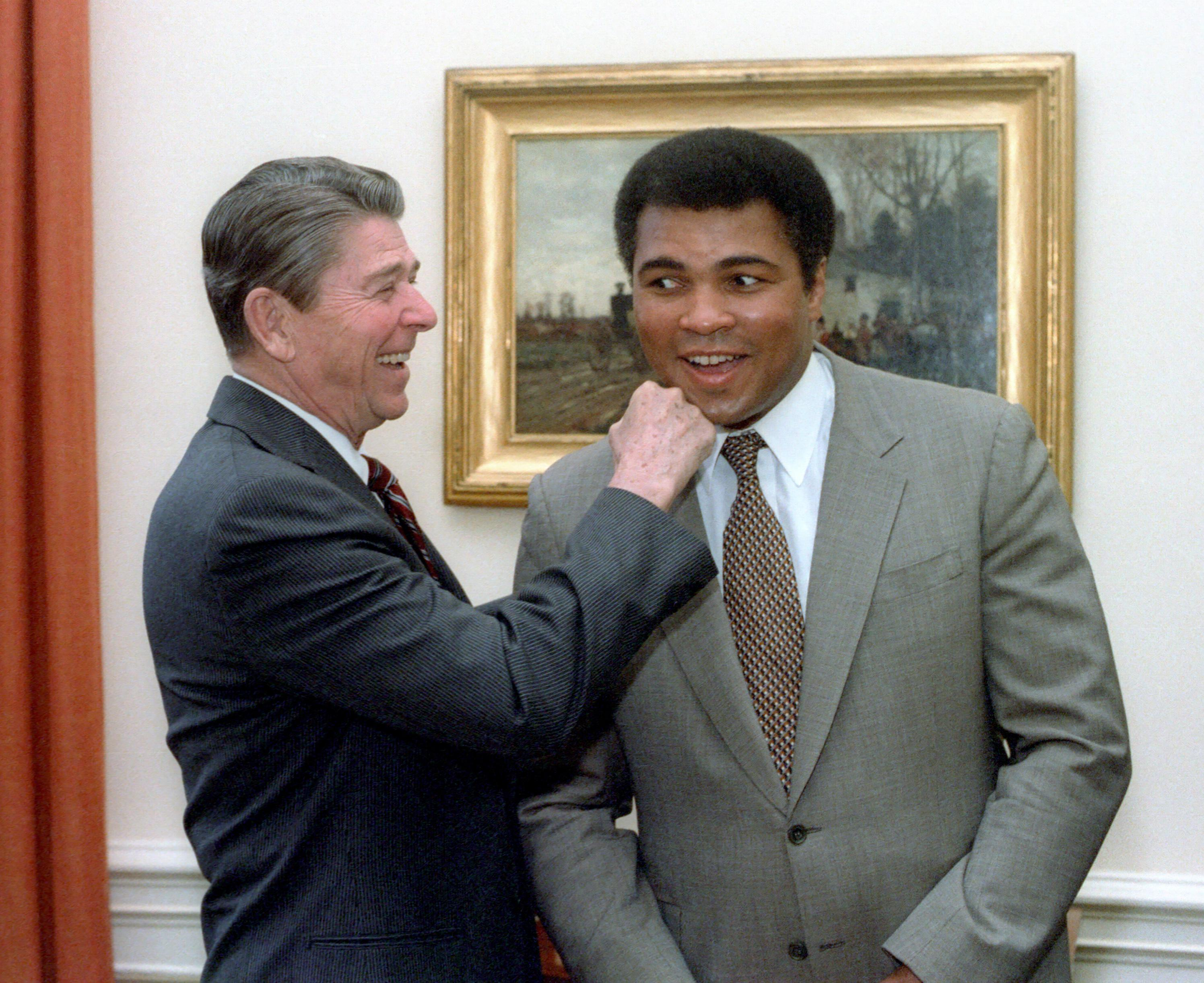
Muhammad Ali mit US-Präsident Ronald Reagan, 1983

- 17. Januar: Roland Bausert, deutscher Schlagersänger
- 17. Januar: Ulf Grahn, schwedischer Komponist († 2023)
- 17. Januar: Rudolf Hickel, deutscher Wirtschaftswissenschaftler
- 17. Januar: Ulf Hoelscher, deutscher Violinist
- 17. Januar: Frank Lehmann, deutscher Wirtschaftsjournalist und Börsenkommentator
- 18. Januar: Vassula Ryden, ägyptische Autorin († 2024)
- 19. Januar: Mario Arturo Acosta Chaparro Escápite, mexikanischer Brigadegeneral († 2012)
- 19. Januar: Michael Crawford, britischer Schauspieler
- 19. Januar: Reiner Schöne, deutscher Schauspieler, Musiker und Synchronsprecher
- 20. Januar: José Luis Aussín Suárez, mexikanischer Fußballspieler
- 20. Januar: Heinz-Günter Bargfrede, deutscher Politiker, MdB
- 20. Januar: Reinhard Dauber, deutscher Architekt, Kunsthistoriker und Hochschullehrer
- 20. Januar: William Powell, US-amerikanischer Sänger († 1977)
- 21. Januar: Freddy Breck, deutscher Schlagersänger († 2008)
- 21. Januar: Edwin Starr, US-amerikanischer Soulsänger († 2003)
- 22. Januar: Dimitrios Domazos, griechischer Fußballspieler († 2025)
- 22. Januar: Amin Gemayel, libanesischer Politiker und ehemaliger Staatspräsident des Libanon
- 22. Januar: Anke Hartnagel, deutsche Politikerin († 2004)
- 22. Januar: Jaime Humberto Hermosillo, mexikanischer Filmregisseur († 2020)
- 23. Januar: Wolfgang Abraham, deutscher Fußballspieler († 2013)
- 23. Januar: Hans Alsér, schwedischer Tischtennisspieler († 1977)
- 23. Januar: Willy Bogner junior, deutscher Skirennläufer
- 24. Januar: Melvin Fitting, US-amerikanischer Mathematiker
- 24. Januar: Ingo Friedrich, deutscher Politiker
- 25. Januar: Miguel Alfonseca, dominikanischer Lyriker, Erzähler, Dramatiker und Philosoph († 1994)
- 25. Januar: Martin Dolde, deutscher Ingenieur und Kirchenpolitiker
- 25. Januar: Carl Eller, US-amerikanischer American-Football-Spieler
- 25. Januar: Eusébio, portugiesischer Fußballspieler († 2014)
- 26. Januar: Guy Chasseuil, französischer Automobilrennfahrer
- 26. Januar: Horst Jankhöfer, deutscher Handballspieler und Handballtrainer
- 27. Januar: Maki Asakawa, japanische Sängerin, Songwriterin und Produzentin († 2010)
- 27. Januar: Petr Kotík, tschechischer Komponist
- 27. Januar: Stewart Raffill, US-amerikanischer Filmregisseur und Drehbuchautor
- 27. Januar: Steve Wynn, US-amerikanischer Multimillionär und Kasinobetreiber
- 28. Januar: Hans-Jürgen Bäumler, deutscher Eiskunstläufer
- 28. Januar: Dieter Bokeloh, deutscher Skispringer († 2022)
- 28. Januar: André Waignein, belgischer Komponist und Dirigent († 2015)
- 29. Januar: Claudine Longet, französische Sängerin und Schauspielerin
- 29. Januar: Arnaldo Tamayo Méndez, kubanischer Pilot und Kosmonaut
- 30. Januar: Marty Balin, US-amerikanischer Rockmusiker († 2018)
- 30. Januar: Heidi Brühl, deutsche Schauspielerin und Sängerin († 1991) Heidi Brühl, 1959

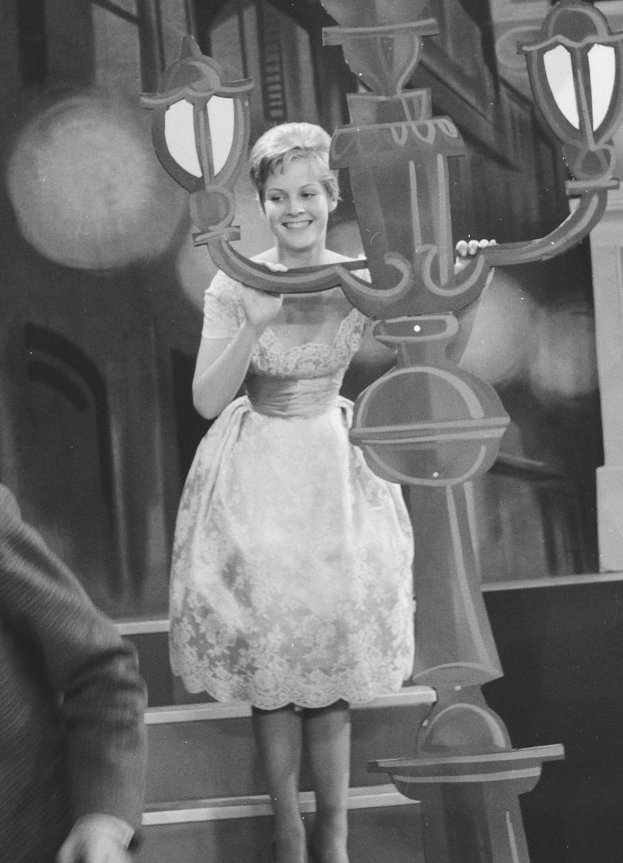
Heidi Brühl, 1959

- 31. Januar: Daniela Bianchi, italienische Schauspielerin
- 31. Januar: Daniel Goeudevert, französischer Autoverkäufer, Manager und Unternehmensberater
- 31. Januar: Derek Jarman, britischer Filmregisseur († 1994)

### Februar
- 01. Februar: Klaus Peter Arnold, österreichischer Geograph, Historiker und Tourismuswissenschaftler († 2017)
- 01. Februar: Hans Peter Heinzl, österreichischer Kabarettist († 1996)
- 01. Februar: Terry Jones, britischer Komiker, Regisseur und Schriftsteller († 2020) Terry Jones

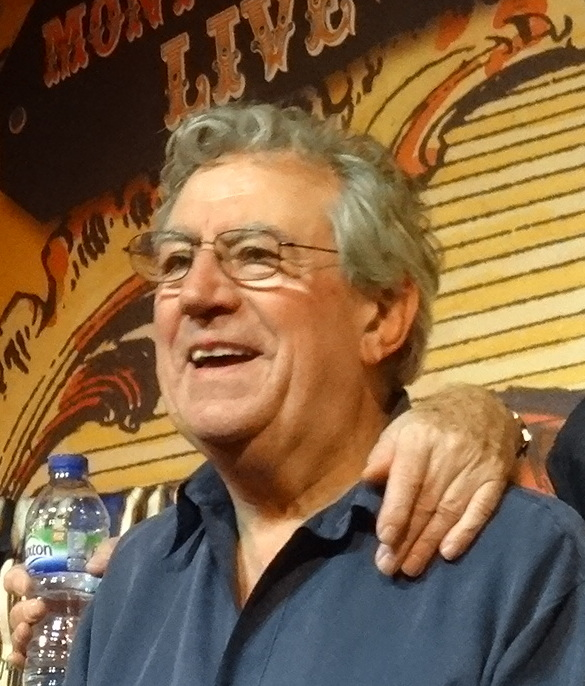
Terry Jones

- 01. Februar: Felix Latzke, österreichischer Fußballspieler und -trainer
- 01. Februar: Nené, brasilianischer Fußballspieler und -trainer († 2016)
- 01. Februar: Vural Öger, türkisch-deutscher Unternehmer („Öger Tours“) und Politiker
- 01. Februar: Volker Roth, deutscher Fußballschiedsrichter († 2025)
- 02. Februar: Graham Nash, britischer Sänger und Songwriter
- 02. Februar: James Blood Ulmer, US-amerikanischer Jazz- und Bluesgitarrist
- 02. Februar: Ron Williams, deutsch-amerikanischer Schauspieler, Sänger, Kabarettist und Moderator
- 04. Februar: Peter Kuhn, deutscher Brigadegeneral
- 04. Februar: Frank Zander, deutscher Musiker und Fernsehstar
- 05. Februar: William R. Ferris, US-amerikanischer Autor und Wissenschaftler
- 05. Februar: Otto Fräßdorf, deutscher Fußballspieler
- 06. Februar: Will Danin, deutscher Schauspieler († 2025)
- 06. Februar: Fortunato Frezza, italienischer Bibelwissenschaftler, Erzbischof und Kardinal
- 07. Februar: Gareth Hunt, englischer Schauspieler († 2007)
- 07. Februar: Klaus Theweleit, deutscher Literaturwissenschaftler, Kulturtheoretiker und Autor
- 08. Februar: Marianne Ach, deutsche Schriftstellerin und Pädagogin
- 08. Februar: Terry Melcher, US-amerikanischer Musikproduzent und Songwriter († 2004)
- 09. Februar: Carole King, US-amerikanische Rock-/Pop-Musikerin
- 09. Februar: Miloš Štědroň, tschechischer Komponist und Musikwissenschaftler
- 09. Februar: Kirsten Thorup, dänische Schriftstellerin
- 10. Februar: Howard Mudd, US-amerikanischer American-Football-Spieler († 2020)
- 10. Februar: Lawrence Weiner, US-amerikanischer bildender Künstler, Vertreter der Konzeptkunst († 2021)
- 11. Februar: Fritz Hähle, deutscher Politiker
- 11. Februar: Arild Holm, norwegischer Skirennläufer († 2024)
- 12. Februar: Ehud Barak, israelischer General, Politiker und Ministerpräsident
- 13. Februar: Otto Bernhardt, deutscher Politiker († 2021)
- 13. Februar: Volker Bigl, deutscher Mediziner († 2005)
- 13. Februar: Natalija Schurawel, sowjetische bzw. russische Schauspielerin und Synchronsprecherin († 2006)
- 14. Februar: Michael Bloomberg, US-amerikanischer Politiker Michael Bloomberg, 2011

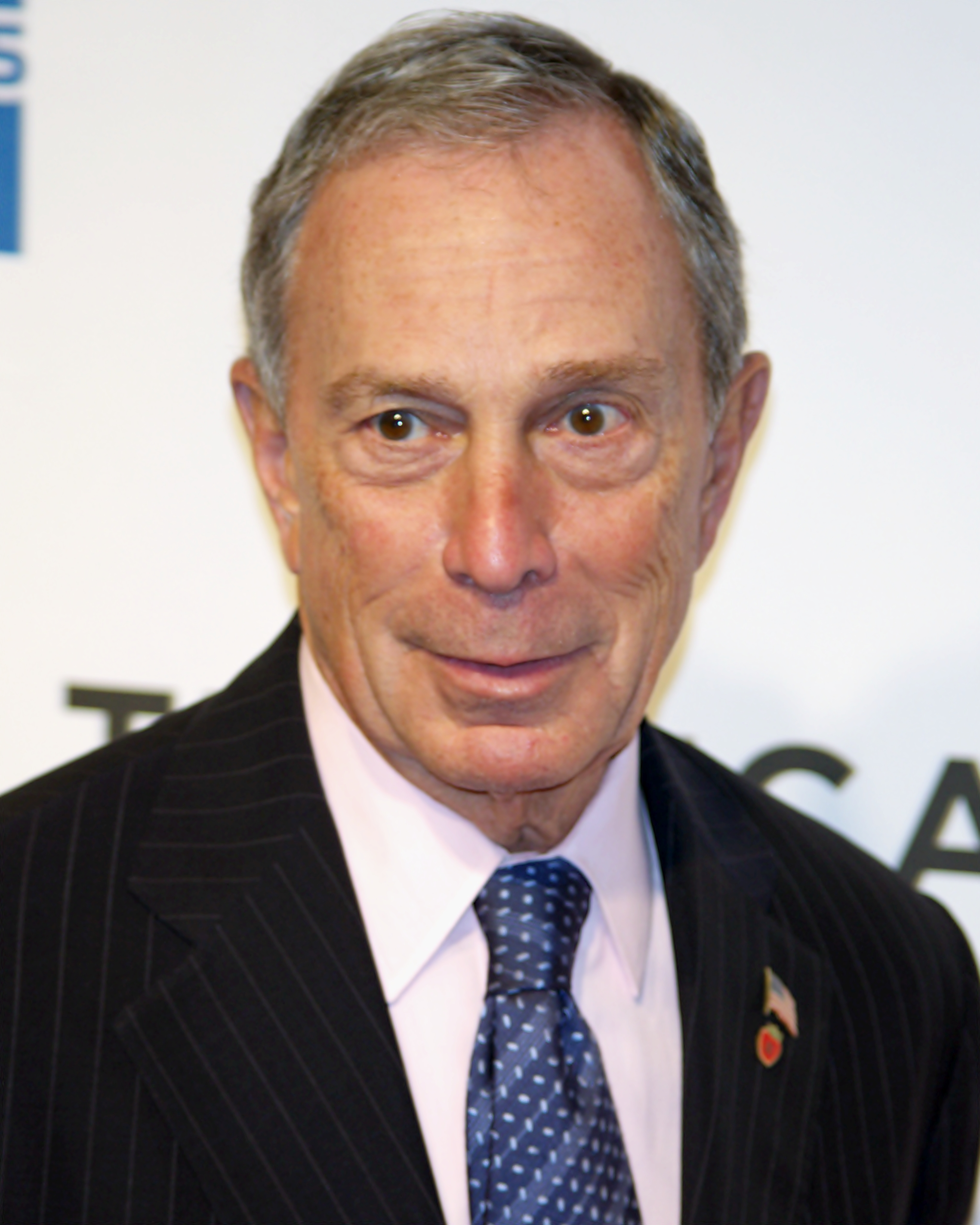
Michael Bloomberg, 2011

- 14. Februar: Pertti Purhonen, finnischer Boxer († 2011)
- 14. Februar: Andrew Robinson, US-amerikanischer Schauspieler
- 14. Februar: Ricardo Rodríguez, mexikanischer Automobilrennfahrer († 1962)
- 15. Februar: Ronald George Atkey, kanadischer Jurist, Hochschullehrer und Politiker († 2017)
- 15. Februar: Glyn Johns, britischer Toningenieur und Musikproduzent
- 16. Februar: Ulrich Aust, deutscher Architekt und Denkmalpfleger († 1992)
- 16. Februar: Gabriel Brnčić, chilenischer Komponist
- 16. Februar: Klaus Hartmann, deutscher Brigadegeneral
- 16. Februar: Ivo Kesselring Carotini, brasilianischer Wasserballspieler
- 17. Februar: Heinrich Breloer, deutscher Filmregisseur
- 17. Februar: Dieter Laser, deutscher Schauspieler († 2020)
- 17. Februar: John Morton, US-amerikanischer Automobilrennfahrer
- 17. Februar: Klaus Weiss, deutscher Jazz-Schlagzeuger († 2008)
- 18. Februar: Katsuaki Asai, japanischer Aikido-Lehrer
- 18. Februar: Martin Ness, deutscher Tischtennisspieler († 1987)
- 19. Februar: Timothy Bond, kanadischer Filmregisseur und Drehbuchautor
- 19. Februar: Bruno Deserti, italienischer Automobilrennfahrer († 1965)
- 19. Februar: Klaus Halser, deutscher Motorradrennfahrer
- 19. Februar: Angelika Platen, deutsche Fotografin
- 20. Februar: Phil Esposito, kanadischer Eishockeyspieler
- 20. Februar: Mitch McConnell, US-amerikanischer Politiker
- 20. Februar: Claude Miller, französischer Filmregisseur und Drehbuchautor († 2012)
- 21. Februar: Paolo Mario Virgilio Atzei, italienischer Ordensgeistlicher und Erzbischof
- 21. Februar: Joachim Becker, deutscher Rechtsanwalt und Politiker
- 21. Februar: Margarethe von Trotta, deutsche Regisseurin und Drehbuchautorin Margarethe von Trotta, 2013

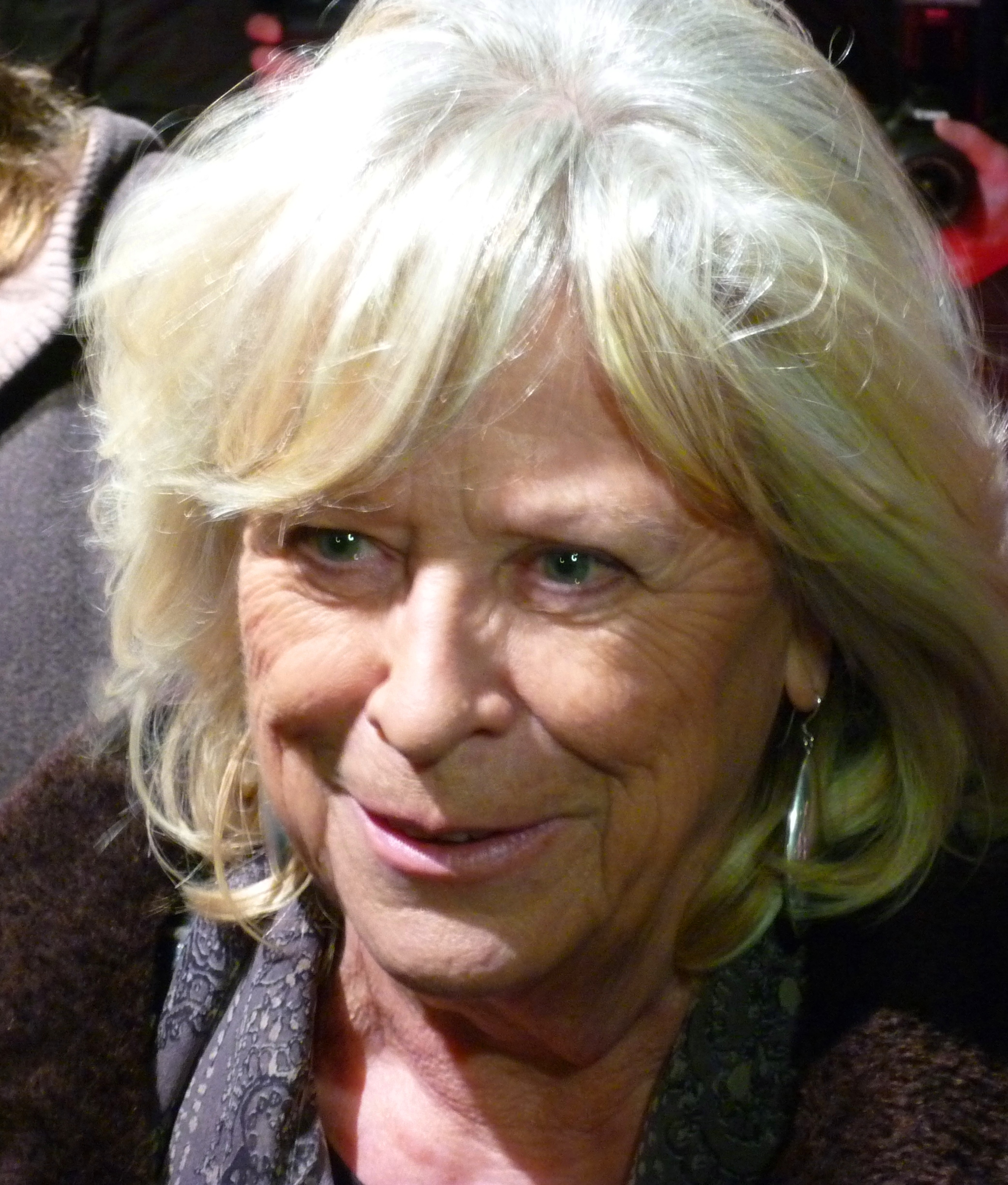
Margarethe von Trotta, 2013

- 23. Februar: Dennis Aase, US-amerikanischer Automobilrennfahrer und Rennstallbesitzer († 2023)
- 23. Februar: Selim Bešlagić, bosnischer Politiker
- 24. Februar: Chris Doerk, deutsche Schlagersängerin
- 24. Februar: Volker Jung, deutscher Politiker
- 24. Februar: Joseph Lieberman, US-amerikanischer Senator († 2024)
- 24. Februar: Bernd Rupp, deutscher Fußballspieler
- 24. Februar: Keto von Waberer, deutsche Schriftstellerin
- 25. Februar: Gennadi Samossedenko, sowjetischer Springreiter († 2022)
- 26. Februar: Lennart Åberg, schwedischer Jazz-Saxophonist, -Flötist und -Komponist († 2021)
- 26. Februar: Jozef Adamec, slowakischer Fußballspieler und Trainer († 2018)
- 26. Februar: Wolf-Dietrich Eulitz, deutscher Violinist und Musikermediziner
- 26. Februar: Wolf Gremm, deutscher Film- und Fernsehregisseur († 2015)
- 26. Februar: Franz Romer, deutscher Politiker († 2024)
- 27. Februar: Robert Grubbs, US-amerikanischer Chemiker († 2021)
- 27. Februar: Klaus-Dieter Sieloff, deutscher Fußballspieler († 2011)
- 28. Februar: Stuart A. Aaronson, US-amerikanischer Krebsforscher
- 28. Februar: Martin Aigner, österreichischer Mathematiker († 2023)
- 28. Februar: Bernardo Adam Ferrero, spanischer Komponist und Dirigent († 2022)
- 28. Februar: Brian Jones, britischer Musiker (The Rolling Stones) († 1969)
- 28. Februar: Dino Zoff, italienischer Fußballspieler und -trainer
- 00. Februar: Abed Abdi, arabisch-israelischer Maler und Zeichner, Grafiker, Bildhauer, Kunstschmied und Dozent

### März
- 01. März: Konrad Adam, deutscher Journalist und Publizist
- 01. März: Michael Giles, britischer Jazz-Rock Schlagzeuger
- 01. März: Bernhard Heitz, österreichischer altkatholischer Bischof
- 01. März: Harald Kujat, deutscher General
- 01. März: Miguel Ángel López, argentinischer Fußballtrainer und -spieler († 2025)
- 01. März: José Nieto, spanischer Komponist von Filmmusik
- 02. März: Jon Finch, britischer Schauspieler († 2012)
- 02. März: John Irving, US-amerikanischer Romanautor John Irving, 2010

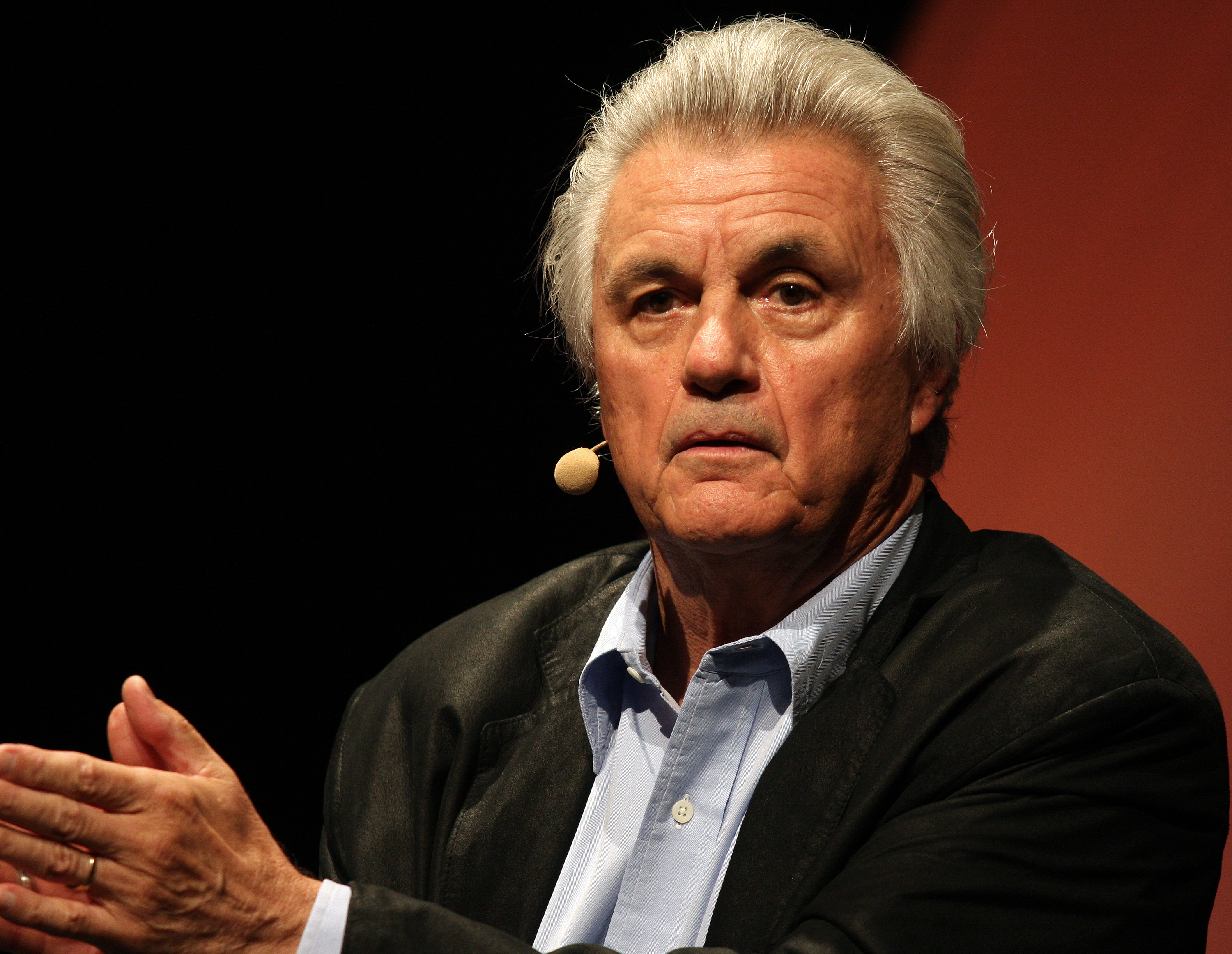
John Irving, 2010

- 02. März: Adrian Metcalfe, britischer Leichtathlet († 2021)
- 02. März: Edgar Oehler, Schweizer Unternehmer und Politiker († 2025)
- 02. März: Lou Reed, US-amerikanischer Musiker und Songautor († 2013) Lou Reed, 2008

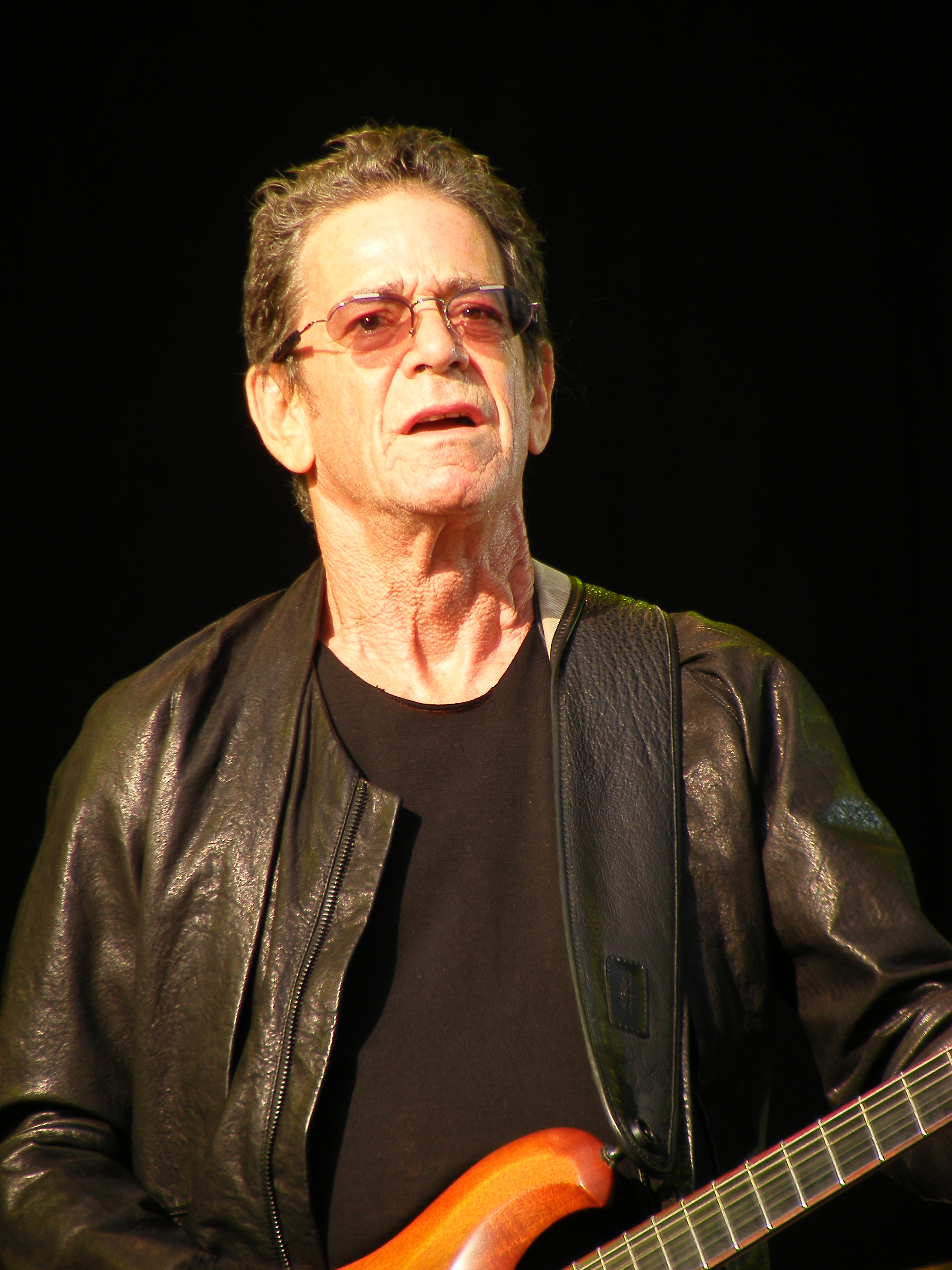
Lou Reed, 2008

- 03. März: Gretchen Dutschke-Klotz, deutsch-amerikanische Autorin und Aktivistin
- 04. März: Ernst Behringer, deutscher Politiker († 2023)
- 04. März: Juan Daniel Cardellino, uruguayischer Fußballschiedsrichter († 2007)
- 04. März: Henk Vonk, niederländischer Fußballtrainer († 2019)
- 04. März: Henryk Waniek, polnischer Maler, Bühnenbildner, Schriftsteller, Kunstkritiker und Essayist
- 04. März: Bob Wootton, US-amerikanischer Gitarrist († 2017)
- 05. März: Felipe González, spanischer Rechtsanwalt und Politiker Felipe González, 2015

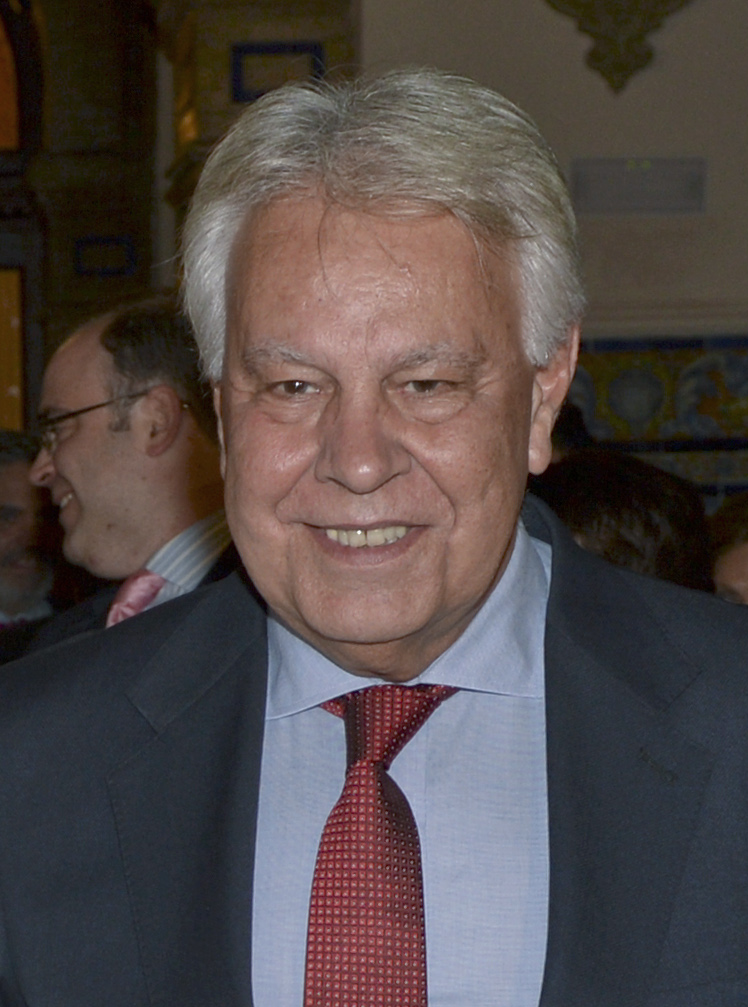
Felipe González, 2015

- 05. März: George Pieterson, niederländischer Klarinettist († 2016)
- 06. März: George Kingsley Acquah, ghanaischer Jurist und Politiker († 2007)
- 06. März: Paco Cepero, spanischer Flamenco-Gitarrist
- 06. März: Robin Kenyatta, US-amerikanischer Saxofonist († 2004)
- 06. März: Ben Murphy, US-amerikanischer Schauspieler
- 06. März: Flora Purim, brasilianische Jazz-Sängerin
- 08. März: Reinhold Huhn, Soldat der Grenztruppen der DDR († 1962)
- 08. März: Ann Packer, britische Leichtathletin und Olympiasiegerin
- 09. März: John Cale, britischer Artrock-Musiker
- 09. März: Pedro Rivera Toledo, puerto-ricanischer Komponist, Arrangeur, Saxophonist und Dirigent († 2025)
- 10. März: Bob Berry, US-amerikanischer American-Football-Spieler († 2023)
- 10. März: Peter Friedrich, deutscher Politiker († 2021)
- 10. März: Erika Mottl, österreichische Schauspielerin
- 11. März: Hartmut Röseler, deutscher Politiker
- 11. März: Willi Weber, deutscher Manager
- 12. März: Fred Julsing, niederländischer Cartoonzeichner († 2005)
- 12. März: Ratko Mladić, serbischer General der Republika Srpska
- 12. März: Jimmy Wynn, US-amerikanischer Baseballspieler († 2020)
- 13. März: David N. Cutler, US-amerikanischer Softwaretechniker
- 13. März: Scatman John, US-amerikanischer Scat-Sänger († 1999)
- 13. März: Jürgen Mikol, deutscher Schauspieler
- 14. März: Suzanne Cory, australische Molekularbiologin und Immunogenetikerin
- 14. März: Karl August Morisse, deutscher Politiker († 2024)
- 14. März: Rita Tushingham, britische Schauspielerin
- 15. März: Klaus Buß, deutscher Politiker
- 15. März: Jacques Henry, französischer Rallyefahrer († 2016)
- 15. März: Emöke Pöstenyi, ungarische Tänzerin und Choreographin
- 16. März: Franz Annen, Schweizer Theologe († 2018)
- 16. März: Gijs van Lennep, niederländischer Automobilrennfahrer
- 16. März: Werner Trzmiel, deutscher Leichtathlet
- 17. März: Jens Ehrhardt, deutscher Vermögensverwalter
- 17. März: John Wayne Gacy, US-amerikanischer Serienmörder († 1994)
- 17. März: Rudolf Gleißner, deutscher Cellist
- 17. März: Dietmar Keller, Minister für Kultur in der DDR
- 17. März: Hans Pizka, österreichischer Hornist
- 17. März: Pak Doo-ik, nordkoreanischer Fußballspieler
- 17. März: Monika Wulf-Mathies, deutsche Gewerkschaftsfunktionärin
- 18. März: Doris Pack, deutsche Politikerin
- 19. März: Giuseppe Brizi, italienischer Fußballspieler und -trainer († 2022)
- 19. März: David Minge, US-amerikanischer Politiker
- 20. März: Uve Schikora, deutscher Rockmusiker, Komponist und Musikproduzent
- 21. März: Françoise Dorléac, französische Schauspielerin († 1967)
- 21. März: Fradique de Menezes, Präsident von São Tomé und Príncipe
- 22. März: Bernd Herzsprung, deutscher Schauspieler
- 22. März: Gerhard Stratthaus, deutscher Politiker
- 23. März: Ama Ata Aidoo, ghanaische Schriftstellerin und Politikerin († 2023)
- 23. März: Michael Haneke, österreichischer Theater- und Filmregisseur, Drehbuchautor und Filmkritiker
- 23. März: Walter Rodney, Historiker und Politiker aus Guyana († 1980)
- 25. März: Arthur Amiotte, US-amerikanischer Künstler und Kunsthistoriker
- 25. März: Aretha Franklin, US-amerikanische Soul-Sängerin († 2018) Aretha Franklin, 2007

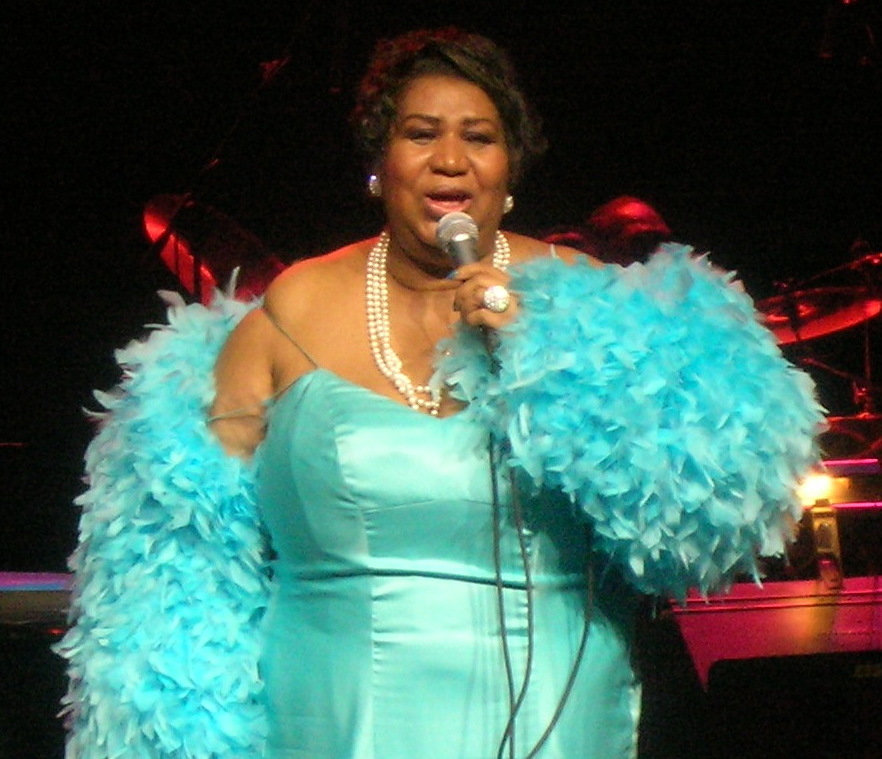
Aretha Franklin, 2007

- 25. März: Richard O’Brien, britischer Schauspieler, Autor und Komponist
- 25. März: Ulrike Piechota, deutsche Schriftstellerin († 2024)
- 26. März: Gerald R. Allen, US-amerikanisch-australischer Ichthyologe
- 26. März: Erica Jong, US-amerikanische Schriftstellerin
- 26. März: Alfred Kieser, deutscher Professor für allgemeine Betriebswirtschaftslehre und Organisation
- 27. März: Hendrik Brocks, indonesischer Radrennfahrer († 2023)
- 27. März: John E. Sulston, britischer Wissenschaftler und Nobelpreisträger († 2018)
- 27. März: Michael York, britischer Schauspieler
- 28. März: Klaus Ahlheim, deutscher Erziehungswissenschaftler († 2020)
- 28. März: Luis Felipe Areta Sampériz, spanischer Athlet und Priester
- 28. März: Bernard Darniche, französischer Automobilrennfahrer
- 28. März: Daniel Dennett, US-amerikanischer Philosoph († 2024)
- 28. März: Neil Kinnock, britischer Politiker, Vizepräsident der EU-Kommission
- 28. März: Mike Newell, britischer Regisseur Mike Newell, 2010

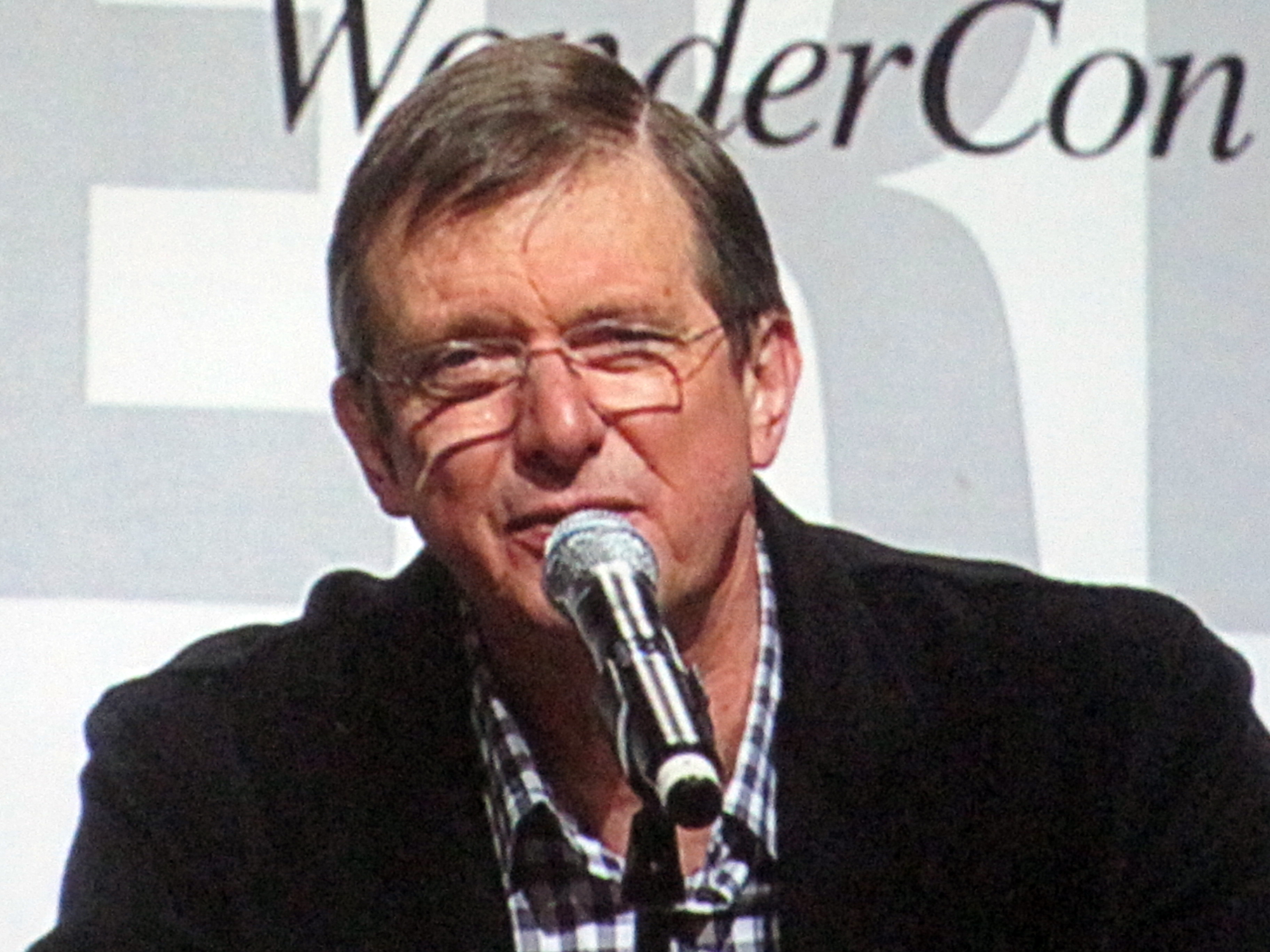
Mike Newell, 2010

- 28. März: Hartmut Perschau, deutscher Politiker († 2022)
- 28. März: Conrad Schumann, erster Grenzflüchtling der NVA († 1998)
- 28. März: Jerry Sloan, US-amerikanischer Basketballtrainer († 2020)
- 29. März: Jorge Enrique Jiménez Carvajal, kolumbianischer Kardinal, Erzbischof von Cartagena
- 29. März: Scott Wilson, US-amerikanischer Schauspieler († 2018)
- 30. März: María del Carmen Aquino, uruguayische Schriftstellerin und Journalistin
- 30. März: Cor Schuuring, niederländischer Radrennfahrer
- 30. März: Fred Stalder, französischer Automobilrennfahrer und Rennstallbesitzer
- 31. März: Anne Poirier, französische Künstlerin
- 00. März: Audrey Arno, deutsche Sängerin († 2012)

### April
- 01. April: Ingrid Ahrendt-Schulte, deutsche Historikerin († 2006)
- 01. April: Hans Daiber, deutscher Orientalist († 2024)
- 01. April: Samuel R. Delany, US-amerikanischer Science-Fiction-Schriftsteller
- 02. April: Neithard Bethke, deutscher Kirchenmusiker
- 02. April: Leon Russell, US-amerikanischer Musiker († 2016)
- 03. April: Mike Elliott, US-amerikanischer Skilangläufer († 2024)
- 04. April: Michel Fourniret, französischer Serienmörder († 2021)
- 04. April: Wolfgang Grupp, deutscher Unternehmer
- 04. April: Horst Schild, deutscher Politiker und MdB († 2024)
- 05. April: Pascal Couchepin, Schweizer Politiker
- 05. April: Peter Greenaway, britischer Experimentalkünstler und Filmemacher
- 05. April: Hans-Joachim Lühr, deutscher Brigadegeneral
- 05. April: Irmgard Schwaetzer, deutsche Politikerin Irmgard Adam-Schwaetzer, 1991

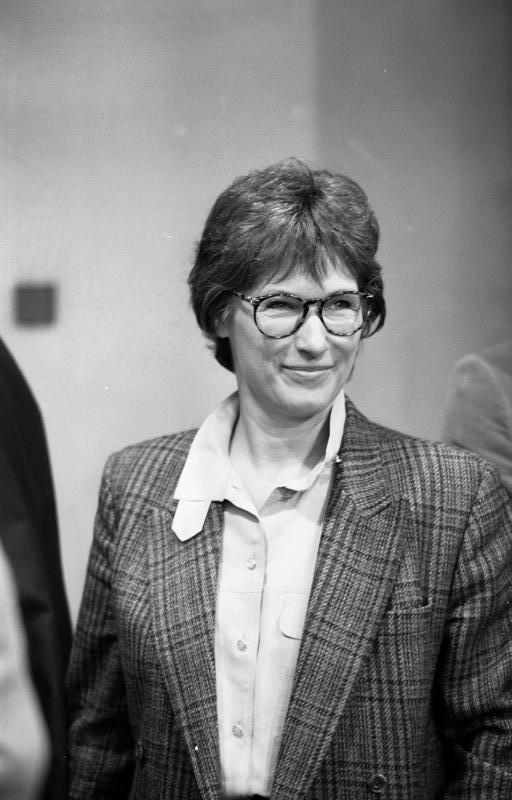
Irmgard Adam-Schwaetzer, 1991

- 06. April: Barry Levinson, US-amerikanischer Filmregisseur
- 06. April: Anita Pallenberg, Modell, Schauspielerin und Modedesignerin († 2017)
- 06. April: Kabir Stori, paschtunischer Dichter und Schriftsteller († 2006)
- 06. April: Philip Werren, kanadischer Komponist und Musikpädagoge
- 07. April: Gualtiero Bassetti, italienischer Erzbischof und Kardinal
- 07. April: Caren Pfleger, deutsche Designerin und Model († 2019)
- 07. April: Karin Schröder, deutsche Schauspielerin
- 08. April: Roger Chapman, britischer Sänger
- 08. April: Leon Huff, US-amerikanischer Soul-Pianist
- 08. April: Manfred Kallenbach, deutscher Fußballspieler († 2010)
- 08. April: Douglas Trumbull, US-amerikanischer Spezialist für Spezialeffekte im Film († 2022)
- 08. April: Wolf Werner, deutscher Fußballtrainer († 2018)
- 09. April: Jürgen Hausmann, deutscher Jurist
- 12. April: Winthrop Davenport, US-amerikanischer Volleyballspieler und -schiedsrichter († 2022)
- 12. April: Carlos Reutemann, argentinischer Automobilrennfahrer († 2021)
- 12. April: Wolfgang Zeh, deutscher Verwaltungswissenschaftler
- 12. April: Jacob Zuma, südafrikanischer Politiker Jacob Zuma, 2009

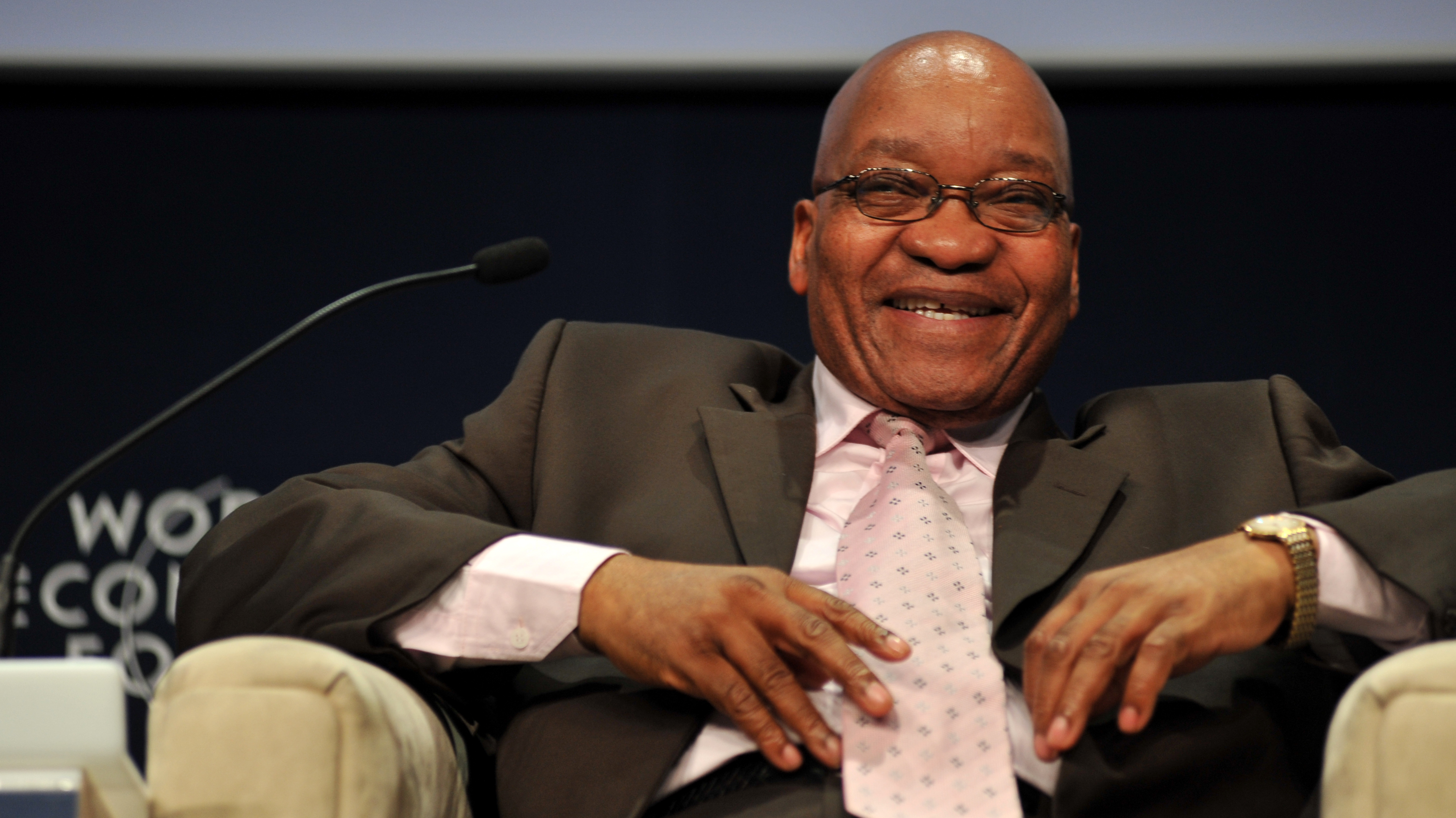
Jacob Zuma, 2009

- 13. April: Ricardo Blázquez, Erzbischof von Valladolid
- 13. April: Bill Conti, US-amerikanischer Komponist
- 13. April: Xavier Lapeyre, französischer Automobilrennfahrer
- 13. April: Otto Marchi, Schweizer Schriftsteller und Historiker († 2004)
- 14. April: Waleri Nikolajewitsch Brumel, sowjetischer Leichtathlet († 2003)
- 14. April: Sharon Moe, US-amerikanische Hornistin († 2025)
- 14. April: Elias Rahal, libanesischer Erzbischof
- 15. April: Ginette Acevedo, chilenische Sängerin
- 15. April: Matthias Rothmund, deutscher Chirurg
- 16. April: Leo Nucci, italienischer Opernsänger, Bariton
- 16. April: Frank Williams, Teamchef und Mitinhaber des Williams-F1-Rennteams († 2021)
- 17. April: Kenos Aroi, nauruischer Politiker und Präsident der Republik Nauru († 1991)
- 17. April: Katia Krafft, französische Vulkanologin († 1991)
- 17. April: Aziz Mian, Vertreter des Qawwali († 2000)
- 17. April: Michael Ranta, US-amerikanischer Komponist
- 17. April: Helga Sasse, deutsche Schauspielerin († 2013)
- 17. April: Lisa Seuster, deutsche Politikerin (SPD)
- 17. April: Buster Williams, US-amerikanischer Jazzbassist
- 18. April: Børge Krogh, dänischer Boxer († 2022)
- 18. April: Jochen Rindt, österreichischer Automobilrennfahrer († 1970) Jochen Rindt, 1968

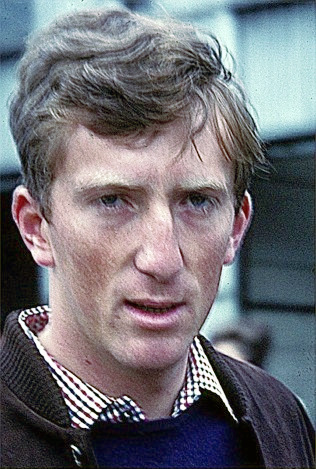
Jochen Rindt, 1968

- 19. April: Bas Jan Ader, niederländischer Konzeptkünstler († 1975)
- 19. April: Gunnar Andersson, schwedischer Philosoph und Wissenschaftstheoretiker
- 19. April: Frank Elstner, deutscher Fernsehshowmaster Frank Elstner, 2005

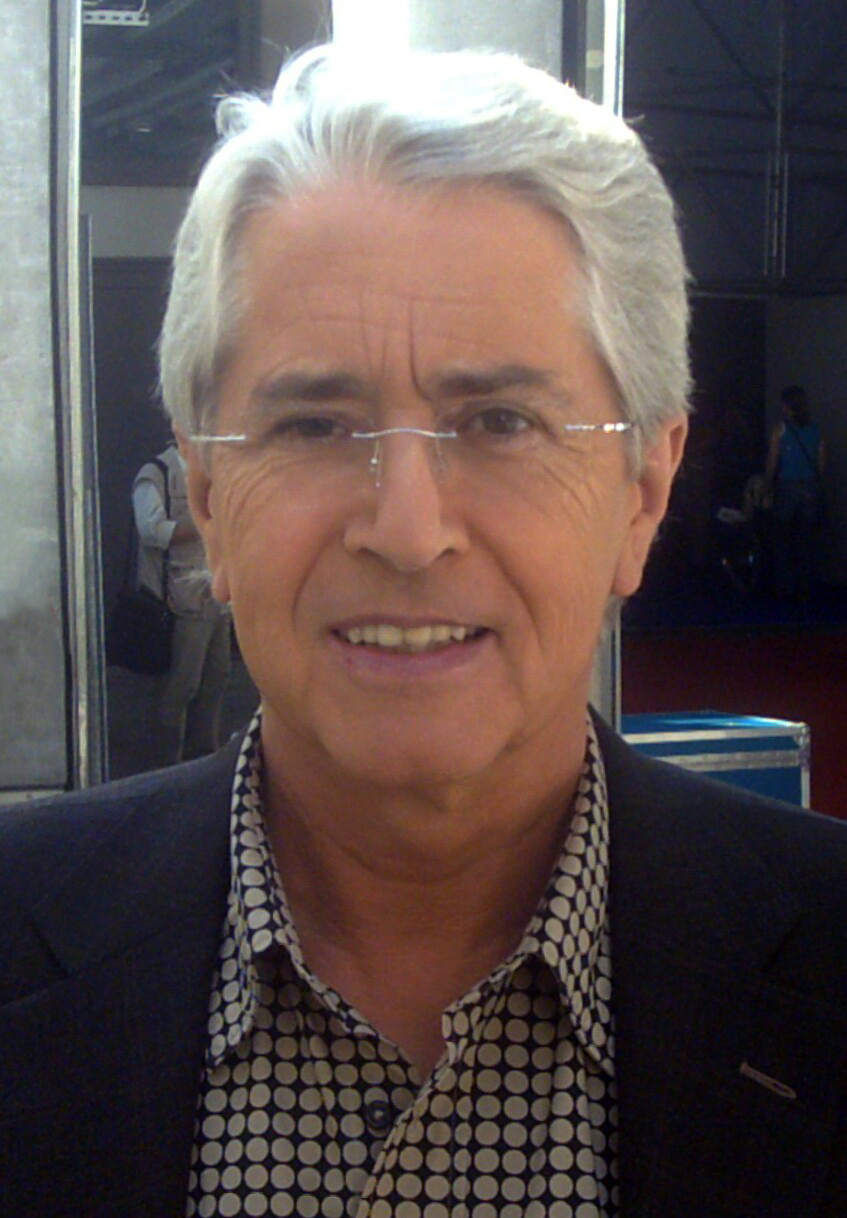
Frank Elstner, 2005

- 19. April: Alan Price, britischer Musiker
- 20. April: Raymond Cousse, französischer Schriftsteller und Schauspieler († 1991)
- 20. April: Arto Paasilinna, finnischer Schriftsteller († 2018)
- 21. April: Rod Loomis, US-amerikanischer Schauspieler
- 22. April: Giorgio Agamben, italienischer Philosoph, Essayist und Buchautor
- 23. April: Jorge Antunes, brasilianischer Komponist
- 23. April: Edmond Baudoin, französischer Karikaturist und Comiczeichner
- 23. April: Sandra Dee, US-amerikanische Schauspielerin († 2005)
- 24. April: Barbra Streisand, US-amerikanische Filmschauspielerin, Sängerin und Filmregisseurin Barbra Streisand, 1962

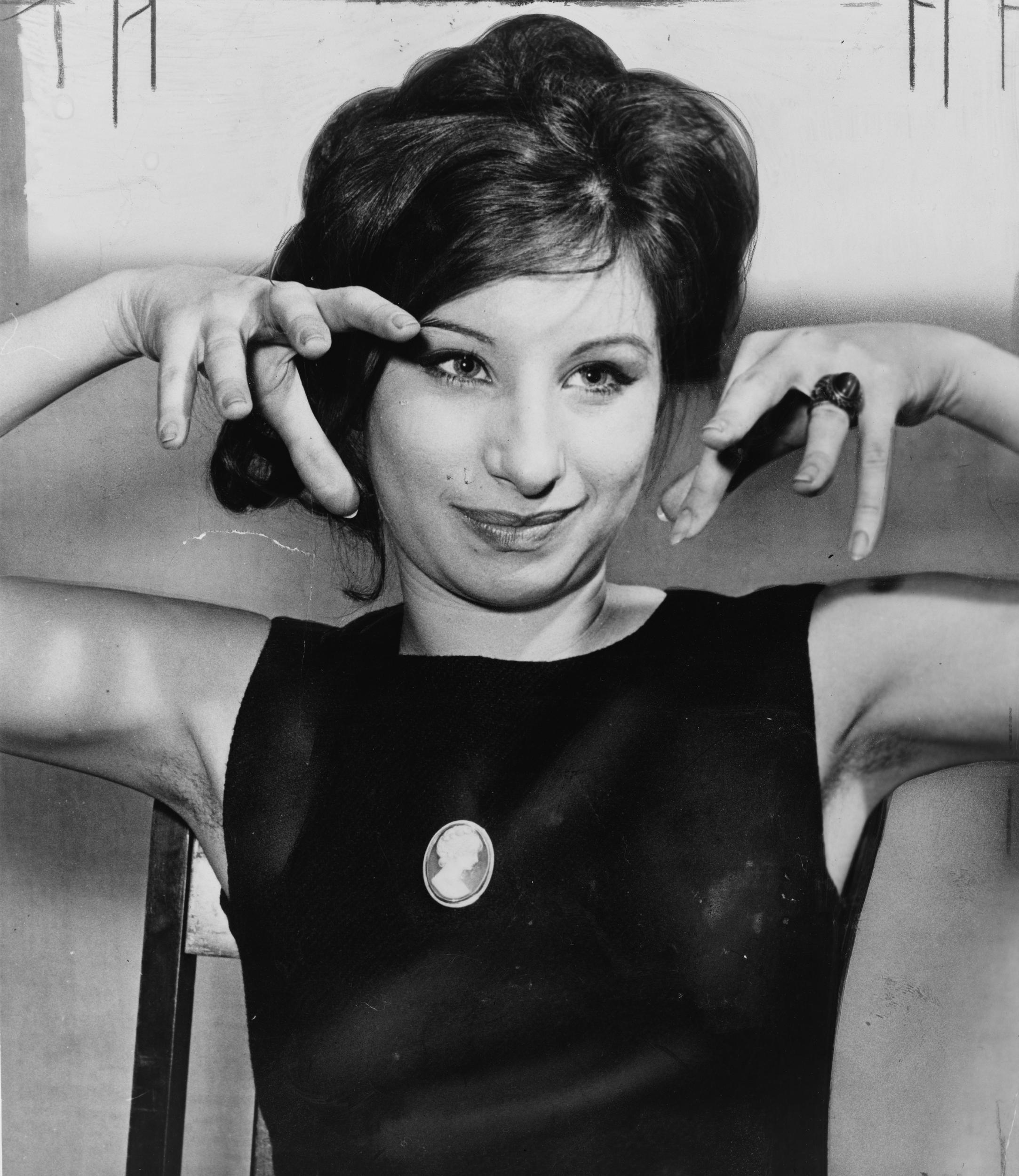
Barbra Streisand, 1962

- 24. April: Werner Teske, Hauptmann des MfS und letztes Opfer der Todesstrafe in Deutschland († 1981)
- 25. April: István Aranyos, ungarischer Turner († 2022)
- 25. April: Josef Dvořák, tschechischer Schauspieler
- 25. April: Volkmar Schubert, deutscher Politiker († 2018)
- 26. April: Mojmír Bártek, tschechischer Jazzposaunist und Komponist
- 26. April: Werner Biskup, deutscher Fußballspieler und -trainer († 2014)
- 26. April: Wolfgang Börnsen, deutscher Politiker († 2024)
- 26. April: Horst Förster, deutscher Jurist und Politiker
- 26. April: Manfred Korfmann, deutscher Archäologe († 2005)
- 26. April: Bobby Rydell, US-amerikanischer Sänger und Entertainer († 2022)
- 26. April: Edgar Streck, deutscher Jurist
- 27. April: Jim Keltner, US-amerikanischer Schlagzeuger
- 27. April: John Shrapnel, britischer Schauspieler († 2020)
- 28. April: Kokou Guy Acolatse, togoischer Fußballspieler
- 30. April: Alexander Wedderburn, schottischer Theologe († 2018)

### Mai
- 01. Mai: Wolf Appel, deutscher Opernsänger († 1999)
- 01. Mai: Gerald Howard Ashworth, US-amerikanischer Sprinter
- 02. Mai: Brigitte Berendonk, deutsche Diskuswerferin und Kugelstoßerin
- 02. Mai: Udo Ehrbar, deutscher Politiker
- 02. Mai: Bogusław Kaczyński, polnischer Journalist, Musikkritiker und -theoretiker, Fernsehmoderator und Förderer der klassischen Musik († 2016)
- 02. Mai: Wojciech Pszoniak, polnischer Schauspieler († 2020)
- 02. Mai: Jacques Rogge, belgischer orthopädischer Chirurg und Präsident des IOC († 2021)
- 02. Mai: Udo Steinke, deutschsprachiger Schriftsteller († 1999)
- 02. Mai: Rainer Zimmermann, deutscher Handballspieler († 2022)
- 02. Mai: Bernd Ziskofen, Persönlichkeit in der Geschichte des Rallycross († 1993)
- 03. Mai: Věra Čáslavská, tschechische Kunstturnerin († 2016)
- 03. Mai: Henning Frenzel, deutscher Fußballer
- 03. Mai: Karl-Heinz Garnitz, deutscher Schriftsteller
- 03. Mai: Antoni Piechniczek, polnischer Fußballspieler und -trainer
- 04. Mai: Nickolas Ashford, US-amerikanischer Songwriter und Produzent († 2011)
- 05. Mai: Roberto Pinto Ferreira Mameri Abdenur, brasilianischer Diplomat
- 05. Mai: Marc Alaimo, US-amerikanischer Schauspieler
- 05. Mai: Holger Franke, deutscher Schauspieler, Autor und Regisseur
- 05. Mai: Patrick Poirier, französischer Künstler
- 05. Mai: Peter Rubin, deutscher Sänger, Moderator und Gitarrist
- 05. Mai: Tammy Wynette, US-amerikanische Country-Sängerin († 1998)
- 06. Mai: Thierry Émilien Flavien Aubin, französischer Mathematiker († 2009)
- 06. Mai: Amadeus August, deutscher Schauspieler († 1992)
- 06. Mai: Carmen Collado López, kubanische Chorleiterin und Musikpädagogin
- 06. Mai: Ariel Dorfman, chilenischer Autor und Dramatiker
- 07. Mai: Alan C. Ashton, US-amerikanischer Informatiker
- 07. Mai: Pietro Farina, italienischer Bischof († 2013)
- 07. Mai: Justin Hinds, jamaikanischer Sänger († 2005)
- 07. Mai: Gerhard Polt, bayerischer Kabarettist
- 07. Mai: Jochen Striebeck, deutscher Schauspieler und Sprecher
- 08. Mai: Michele Dancelli, italienischer Radrennfahrer
- 09. Mai: John Ashcroft, US-amerikanischer Politiker
- 09. Mai: Tommy Roe, US-amerikanischer Sänger, Gitarrist und Songschreiber
- 10. Mai: Gilbert Guillaume Marie-Jean Aubry, französischer Bischof
- 10. Mai: Jim Calhoun, US-amerikanischer Basketballtrainer
- 10. Mai: Carl Douglas, jamaikanischer Sänger
- 11. Mai: Elisabeth Gehrer, österreichische Politikerin
- 12. Mai: Klaus Adam, deutscher Basketballspieler
- 12. Mai: Ian Dury, englischer Musiker, Songwriter und Schauspieler († 2000)
- 12. Mai: Michel Fugain, französischer Sänger und Komponist
- 12. Mai: Friedhelm Hofmann, Bischof von Würzburg
- 12. Mai: Heinz Köhler, deutscher Politiker
- 12. Mai: Barry B. Longyear, US-amerikanischer SF-Autor († 2025)
- 12. Mai: Klaus Solmecke, Alt-Bürgermeister von Gevelsberg
- 12. Mai: Billy Swan, US-amerikanischer Country-Sänger und Songwriter
- 13. Mai: Jeffrey Astle, englischer Fußballspieler († 2002)
- 13. Mai: Pál Schmitt, ungarischer Fechter, Diplomat und Politiker
- 14. Mai: Prentis Hancock, schottischer Schauspieler († 2025)
- 14. Mai: Dieter Pützhofen, deutscher Politiker
- 14. Mai: Jörg-Otto Spiller, deutscher Politiker und MdB
- 14. Mai: Rüdiger Vogler, deutscher Schauspieler
- 15. Mai: Barnabas Sibusiso Dlamini, eswatinischer Politiker († 2018)
- 16. Mai: Marie-Thérèse Lefebvre, kanadische Musikwissenschaftlerin
- 17. Mai: Jacqueline Crevoisier, Schweizer Schriftstellerin und Übersetzerin († 2016)
- 17. Mai: Eberhard David, Oberbürgermeister der Stadt Bielefeld
- 17. Mai: Verena C. Harksen, deutsche Übersetzerin, Herausgeberin und Schriftstellerin
- 17. Mai: Taj Mahal, US-amerikanischer Blues-Musiker
- 18. Mai: Massimo Antonelli, italienischer Filmregisseur und Konzeptkünstler
- 18. Mai: Rodney Dillard, US-amerikanischer Country-Musiker
- 18. Mai: Christine de Grancy, österreichische Fotografin († 2025)
- 19. Mai: Alexandra, deutsche Sängerin († 1969)
- 19. Mai: Lourdes J. Cruz, philippinische Biochemikerin
- 19. Mai: Hans-Jürgen Ewers, Präsident der TU Berlin († 2002)
- 19. Mai: Otto Jägersberg, deutscher Schriftsteller und Filmemacher
- 19. Mai: Gary Kildall, US-amerikanischer Informatiker († 1994)
- 20. Mai: Harro Adt, deutscher Botschafter
- 20. Mai: Charles B. Blankart, Schweizer Volkswirt († 2023)
- 20. Mai: Egon Jüttner, deutscher Politiker und MdB
- 20. Mai: Leroy Kelly, US-amerikanischer American-Football-Spieler
- 21. Mai: Ferdinand Ahuis, deutscher Theologe
- 21. Mai: Danny Ongais, US-amerikanischer Automobilrennfahrer († 2022)
- 22. Mai: Sergio Anaya, mexikanischer Fußballspieler
- 22. Mai: Guy Bovet, Schweizer Organist und Komponist
- 22. Mai: Theodore Kaczynski, US-amerikanischer Briefbomben-Attentäter († 2023)
- 22. Mai: Eva-Maria Kors, deutsche Politikerin
- 22. Mai: Leon Rainer, deutscher Synchronsprecher und Schauspieler
- 23. Mai: Johannes Fried, deutscher Historiker
- 23. Mai: Christopher Herrick, englischer Organist
- 23. Mai: José Omar Pastoriza, argentinischer Fußballspieler und -trainer († 2004)
- 23. Mai: Heinz Schilling, deutscher Historiker
- 24. Mai: Hannu Mikkola, finnischer Rallyefahrer († 2021)
- 24. Mai: Fraser Stoddart, britisch-US-amerikanischer Chemiker († 2024)
- 25. Mai: Kristian Gerner, schwedischer Historiker, Autor und Osteuropa-Experte
- 25. Mai: Alexander Kaljagin, sowjetischer bzw. russischer Schauspieler und Regisseur
- 25. Mai: Hans-Jürgen Rennack, deutscher Brigadegeneral des Heeres der Bundeswehr
- 26. Mai: Ada Kadelbach, Musikwissenschaftlerin und Hymnologin († 2025)
- 27. Mai: Kent Bernard, Sprinter aus Trinidad und Tobago († 2025)
- 27. Mai: Piers Courage, britischer Automobilrennfahrer († 1970)
- 27. Mai: Roger Freeman, britischer Politiker († 2025)
- 27. Mai: Peter Grottian, deutscher Professor für Politikwissenschaft († 2020)
- 27. Mai: Karl Heinz Roth, deutscher Historiker, Sozialforscher und Arzt
- 27. Mai: Elisabeth Vrba, südafrikanisch-US-amerikanische Paläontologin († 2025)
- 27. Mai: Robin Widdows, britischer Bobfahrer und Automobilrennfahrer
- 28. Mai: Stanley Prusiner, US-amerikanischer Professor für Biochemie
- 29. Mai: Cox Kocher, Schweizer Unternehmer und Automobilrennfahrer
- 31. Mai: Jo Vonlanthen, Schweizer Automobilrennfahrer

### Juni
- 01. Juni: Fernando Atzori, italienischer Olympiasieger im Boxen († 2020)
- 01. Juni: Clifford Barry, kanadischer Wasserballspieler und Schwimmtrainer († 2021)
- 02. Juni: Stefan Behrens, deutscher Schauspieler und Synchronsprecher
- 02. Juni: Thomas Danneberg, deutscher Schauspieler und Synchronsprecher († 2023)
- 03. Juni: Celso Luís Nunes Amorim, brasilianischer Politiker
- 03. Juni: Michael Bürsch, deutscher Politiker († 2012)
- 03. Juni: Curtis Mayfield, US-amerikanischer Soul-Musiker († 1999)
- 05. Juni: Charles Dodge, US-amerikanischer Komponist
- 05. Juni: Petra Hinze, deutsche Schauspielerin
- 05. Juni: Teodoro Obiang Nguema Mbasogo, Präsident von Äquatorialguinea
- 06. Juni: Klaus Bednarz, deutscher Journalist und Moderator († 2015) Klaus Bednarz, 2007

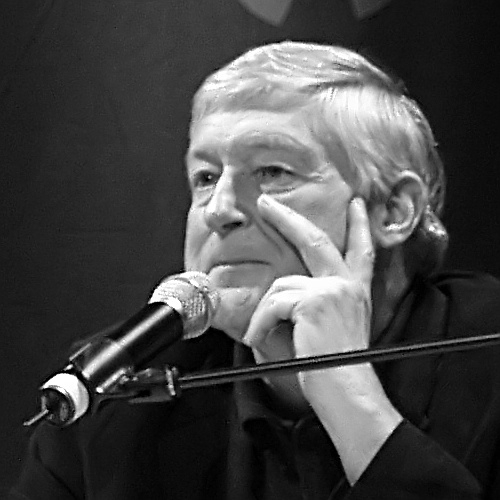
Klaus Bednarz, 2007

- 06. Juni: Ulrike Ottinger, deutsche Künstlerin und Filmemacherin
- 06. Juni: Norberto Rivera Carrera, Erzbischof von Mexiko-Stadt und Kardinal
- 07. Juni: Anneke Grönloh, niederländische Sängerin († 2018)
- 07. Juni: Dennis L. Meadows, US-amerikanischer Ökonom und Autor
- 08. Juni: Jacques Dubochet, Schweizer Biophysiker
- 08. Juni: Walter Leykauf, deutscher Sänger, Komponist, Moderator und Musikverleger
- 08. Juni: Horst Wolter, deutscher Fußballspieler
- 10. Juni: Hartwig Bauer, deutscher Chirurg
- 10. Juni: Lopo Fortunato Ferreira do Nascimento, angolanischer Premierminister
- 10. Juni: Herwig van Staa, österreichischer Politiker
- 11. Juni: Peter Blusch, deutscher Fußballspieler
- 11. Juni: Gunter Gabriel, deutscher Sänger († 2017)
- 11. Juni: Parris Glendening, US-amerikanischer Politiker
- 11. Juni: Hellmut Lorenz, österreichischer Kunsthistoriker
- 11. Juni: Reinhard Riegel, deutscher Rechtswissenschaft und Datenschutzexperte († 2000)
- 12. Juni: Len Barry, US-amerikanischer Pop-Sänger († 2020)
- 12. Juni: Helga Daub, deutsche Politikerin und MdB
- 12. Juni: Ahmed Aboul Gheit, ägyptischer Diplomat und Politiker
- 12. Juni: Bert Sakmann, deutscher Nobelpreisträger für Medizin
- 13. Juni: Abdulsalami Abubakar, Staatspräsident von Nigeria
- 14. Juni: Jim Busby, US-amerikanischer Automobilrennfahrer und Rennstallbesitzer
- 14. Juni: Manfred Hampel, deutscher Politiker
- 14. Juni: Jonathan Raban, britischer Schriftsteller († 2023)
- 14. Juni: Dan Wallace, irischer Politiker († 2025)
- 15. Juni: Herman Berkien, niederländischer Entertainer und Sänger († 2005)
- 15. Juni: Néstor Marconi, argentinischer Bandoneonist
- 15. Juni: John E. McLaughlin, Direktor der Central Intelligence Agency
- 15. Juni: Friedhelm Ost, deutscher Politiker
- 16. Juni: Giacomo Agostini, italienischer Motorradrennfahrer
- 16. Juni: John Rostill, britischer Musiker und Komponist (The Shadows) († 1973)
- 16. Juni: Walter Schwimmer, österreichischer Politiker, Generalsekretär des Europarats († 2025)
- 16. Juni: Graham Townsend, kanadischer Fiddler, Mandolinist, Pianist und Komponist († 1998)
- 17. Juni: Mohammed el-Baradei, Generaldirektor der IAEO, Friedensnobelpreisträger
- 17. Juni: Christiane Blumhoff, deutsche Schauspielerin († 2023)
- 17. Juni: Francis Matthey, Schweizer Politiker († 2025)
- 18. Juni: Roger Ebert, US-amerikanischer Filmkritiker († 2013)
- 18. Juni: Oswald Huber, österreichischer Psychologe und Cartoonist
- 18. Juni: Jürgen May, deutscher Leichtathlet
- 18. Juni: Thabo Mbeki, südafrikanischer Staatspräsident
- 18. Juni: Paul McCartney, britischer Sänger, Musiker und Komponist (The Beatles) Paul McCartney, 1964

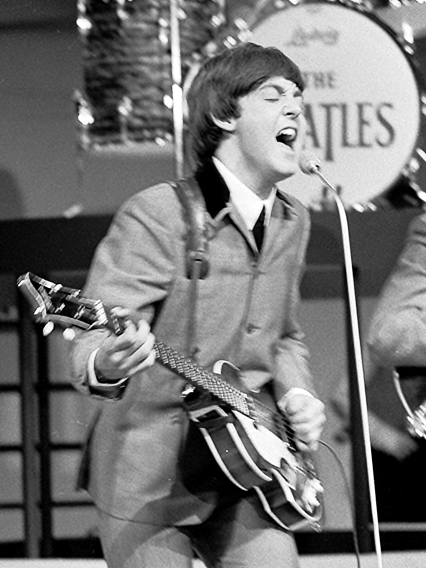
Paul McCartney, 1964

- 18. Juni: Nick Tate, australischer Schauspieler
- 18. Juni: Hans Vonk, niederländischer Dirigent († 2004)
- 18. Juni: Wolfgang Zöller, deutscher Politiker und MdB
- 19. Juni: Muammar al-Gaddafi, libyscher Politiker († 2011) Muammar al-Gaddafi (links) mit Gamal Abdel Nasser, 1969

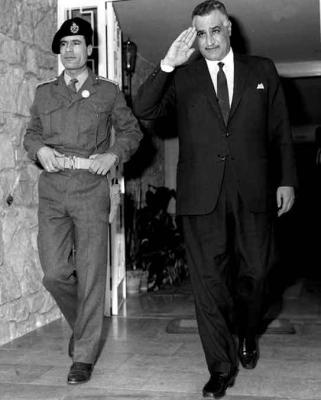
Muammar al-Gaddafi (links) mit Gamal Abdel Nasser, 1969

- 19. Juni: Bob Kasten, US-amerikanischer Politiker
- 19. Juni: Solveig Müller, deutsche Schauspielerin
- 20. Juni: Santiago Agrelo Martínez, Erzbischof von Tanger
- 20. Juni: Otto Garhofer, deutscher Fußballspieler
- 20. Juni: Heinz Kindermann, deutscher Politiker
- 20. Juni: Brian Wilson, US-amerikanischer Musiker (The Beach Boys) († 2025) Brian Wilson

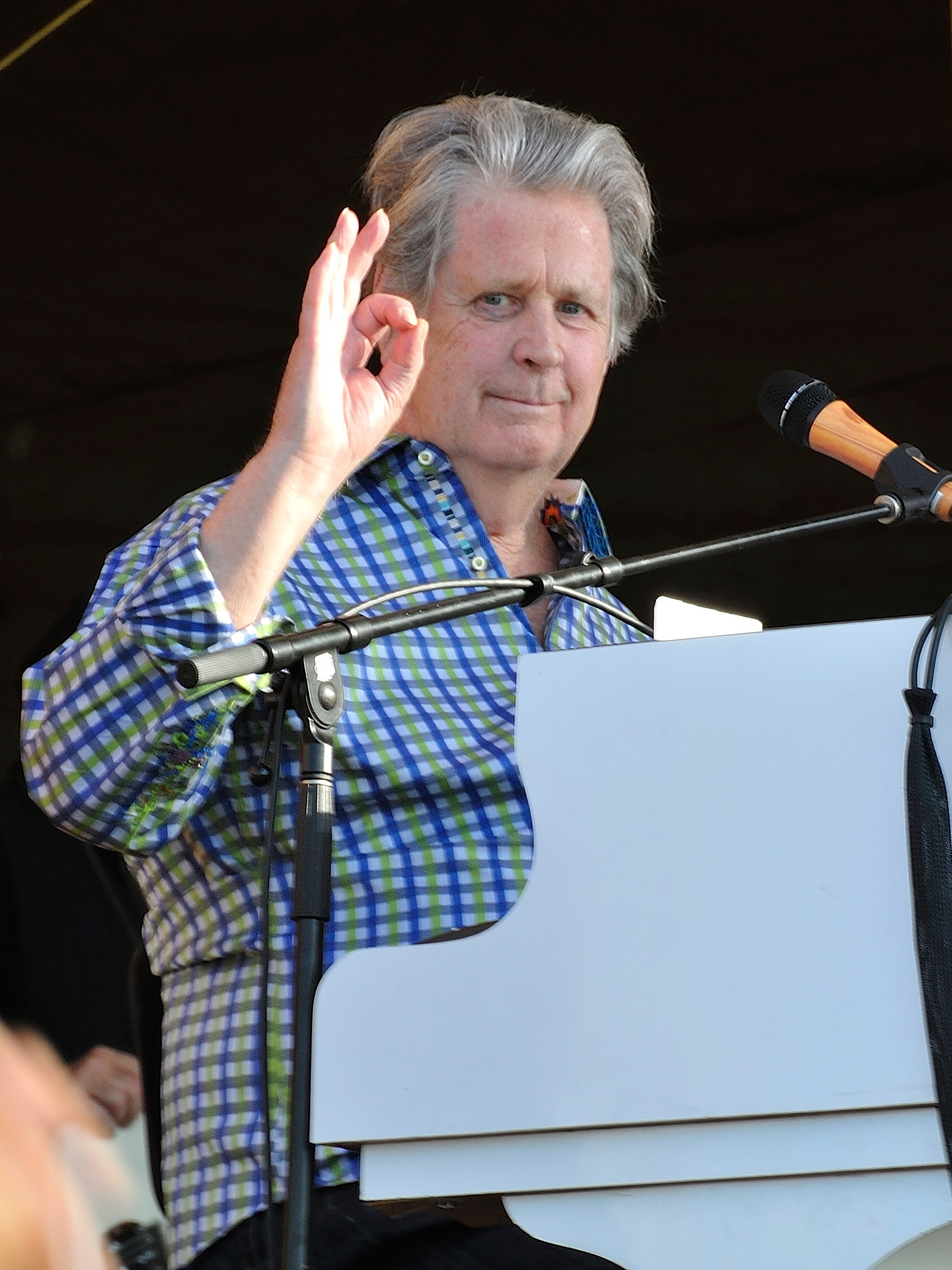
Brian Wilson

- 21. Juni: Seiji Aochi, japanischer Skispringer († 2008)
- 21. Juni: Barbara Dickmann, deutsche Journalistin
- 21. Juni: Lothar Fischer, deutscher Politiker († 2013)
- 21. Juni: Helmut Linssen, deutscher Politiker
- 21. Juni: Peter Schetty, Schweizer Automobilrennfahrer und Rennleiter der Scuderia Ferrari
- 22. Juni: Julie Corman, US-amerikanische Filmproduzentin
- 22. Juni: Laila Freivalds, schwedische Politikerin
- 22. Juni: Ehrhart Körting, deutscher Politiker
- 22. Juni: Eddie Prévost, britischer Improvisations-Schlagzeuger
- 23. Juni: Dieter Antoni, österreichischer Beamter und Politiker († 2021)
- 23. Juni: Martin Rees, britischer Astronom
- 23. Juni: Hannes Wader, deutscher Liedermacher, Sänger und Gitarrist
- 24. Juni: Uwe Appold, deutscher Diplom-Designer, Bildhauer und Maler
- 24. Juni: Arthur Brown, britischer Rocksänger
- 24. Juni: Eduardo Frei Ruiz-Tagle, chilenischer Politiker
- 24. Juni: Martin Herrenknecht, deutscher Unternehmer
- 24. Juni: Gerhard Roth, österreichischer Schriftsteller († 2022)
- 24. Juni: Fredrik Vahle, deutscher Liedermacher
- 25. Juni: Ivan Binar, tschechischer Schriftsteller und Übersetzer
- 25. Juni: Joe Chambers, US-amerikanischer Jazz-Schlagzeuger
- 25. Juni: Bengt Johansson, schwedischer Handballtrainer († 2022)
- 25. Juni: Volker David Kirchner, deutscher Komponist († 2020)
- 25. Juni: Kurt Lammert, deutscher Eishockeyspieler
- 25. Juni: Willis Reed, US-amerikanischer Basketballspieler († 2023)
- 25. Juni: Michel Tremblay, kanadischer Autor und Regisseur
- 26. Juni: Gilberto Gil, brasilianischer Musiker und Politiker
- 26. Juni: Sigrid Löffler, österreichische Publizistin und Literaturkritikerin Sigrid Löffler, 2009

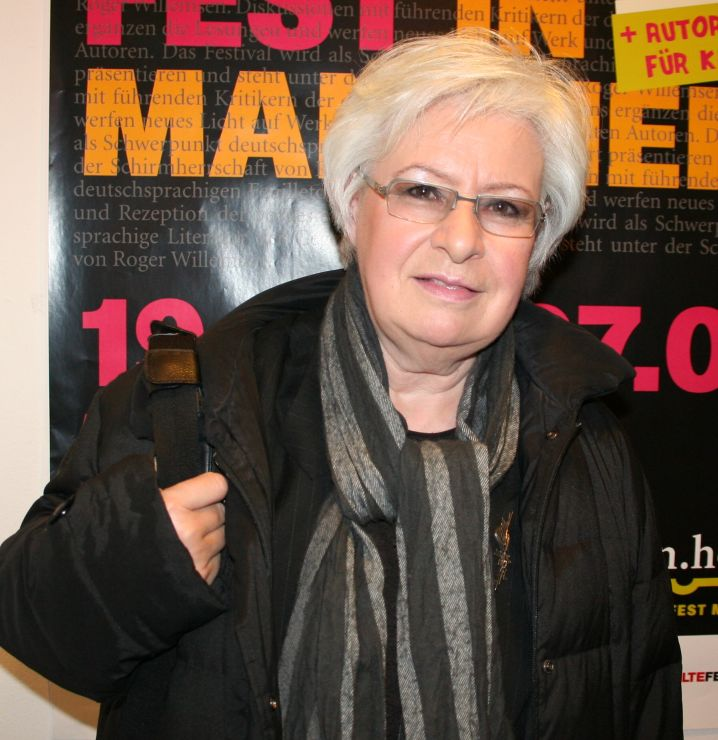
Sigrid Löffler, 2009

- 27. Juni: Klaus Arnold, deutscher Historiker († 2023)
- 27. Juni: Bruce Johnston, US-amerikanischer Musiker und Komponist Bruce Johnston (2006)

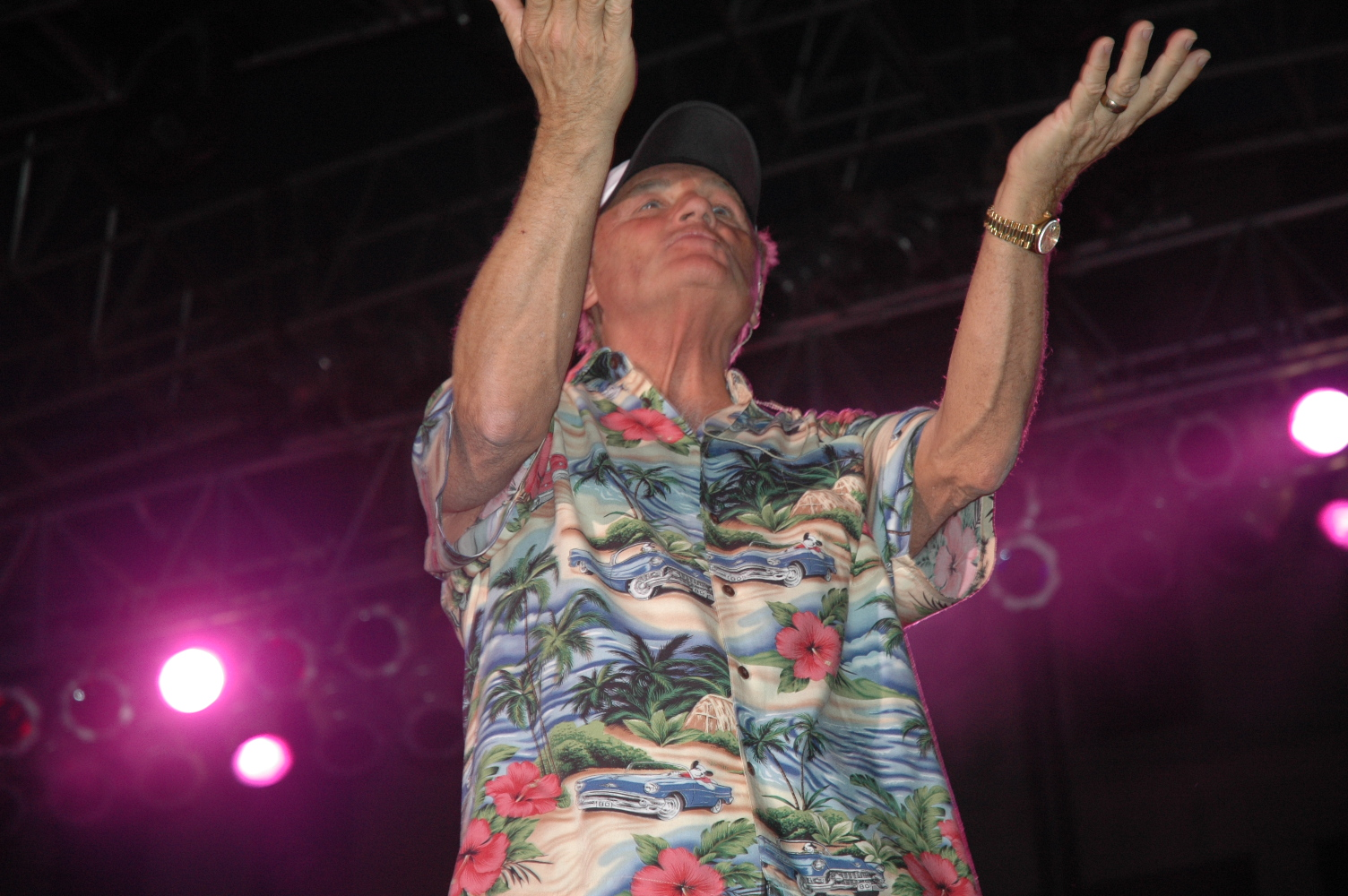
Bruce Johnston (2006)

- 27. Juni: Volker Löffler, deutscher Leichtathlet
- 27. Juni: Frank Mills, kanadischer Pianist
- 27. Juni: Ilse Neubauer, deutsche Schauspielerin
- 27. Juni: Waltraud Schoppe, deutsche Politikerin
- 28. Juni: Chris Hani, südafrikanischer Politiker († 1993)
- 28. Juni: Rupert Sheldrake, britischer Autor und Biologe
- 28. Juni: Vidosav Stevanović, serbischer Schriftsteller
- 28. Juni: Hans-Joachim Walde, deutscher Leichtathlet († 2013)
- 29. Juni: Francesco Glorioso, italienischer Ruderer († 2022)
- 29. Juni: Jurgis Juozapaitis, litauischer Komponist
- 29. Juni: Andrea Jonasson, deutsche Schauspielerin
- 29. Juni: Wolfgang Kramer, deutscher Spieleautor
- 30. Juni: Robert Ballard, US-amerikanischer Schriftsteller und Tiefsee-Wissenschaftler
- 30. Juni: Alfred Fisher, kanadischer Komponist, Pianist und Musikpädagoge († 2016)
- 30. Juni: Jens Motschmann, deutscher evangelisch-lutherischer Theologe
- 30. Juni: Klaus Renft, deutscher Musiker und Bandleader († 2006)
- 30. Juni: Friedrich von Thun, österreichischer Schauspieler

### Juli
- 01. Juli: Izzat Ibrahim ad-Duri, irakischer General († 2020)
- 01. Juli: Geneviève Bujold, franko-kanadische Filmschauspielerin
- 01. Juli: Andraé Crouch, US-amerikanischer Gospelsänger und Komponist († 2015)
- 01. Juli: Kristin Feireiss, deutsche Ausstellungskuratorin († 2025)
- 02. Juli: Michael Abene, US-amerikanischer Jazz-Pianist, Arrangeur, Komponist und Produzent
- 02. Juli: Vicente Fox, Präsident von Mexiko Vicente Fox

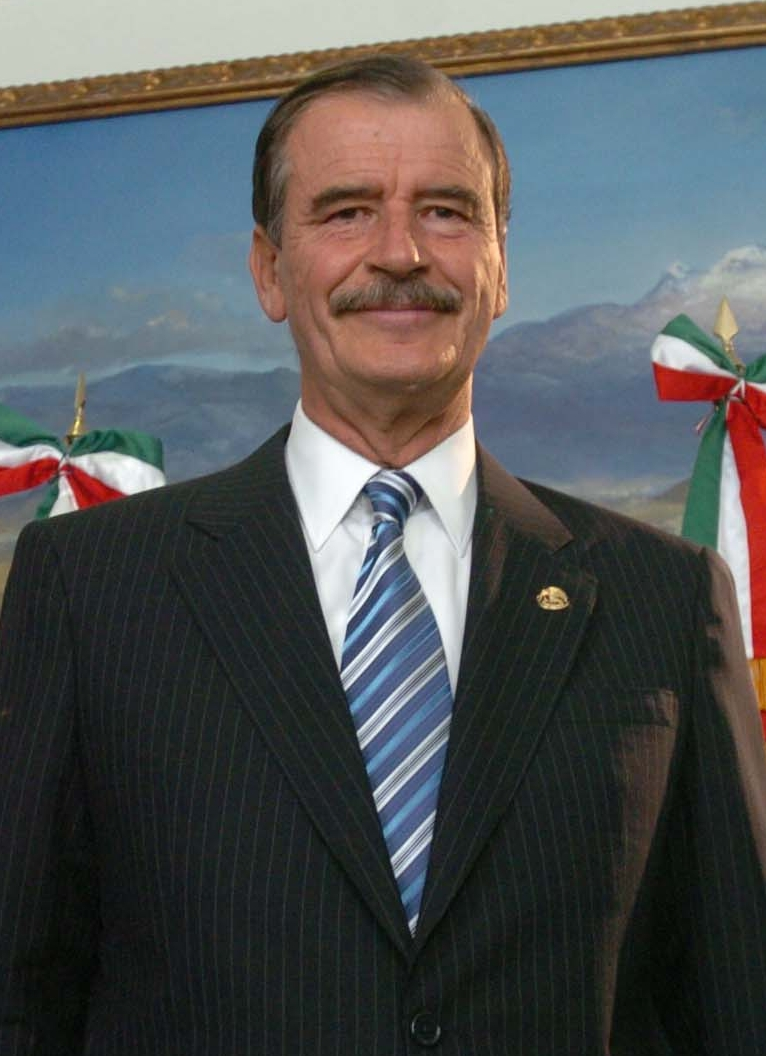
Vicente Fox

- 02. Juli: Gert Neumann, deutscher Schriftsteller
- 02. Juli: Celia Nyamweru, britisch-kenianische Kulturanthropologin und Geowissenschaftlerin
- 02. Juli: Antanas Trumpa, litauischer Unternehmer
- 02. Juli: Dieter Zurwehme, deutscher Serienmörder († 2020)
- 03. Juli: Kevin Johnson, australischer Sänger-Songwriter
- 03. Juli: Uwe Nickel, deutscher Grafiker und Maler
- 03. Juli: Gerhard Pilz, österreichischer Gewerbetreibender (Druckerei), Drehbuchautor und Schauspieler († 2016)
- 03. Juli: Allan Rae, kanadischer Komponist und Musikpädagoge
- 04. Juli: Floyd Little, US-amerikanischer American-Football-Spieler († 2021)
- 04. Juli: Michael of Kent, britischer Adliger
- 04. Juli: Peter Rowan, US-amerikanischer Bluegrass-Musiker
- 05. Juli: Matthias Bamert, Schweizer Komponist und Dirigent
- 05. Juli: Gianfranco Ghirlanda, italienischer Kardinal, Rektor der Universität Gregoriana
- 05. Juli: Hannes Löhr, deutscher Fußballspieler und -trainer († 2016)
- 06. Juli: Arthur O. Bauer, niederländischer Technikhistoriker († 2025)
- 07. Juli: Eric Chapuis, Schweizer Automobilrennfahrer
- 07. Juli: Abdul Hamid II, pakistanischer Feldhockeyspieler
- 07. Juli: Rod Hebron, kanadischer Skirennläufer († 2023)
- 09. Juli: Denis Payot, Schweizer Rechtsanwalt († 1990)
- 09. Juli: Richard Roundtree, US-amerikanischer Filmschauspieler († 2023)
- 10. Juli: Hermann Burger, Schweizer Schriftsteller († 1989)
- 10. Juli: Ronnie James Dio, US-amerikanischer Musiker († 2010) Ronnie James Dio, 2009

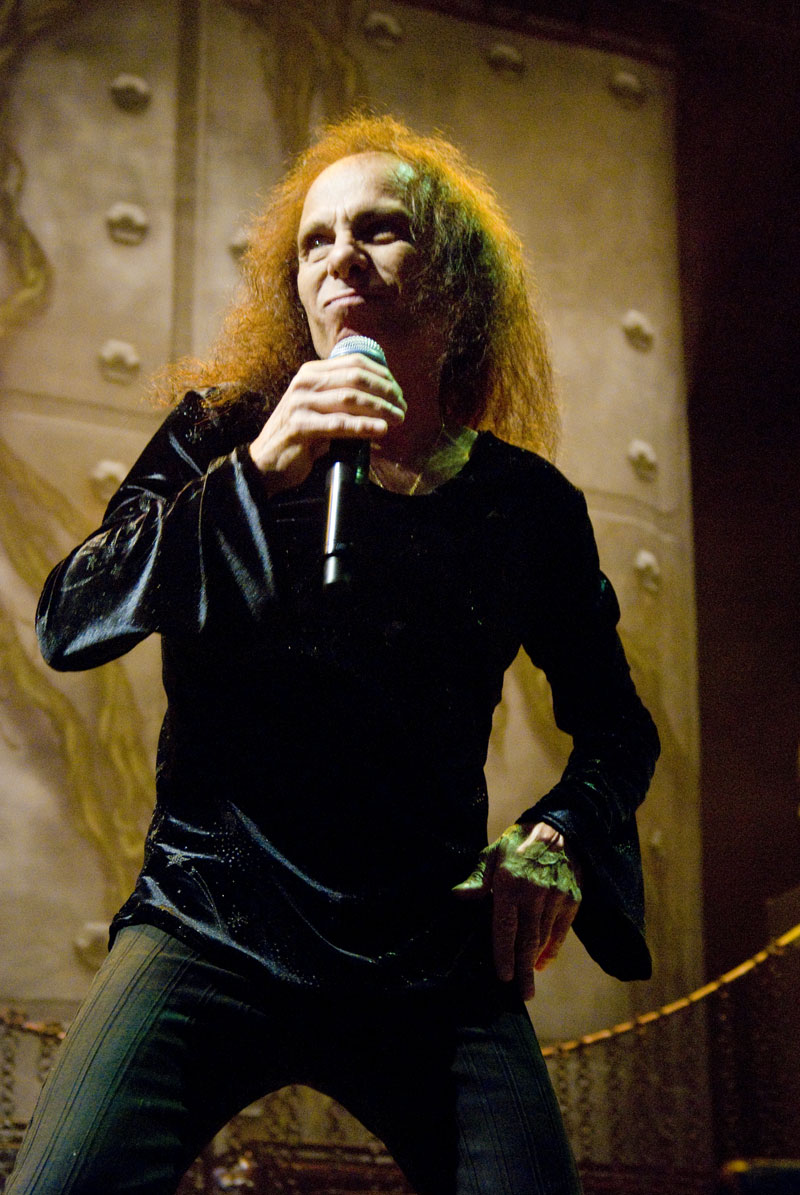
Ronnie James Dio, 2009

- 10. Juli: Franz-Josef Hönig, deutscher Fußballspieler
- 10. Juli: Mirjana Marković, serbische Politikerin († 2019)
- 10. Juli: Peter Rühring, deutscher Schauspieler († 2025)
- 11. Juli: Daphne Marlatt, kanadische Schriftstellerin australischer Herkunft
- 11. Juli: Tomasz Stańko, polnischer Jazztrompeter († 2018)
- 12. Juli: Lothar Ledderose, deutscher Kunsthistoriker
- 12. Juli: Richard Stoltzman, US-amerikanischer Klarinettist
- 13. Juli: Rudolf Albrecht, Vertreter der kirchlichen Friedensbewegung in der DDR († 2015)
- 13. Juli: Rod Chandler, US-amerikanischer Politiker
- 13. Juli: Harrison Ford, US-amerikanischer Schauspieler Harrison Ford bei den Dreharbeiten zu Indiana Jones und das Königreich des Kristallschädels

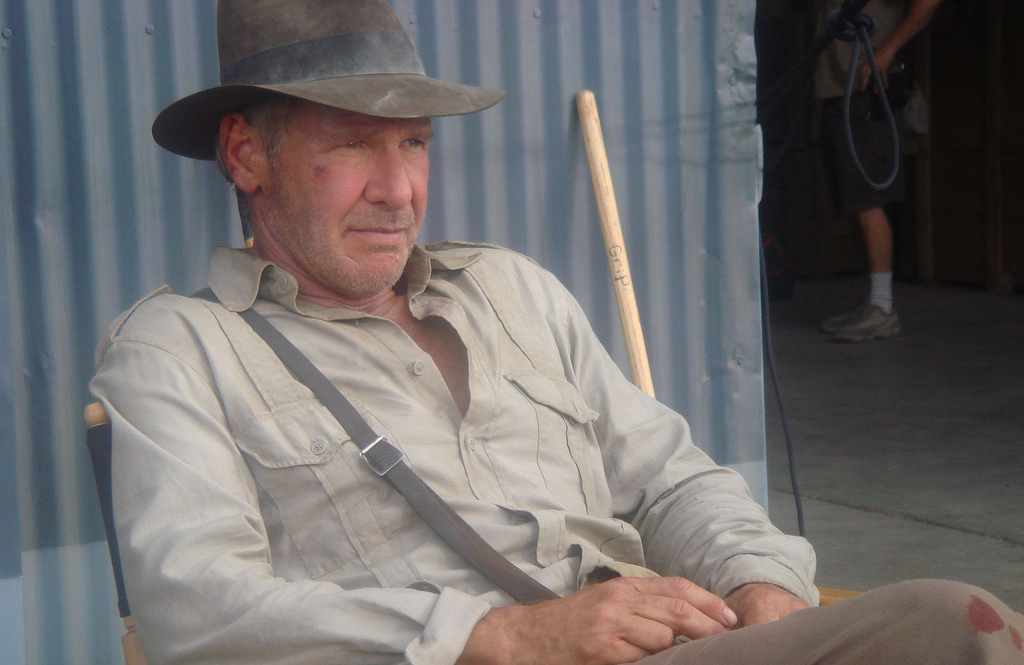
Harrison Ford bei den Dreharbeiten zu Indiana Jones und das Königreich des Kristallschädels

- 13. Juli: Gerhard Hetz, deutscher Schwimmer († 2012)
- 13. Juli: Egbert Hirschfelder, deutscher Ruderer († 2022)
- 13. Juli: Roger McGuinn, US-amerikanischer Musiker
- 13. Juli: Vladimír Smutný, tschechischer Kameramann († 2025)
- 13. Juli: Helmut Weber, deutscher Arzt
- 14. Juli: Peter Hanser-Strecker, deutscher Musikverleger
- 14. Juli: Javier Solana, spanischer Politiker und Außenminister der EU
- 16. Juli: Margaret Court, australische Tennisspielerin
- 16. Juli: Rainer Kuhlmey, deutscher Tennisspieler
- 17. Juli: France Anglade, französische Schauspielerin († 2014)
- 17. Juli: Connie Hawkins, US-amerikanischer Basketballspieler († 2017)
- 17. Juli: Rainer Marr, deutscher Wirtschaftswissenschaftler
- 17. Juli: Leo van Oostrom, niederländischer Saxophonist und Musikpädagoge
- 17. Juli: Michael Seresin, neuseeländischer Kameramann und Filmregisseur
- 18. Juli: Giacinto Facchetti, italienischer Fußballspieler († 2006)
- 18. Juli: Klaus Göbel, deutscher Musiker († 2021)
- 18. Juli: Walter Kreye, deutscher Schauspieler
- 18. Juli: Arrigo Miglio, italienischer Kardinal, Erzbischof von Cagliari
- 18. Juli: Adolf Ogi, Schweizer Politiker
- 19. Juli: Xago, deutscher Maler und Grafiker
- 21. Juli: Alfred Gomolka, deutscher Politiker und Mitglied des Europäischen Parlaments († 2020)
- 21. Juli: Klaus-Rüdiger Landowsky, deutscher Politiker (CDU)
- 21. Juli: Gabriel Sala, argentinischer Choreograph und Tanzpädagoge
- 22. Juli: Toyohiro Akiyama, japanischer Fernsehjournalist und Kosmonaut
- 22. Juli: Peter Habeler, österreichischer Extrembergsteiger und Abenteurer
- 22. Juli: Bernd Schröder, deutscher Fußballtrainer
- 23. Juli: Edda Müller, deutsche Politikerin
- 23. Juli: Carmen Nolting, deutsche Textilgestalterin
- 23. Juli: Ulrich Teichler, deutscher Hochschulforscher
- 24. Juli: Gernot Endemann, deutscher Schauspieler und Synchronsprecher († 2020)
- 24. Juli: Mike Yaconelli, US-amerikanischer Pastor, Autor und Satiriker († 2003)
- 25. Juli: J. Brian Atwood, US-amerikanischer Regierungsbeamter und Hochschullehrer
- 25. Juli: Manfried Rauchensteiner, österreichischer Militärhistoriker
- 25. Juli: Karl Wieghardt, deutscher Chemiker
- 26. Juli: Hannelore Elsner, deutsche Schauspielerin († 2019) Hannelore Elsner, 2011

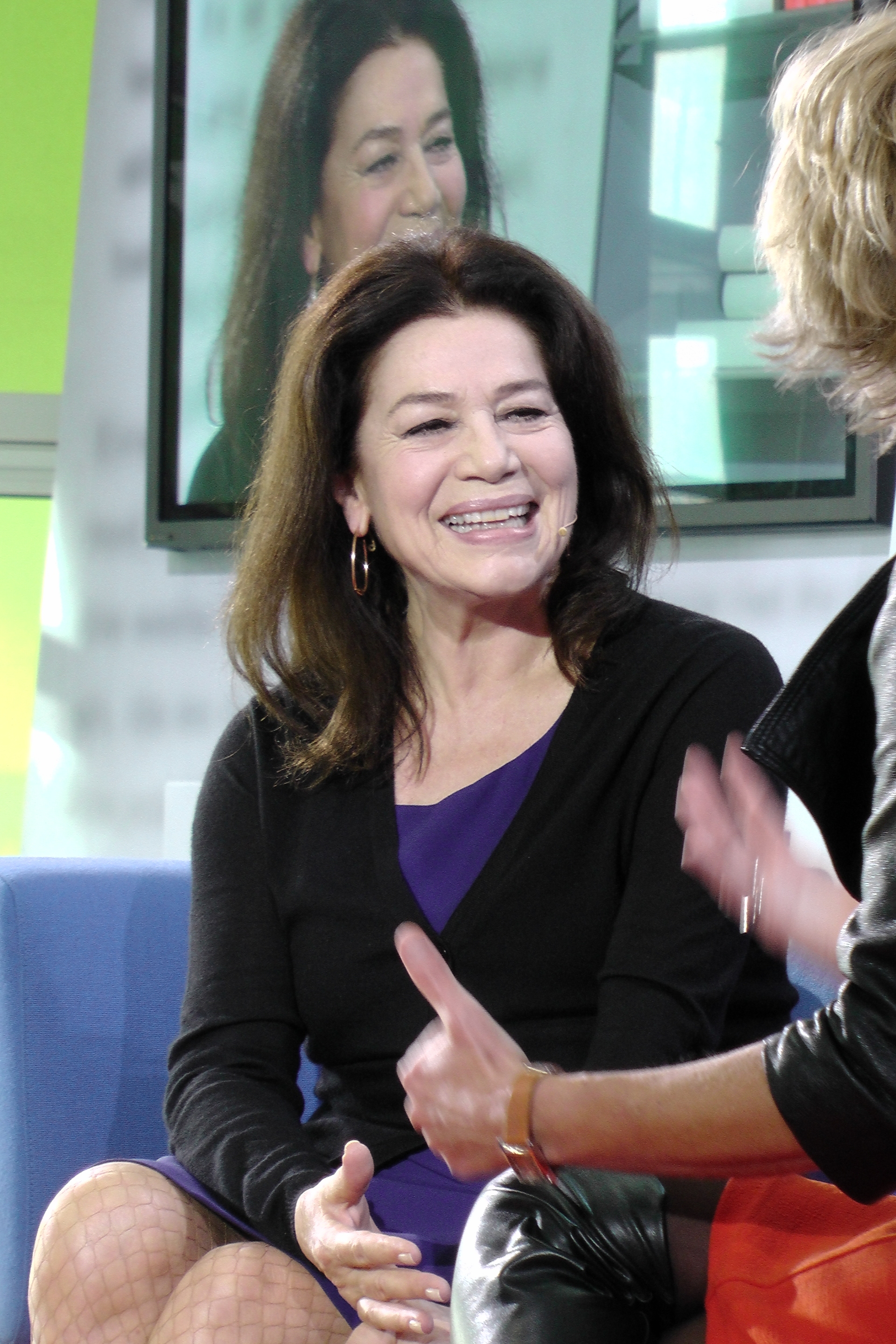
Hannelore Elsner, 2011

- 26. Juli: Barry Graves, deutscher Journalist, Autor und Radiomoderator († 1994)
- 26. Juli: Vladimír Mečiar, slowakischer Politiker
- 27. Juli: Volker Bienengräber, deutscher Mediziner und Hochschullehrer († 2013)
- 27. Juli: Lanny Flaherty, US-amerikanischer Schauspieler († 2024)
- 27. Juli: T. Sankaran, indischer Perkussionist
- 28. Juli: Neilia Hunter Biden, US-amerikanische Lehrerin und erste Ehefrau Joe Bidens († 1972)
- 28. Juli: Bolesław Kwiatkowski, polnischer Basketballspieler († 2021)
- 28. Juli: Tsuyoshi Tsutsumi, japanischer Cellist und Musikpädagoge
- 29. Juli: Sten Nadolny, deutscher Schriftsteller
- 30. Juli: Harald Bretschneider, deutscher evangelischer Pfarrer
- 30. Juli: Sergio Ferrero, italienischer Künstler und Extremsportler
- 31. Juli: Daniel Boone, britischer Sänger († 2023)
- 31. Juli: Hartmut Mehdorn, deutscher Industriemanager und ehemaliger Vorstandsvorsitzender der Deutschen Bahn AG

### August
- 01. August: Claes-Håkan Ahnsjö, schwedischer Tenor
- 01. August: Kent Andersson, schwedischer Motorradrennfahrer († 2006)
- 01. August: Clive Baker, britischer Automobilrennfahrer
- 01. August: Pietro Bellotti, italienischer Ringer († 2022)
- 01. August: Jerry García, Musiker und Bandleader der Grateful Dead († 1995)
- 01. August: Anne Linsel, deutsche Filmemacherin
- 01. August: Adriano Sofri, italienischer Journalist
- 02. August: Isabel Allende, chilenisch-US-amerikanische Schriftstellerin
- 02. August: Tonino Ascari, italienischer Automobilrennfahrer und Unternehmer († 2008)
- 02. August: Leo Beenhakker, niederländischer Fußballtrainer († 2025)
- 02. August: Chester Leo Helms, Mitgründer der Gruppe Big Brother & the Holding Company († 2005)
- 02. August: Greg Steinke, US-amerikanischer Komponist, Musikpädagoge und Oboist
- 03. August: Friedel Grützmacher, deutsche Politikerin
- 03. August: Gudrun Gundelach, deutsche Schauspielerin
- 03. August: Hugo Simon, österreichischer Springreiter
- 04. August: Don S. Davis, US-amerikanischer Schauspieler († 2008)
- 04. August: David Lange, Premierminister von Neuseeland 1984–1989 († 2005)
- 04. August: Walter Stürm, Schweizer Ausbrecherkönig in den 1970er- bis 1990er-Jahren († 1999)
- 04. August: Gunter Thielen, Vorstandsvorsitzender der Bertelsmann AG
- 05. August: Igor Luther, slowakischer Kameramann († 2020)
- 05. August: Sergio Ramírez, nicaraguanischer Schriftsteller und Politiker
- 06. August: Faiz Mohammed Askar, afghanischer Ringer
- 06. August: Evelyn Hamann, deutsche Schauspielerin († 2007) Evelyn Hamann (frühe 1980er)

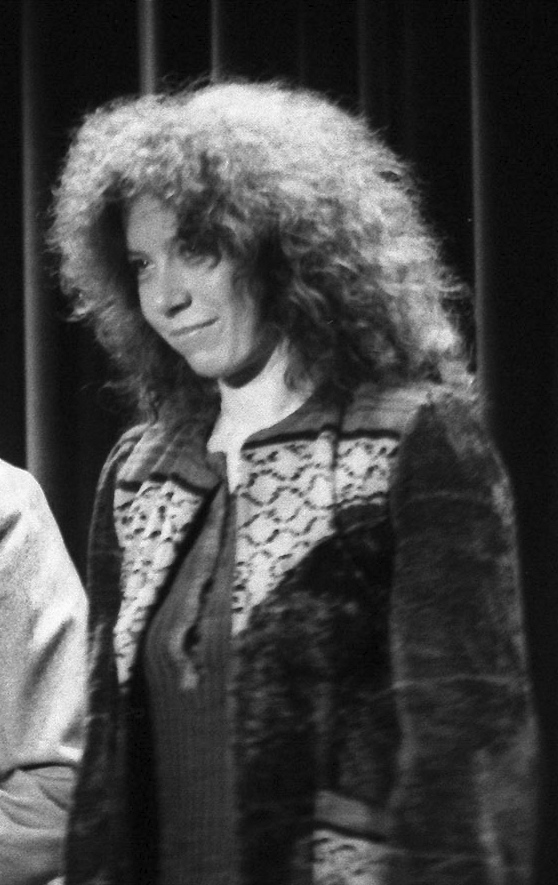
Evelyn Hamann (frühe 1980er)

- 06. August: Jean-Marie Jacquemin, belgischer Automobilrennfahrer
- 06. August: Byard Lancaster, US-amerikanischer Jazzsaxophonist und -flötist († 2012)
- 07. August: Niels Andersen, dänischer Schauspieler und Theaterregisseur
- 07. August: Tobin Bell, US-amerikanischer Schauspieler
- 07. August: Sigfried Held, deutscher Fußballspieler
- 07. August: Carlos Monzón, argentinischer Boxer († 1995)
- 07. August: B. J. Thomas, US-amerikanischer Pop- und Countrysänger († 2021)
- 07. August: Caetano Veloso, brasilianischer Sänger, Komponist und Liedermacher
- 08. August: Richard Bulheller, deutscher Brigadegeneral
- 09. August: Ernst-Günter Afting, deutscher Biochemiker
- 09. August: Frans Cornelis Adrianus van Anraat, niederländischer Unternehmer und Kriegsverbrecher
- 09. August: Jack DeJohnette, US-amerikanischer Jazz-Schlagzeuger und Pianist
- 09. August: Karol Sidon, tschechischer Schriftsteller und Rabbiner
- 10. August: John Bailey, US-amerikanischer Kameramann († 2023)
- 10. August: Giovanni Lodetti, italienischer Fußballspieler († 2023)
- 10. August: Ronald Mönch, deutscher Jurist († 2025)
- 10. August: Norbert Schultze junior, deutscher Komponist und Regisseur († 2020)
- 11. August: Laurel Goodwin, US-amerikanische Schauspielerin († 2022)
- 11. August: Volker Neumann, deutscher Verlagsmanager
- 12. August: Volker Anding, deutscher Botschafter († 2024)
- 12. August: Wolfgang Huber, ehemaliger Ratsvorsitzender der Evangelischen Kirche in Deutschland (EKD)
- 12. August: Hans-Wilhelm Müller-Wohlfahrt, deutscher Orthopäde und Sportmediziner
- 12. August: David Munrow, englischer Musiker und Musikwissenschaftler († 1976)
- 12. August: Martin Seligman, US-amerikanischer Psychologe
- 13. August: Sheila Armstrong, englische Sopranistin
- 13. August: Mike Beuttler, britischer Automobilrennfahrer († 1988)
- 13. August: Hissène Habré, Politiker des Tschad († 2021)
- 13. August: Son Seals, US-amerikanischer Blues-Musiker († 2004)
- 14. August: Alberto Abruzzese, italienischer Literatur- und Medienwissenschaftler
- 14. August: Molefi Kete Asante, US-amerikanischer Autor und Afrozentrist
- 15. August: Toni Catany, spanischer Fotograf († 2013)
- 15. August: Luigi Chinetti junior, US-amerikanischer Automobilrennfahrer
- 15. August: Gerhard Roth, deutscher Biologe († 2023)
- 15. August: Stefano Sebastiani, italienischer Automobilrennfahrer
- 15. August: Friede Springer, deutsche Verlegerin Friede Springer, 2014

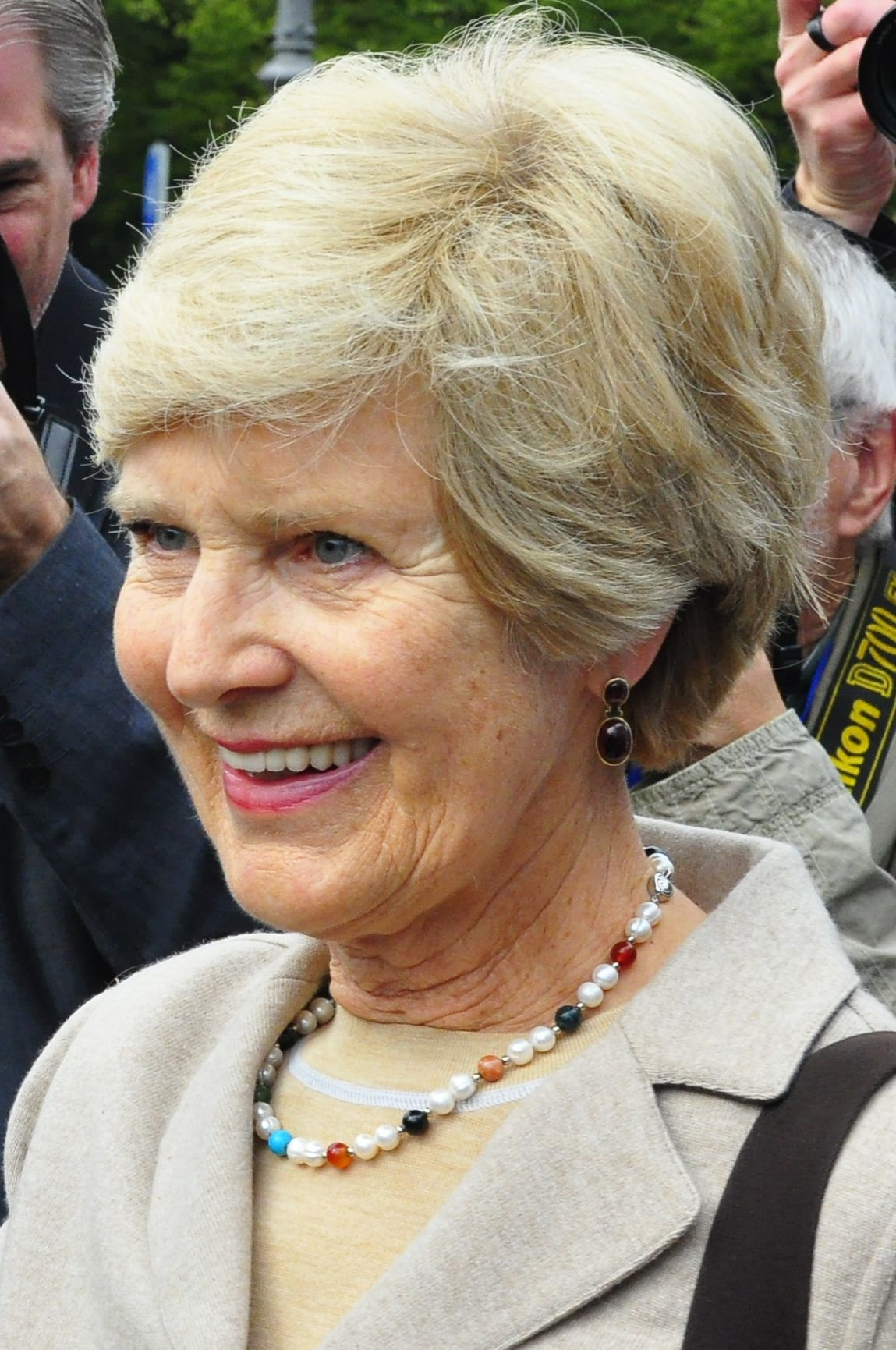
Friede Springer, 2014

- 15. August: Krista Stadler, österreichische Schauspielerin
- 15. August: Pete York, britischer Rockmusiker, Schlagzeuger
- 16. August: Dietrich Hollinderbäumer, deutsch-schwedischer Schauspieler
- 16. August: Reinhard Klimmt, deutscher Politiker
- 16. August: Lesley Turner, australische Tennisspielerin
- 16. August: John E. Woods, US-amerikanischer Übersetzer († 2023)
- 17. August: Müslüm Məhəmməd oğlu Maqomayev, aserbaidschanischer Opern- und Schlagersänger († 2008)
- 18. August: Lauro António de Carvalho Torres Corado, portugiesischer Regisseur († 2022)
- 18. August: Martin Germann, Schweizer Bibliothekar und Sachbuchautor
- 19. August: Gerda Kupferschmied, deutsche Hochspringerin
- 19. August: Glenn McConkey, US-amerikanische Skirennläuferin († 2022)
- 19. August: Walter Winkler, deutscher Jurist († 2022)
- 20. August: Denis Dayan, französischer Automobilrennfahrer († 1970)
- 20. August: Hermann Haverkamp, deutscher Wasserballspieler († 2021)
- 20. August: Isaac Hayes, US-amerikanischer Soulmusiker und Komponist († 2008)
- 20. August: Bernd Kannenberg, deutscher Leichtathlet († 2021)
- 20. August: Hans-Joachim Klein, deutscher Schwimmer
- 20. August: Bernd Podak, deutscher Handballtorwart († 2018)
- 21. August: Herbert Bönnen, deutscher Fußballspieler
- 21. August: Volker Danner, deutscher Fußballspieler († 2005)
- 21. August: Tommy Kent, deutscher Schlagersänger, Schauspieler, Maler und Architekt († 2022)
- 21. August: Arthur Langerman, belgischer Antisemitismus-Sammler
- 21. August: John Rigby, australischer Schwimmer († 2022)
- 21. August: Ernst Welteke, deutscher SPD-Politiker und Volkswirt; ehemal. Bundesbankpräsident
- 22. August: Monika Lundi, deutsche Schauspielerin († 2025)
- 22. August: Harald Norpoth, deutscher Leichtathlet
- 23. August: Jürg Stenzl, Schweizer Musikwissenschaftler, Autor und Hochschullehrer
- 24. August: Barthélemy Adoukonou, beninischer Theologe und Kurienbischof
- 24. August: Gerhard Garbers, deutscher Schauspieler († 2025)
- 24. August: Karlheinz Guttmacher, deutscher Politiker
- 24. August: Hans Peter Korff, deutscher Schauspieler († 2025) Hans Peter Korff

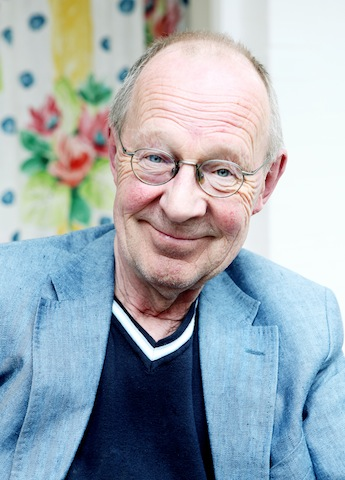
Hans Peter Korff

- 24. August: Ernst-Joachim Küppers, deutscher Schwimmer († 2025)
- 24. August: Giovanni Migliorati, italienischer Bischof († 2016)
- 24. August: Frank-Michael Pietzsch, deutscher Politiker
- 24. August: Karen Uhlenbeck, US-amerikanische Mathematikerin
- 25. August: Nathan Deal, US-amerikanischer Politiker
- 25. August: Frances Itani, kanadische Schriftstellerin und Lyrikerin
- 25. August: Howard Jacobson, britischer Schriftsteller
- 25. August: Oreal Perras, kanadischer Profi-Wrestler († 2017)
- 25. August: Hilde Zach, österreichische Kommunalpolitikerin († 2011)
- 26. August: Amelia Louer, niederländische Leichtathletin († 2021)
- 26. August: Hubert Raudaschl, österreichischer Segler
- 27. August: Tanya Maria Atwater, US-amerikanische Geophysikerin und Meeresgeologin
- 27. August: Tom Belsø, dänischer Automobilrennfahrer († 2020)
- 27. August: Barbara Duden, deutsche Medizinhistorikerin
- 27. August: Bill Ivy, britischer Motorradrennfahrer († 1969)
- 27. August: Per Stig Møller, dänischer Außenminister
- 28. August: Giacomo Caliendo, italienischer Politiker († 2025)
- 28. August: Ali Podrimja, kosovo-albanischer Lyriker († 2012)
- 28. August: Henning Schulte-Noelle, deutscher Manager, Vorstandsvorsitzender der Allianz AG
- 28. August: José Eduardo dos Santos, angolanischer Politiker († 2022) José Eduardo dos Santos

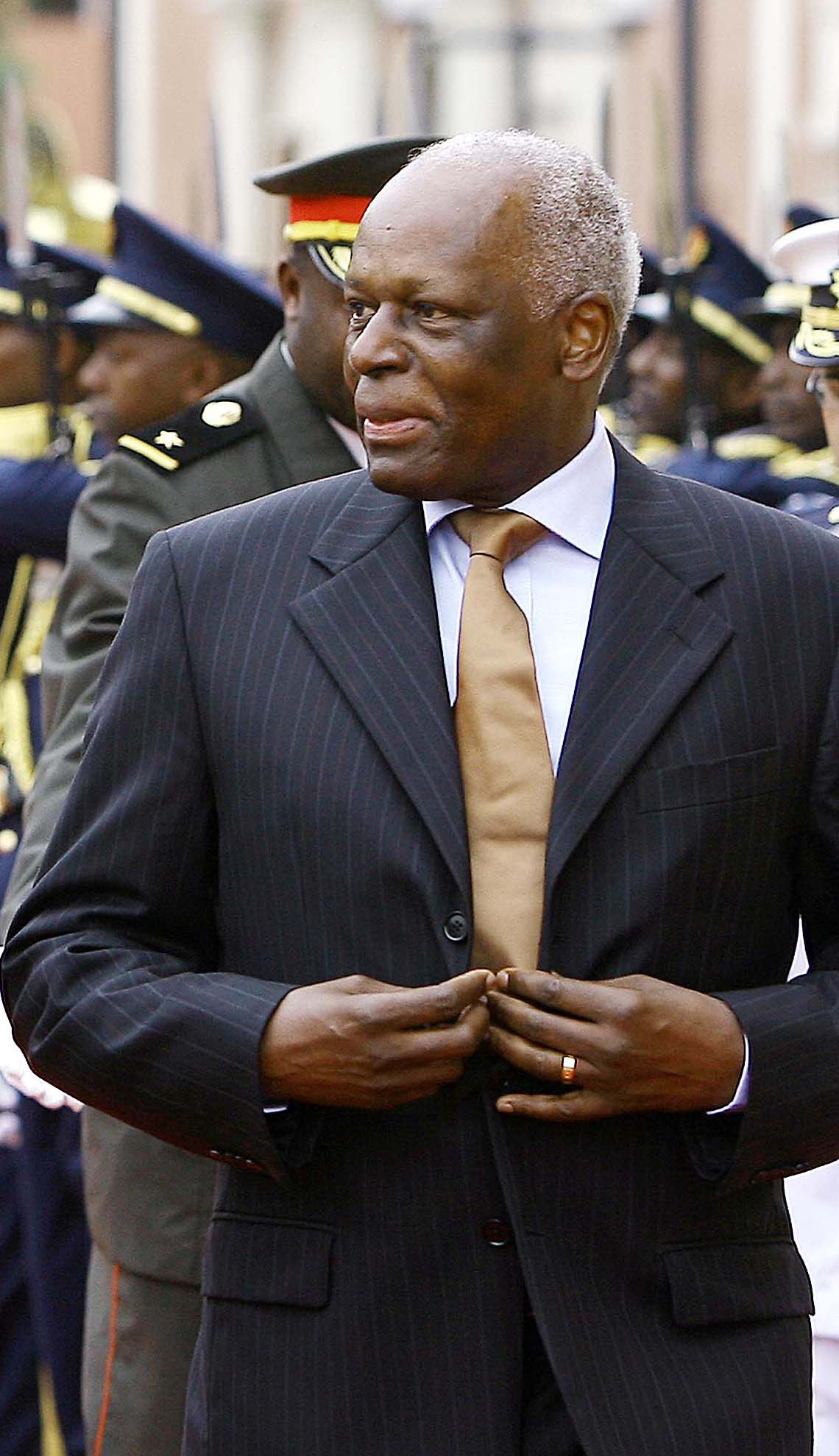
José Eduardo dos Santos

- 28. August: Jorge Urosa, Kardinal, Erzbischof von Caracas († 2021)
- 29. August: Gottfried John, deutscher Schauspieler († 2014)
- 29. August: Federico Lombardi, Leiter des vatikanischen Presseamtes
- 29. August: Sterling Morrison, britischer Musiker und Gitarrist († 1995)
- 29. August: Cornelie Sonntag-Wolgast, deutsche Politikerin
- 29. August: Coen Zuidema, niederländischer Schachspieler
- 30. August: Jonathan William Patrick Aitken, britischer Politiker
- 30. August: Yvon Ambrose, indischer Bischof von Tuticorin
- 31. August: Isao Aoki, japanischer Profigolfer
- 31. August: Joachim Behne, deutscher Brigadegeneral
- 31. August: Alessandro Pesenti-Rossi, italienischer Automobilrennfahrer
- 31. August: Raymond Ranjeva, madagassischer Jurist und Vizepräsident des Internationalen Gerichtshofes

### September
- 01. September: Hans Achterhuis, niederländischer Professor für angewandte Philosophie
- 01. September: Charlie Brooks, US-amerikanischer Mörder († 1982)
- 01. September: António Lobo Antunes, portugiesischer Schriftsteller
- 01. September: Ian Maddieson, US-amerikanischer Linguist († 2025)
- 01. September: Friedrich-Carl Wodarz, deutscher Politiker
- 02. September: Rodrigo Lloreda Caicedo, kolumbianischer Politiker († 2000)
- 03. September: Alan Jardine, US-amerikanischer Musiker und Gründungsmitglied der The Beach Boys
- 03. September: Claire Krähenbühl, Schweizer Schriftstellerin
- 04. September: Ernesto Agazzi Sarasola, uruguayischer Politiker und Agrar-Ingenieur
- 04. September: Brian Cherney, kanadischer Komponist
- 04. September: Merald „Bubba“ Knight, US-amerikanischer Sänger („Gladys Knight & the Pips“)
- 05. September: Ahmed ibn Abd al-Aziz Al Saud, saudischer Prinz
- 05. September: Werner Herzog, deutscher Filmregisseur Werner Herzog, 2009

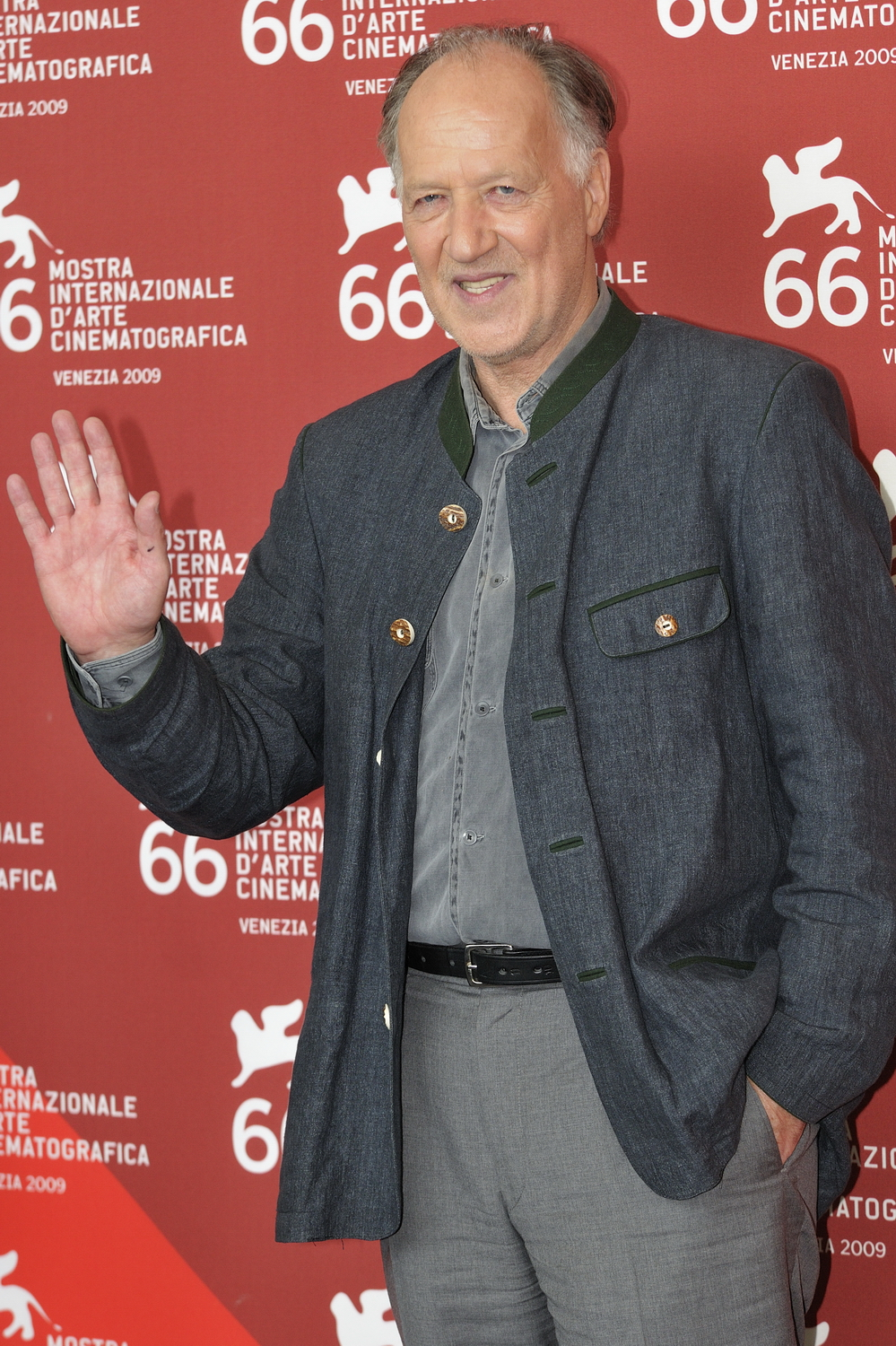
Werner Herzog, 2009

- 05. September: Bonga Kuenda, angolanischer Popsänger und Liedschreiber
- 05. September: Eduardo Mata, mexikanischer Komponist († 1995)
- 05. September: Norbert Trelle, emeritierter Bischof von Hildesheim
- 06. September: Dave Bargeron, US-amerikanischer Jazzposaunist und Tubist († 2025)
- 06. September: Al Dacascos, US-amerikanischer Kampfsportler, Begründer des Wun-Hop-Kuen-Do-Stils
- 07. September: Uwe Rosenbaum, deutscher Journalist und Medienmanager
- 08. September: Detlef Parr, deutscher Politiker
- 09. September: Ted Herold, deutscher Sänger († 2021)
- 09. September: Danny Kalb, US-amerikanischer Musiker, Gitarrist († 2022)
- 10. September: Peter Benz, deutscher Politiker
- 10. September: Volker Neumann, deutscher Politiker und MdB
- 11. September: Harro Ohlenburg, deutscher Hochschulrektor († 2011)
- 11. September: Marybeth Tinning, US-amerikanische Serienmörderin
- 12. September: Mario Frustalupi, italienischer Fußballspieler († 1990)
- 12. September: Angelika Rochhausen, deutsche Malerin († 2017)
- 12. September: Delme Thomas, walisischer Rugbyspieler
- 13. September: Sōichi Aikawa, japanischer Politiker († 2021)
- 14. September: Manfred Butzmann, deutscher Grafiker
- 14. September: Marc-Kanyan Case, französischer Fußballspieler († 2023)
- 14. September: Oliver Lake, US-amerikanischer Jazzmusiker
- 14. September: Bernard MacLaverty, nordirischer Schriftsteller
- 14. September: Kuldar Sink, estnischer Komponist († 1995)
- 15. September: Thomas Astan, deutscher Ordenspriester und Schauspieler († 2024)
- 15. September: Emmerson Mnangagwa, simbabwischer Politiker
- 15. September: Wen Jiabao, chinesischer Politiker
- 16. September: Beverly Aadland, US-amerikanische Schauspielerin († 2010)
- 16. September: Ingrid Stahmer, deutsche Politikerin († 2020)
- 16. September: Gabrielle Traxler, österreichische Politikerin († 2015)
- 17. September: Anke Brunn, deutsche Politikerin
- 17. September: Robert Graysmith, US-amerikanischer Sachbuchautor
- 17. September: Johannes Heinrichs, deutscher Sozialphilosoph
- 17. September: Michael Krampitz, deutscher Fußballspieler († 2023)
- 18. September: Udo Andriof, deutscher Jurist
- 18. September: Horst Gecks, deutscher Fußballspieler
- 18. September: Gerhard Kentschke, deutscher Fußballspieler
- 18. September: Fafa Edrissa M’Bai, gambischer Politiker († 2025)
- 18. September: Imant Raminsh, kanadischer Komponist, Dirigent und Chorleiter
- 18. September: Marco Rota, italienischer Zeichner von Disney-Comics
- 18. September: Wolfgang Schäuble, deutscher Politiker und Bundesminister († 2023) Wolfgang Schäuble, 2006

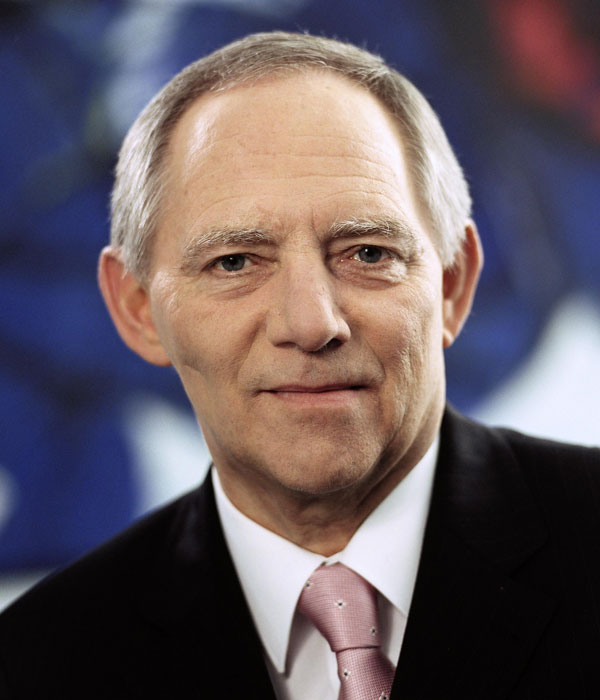
Wolfgang Schäuble, 2006

- 19. September: Hossein Amanat, iranisch-kanadischer Architekt
- 19. September: Peter Gäng, deutscher Philosoph und Indologe
- 19. September: Wally Hilgenberg, US-amerikanischer American-Football-Spieler († 2008)
- 20. September: Mike Cooper, englischer Gitarrist und Sänger
- 20. September: Jürgen Hart, deutscher Kabarettist († 2002)
- 20. September: Susanna Kubelka, österreichische Schriftstellerin († 2024)
- 21. September: Peter van Inwagen, US-amerikanischer Philosoph
- 22. September: Alan Robert Rogowski, US-amerikanischer Wrestler und Manager († 2024)
- 22. September: Gail Bowen, kanadische Schriftstellerin, Hochschullehrerin und Dramatikerin
- 22. September: Giuseppe Ros, italienischer Boxer († 2022)
- 22. September: David Stern, US-amerikanischer Manager, Commissioner der NBA († 2020)
- 23. September: Mathew Anikuzhikattil, indischer Bischof († 2020)
- 23. September: Wuelfo Gutiérrez, kubanischer Sänger († 2005)
- 23. September: Randolf Kronberg, deutscher Schauspieler und Synchronsprecher († 2007)
- 23. September: Jeremy Steig, US-amerikanischer Jazz-Flötist († 2016)
- 24. September: Mike Berry, britischer Sänger und Schauspieler († 2025)
- 24. September: Gerry Marsden, britischer Sänger und Musiker († 2021)
- 24. September: Gerhard Rübenkönig, deutscher Politiker und MdB
- 24. September: Hansi Schmidt, rumänisch-deutscher Handballspieler († 2023)
- 24. September: Erik Silvester, deutscher Schlagersänger und Produzent († 2008)
- 25. September: Óscar Bonavena, argentinischer Schwergewichtsboxer († 1976)
- 25. September: Henri Pescarolo, französischer Automobilrennfahrer
- 25. September: Volker Rühe, deutscher Politiker Volker Rühe, 2001

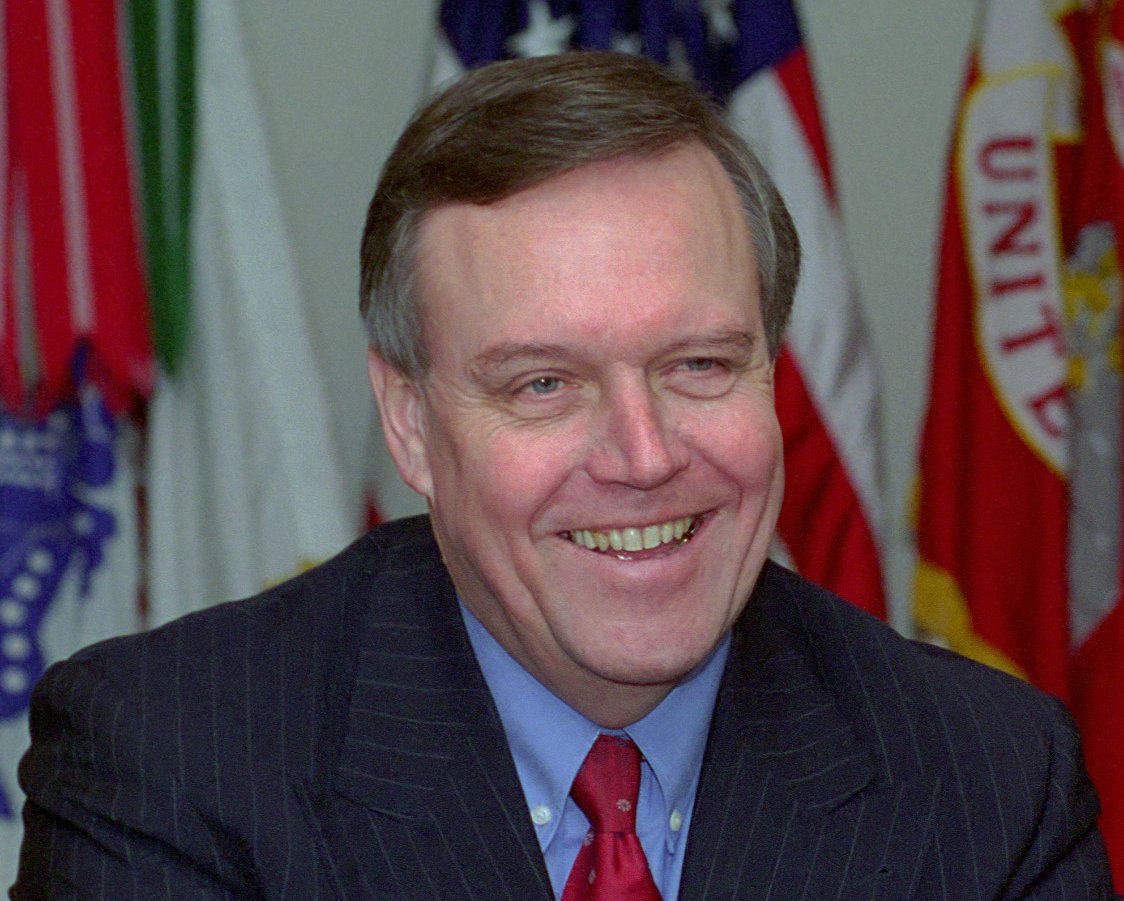
Volker Rühe, 2001

- 25. September: Franz Ruland, Geschäftsführer des Verbandes Deutscher Rentenversicherungsträger
- 25. September: John Taylor, britischer Jazzmusiker († 2015)
- 25. September: Rainer Trübsbach, deutscher Historiker
- 26. September: Ingrid Mickler-Becker, deutsche Leichtathletin
- 27. September: Graeme Clifford, australischer Filmeditor und Filmregisseur
- 27. September: Alvin Stardust, britischer Rockmusiker und Schauspieler († 2014)
- 28. September: Manfred Durban, deutscher Musiker († 2016)
- 28. September: Donna Leon, US-amerikanische Schriftstellerin Donna Leon, 2010

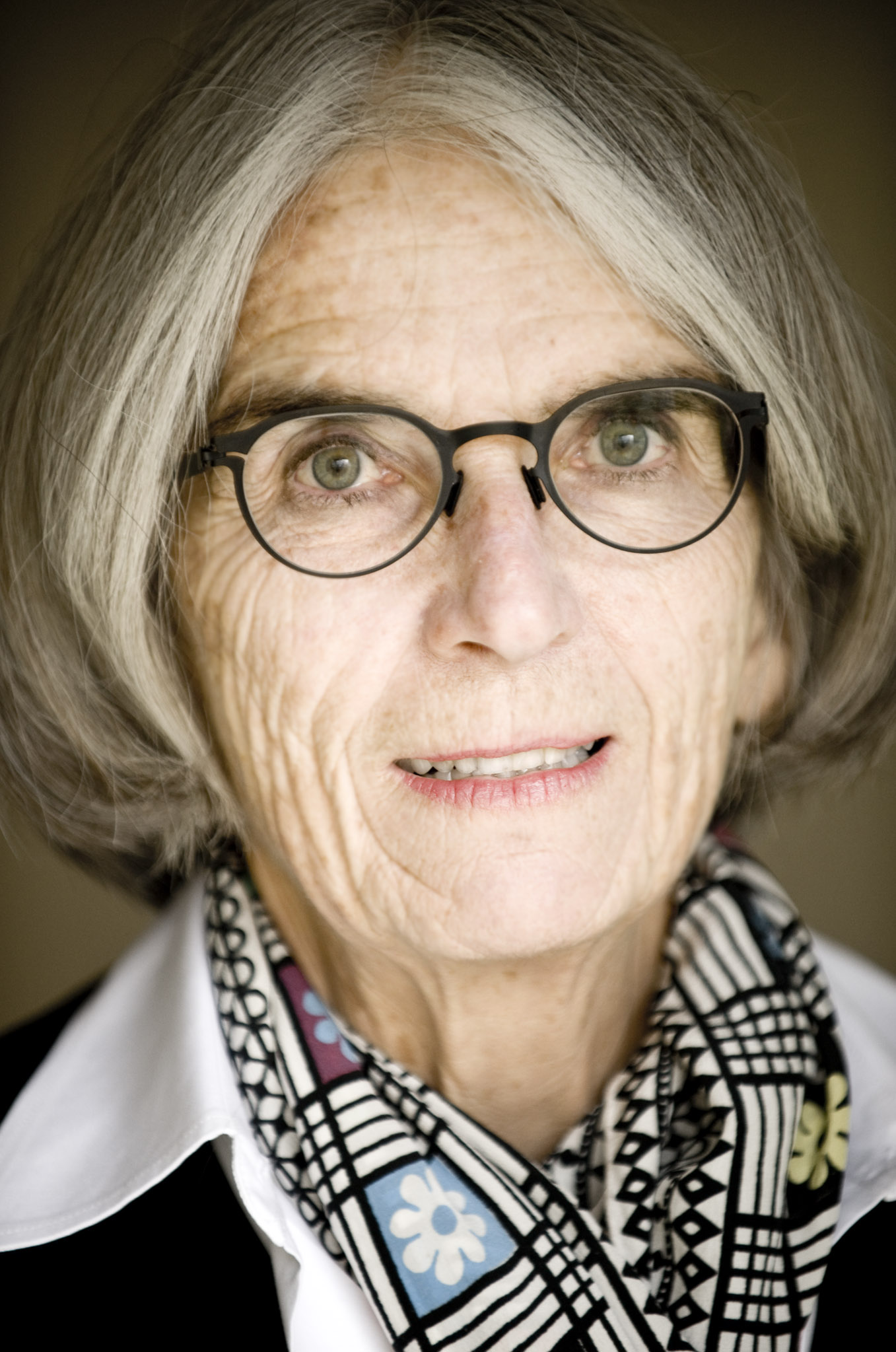
Donna Leon, 2010

- 29. September: Felice Gimondi, italienischer Radrennfahrer († 2019)
- 29. September: Ian McShane, britischer Filmschauspieler
- 29. September: Stefan Kälin, Schweizer Skirennläufer
- 30. September: Bernd Anders, deutscher Boxer
- 30. September: Andrzej Dutkiewicz, polnischer Komponist, Pianist und Musikpädagoge

### Oktober
- 01. Oktober: Wilfried Peffgen, deutscher Radrennfahrer († 2021)
- 01. Oktober: Alfonsas Vaišvila, litauischer Rechtsphilosoph
- 01. Oktober: Günter Wallraff, deutscher Journalist Günter Wallraff (2013)

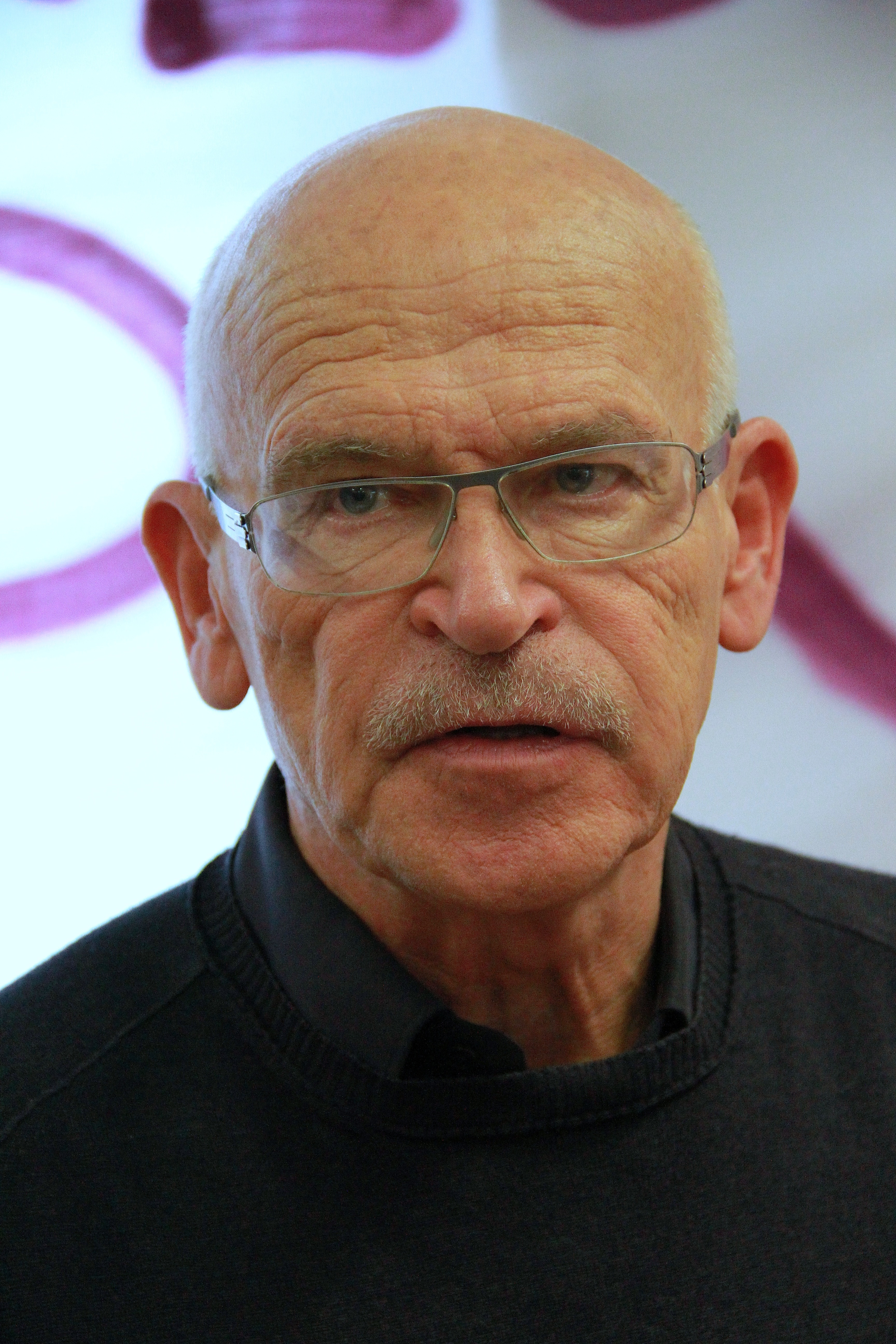
Günter Wallraff (2013)

- 02. Oktober: Ingrid Wiener, österreichische Künstlerin und Köchin
- 02. Oktober: Manfred Zapatka, deutscher Schauspieler
- 03. Oktober: John Herbert Atkinson, britischer Bauingenieur
- 03. Oktober: Roberto Perfumo, argentinischer Fußballspieler († 2016)
- 04. Oktober: Irm Hermann, deutsche Film-, Theater- und Fernsehschauspielerin († 2020)
- 04. Oktober: Yves Yersin, Schweizer Filmregisseur († 2018)
- 05. Oktober: Charles Ansbacher, US-amerikanischer Dirigent († 2010)
- 05. Oktober: Adam Hochschild, US-amerikanischer Journalist und Schriftsteller
- 05. Oktober: John Seale, australischer Kameramann
- 06. Oktober: Britt Ekland, schwedische Schauspielerin
- 06. Oktober: Ulf Fink, deutscher Politiker
- 06. Oktober: Eberhard Schulte-Wissermann, deutscher Politiker und Oberbürgermeister von Koblenz († 2024)
- 06. Oktober: Anna Wahlgren, schwedische Sachbuchautorin († 2022)
- 07. Oktober: Wolfgang Heilemann, deutscher Fotograf
- 07. Oktober: José Antonio Muñoz, argentinischer Comiczeichner
- 07. Oktober: Rico Weber, Schweizer Künstler († 2004)
- 09. Oktober: Anita Albus, deutsche Schriftstellerin und Illustratorin († 2024)
- 10. Oktober: Luis Díaz, kubanischer Son-Sänger und Komponist
- 10. Oktober: Lutz Goepel, deutscher Europaabgeordneter
- 11. Oktober: Amitabh Bachchan, indischer Schauspieler
- 11. Oktober: Edith Franke, deutsche Politikerin († 2024)
- 11. Oktober: Wolf-Dietrich Sprenger, deutscher Schauspieler, Regisseur und Schriftsteller
- 12. Oktober: Daliah Lavi, israelische Filmschauspielerin († 2017) Daliah Lavi (1966)

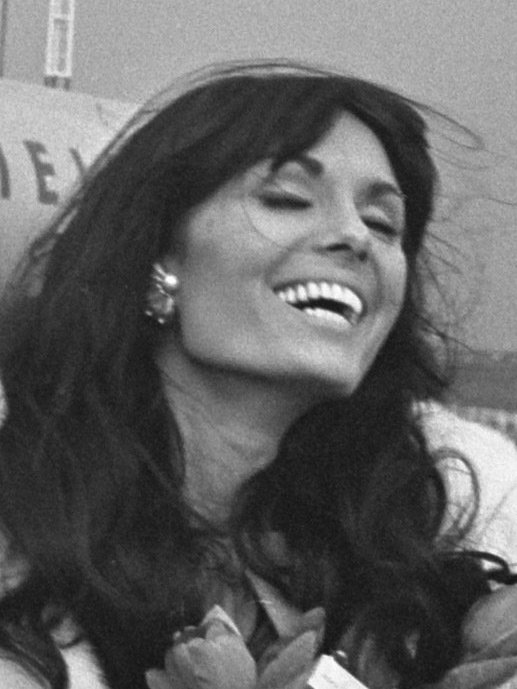
Daliah Lavi (1966)

- 12. Oktober: Magnus Schädler, liechtensteinischer Rennrodler († 2015)
- 13. Oktober: Pieter Andreas Kemper, niederländischer Fußballspieler († 2020)
- 13. Oktober: Andreas Laun, österreichischer römisch-katholischer Weihbischof und Moraltheologe († 2024)
- 13. Oktober: Dieter Stappert, österreichischer Journalist und Teammanager im Motorsport († 2008)
- 14. Oktober: Péter Nádas, ungarischer Schriftsteller
- 15. Oktober: Christopher Frederick Andrews, britischer Schlager- und Popsänger
- 16. Oktober: Olivier Anders, deutscher Militär
- 16. Oktober: Cholo Brenes, dominikanischer Musikpromotor, Rechtsanwalt, Politologe, Soziologe und Kolumnist († 2017)
- 16. Oktober: Annette Zwahr, deutsche Historikerin
- 17. Oktober: Pierre-André Bovey, Schweizer Komponist und Flötist
- 17. Oktober: Bernhard Granz, deutscher Brigadegeneral der Bundeswehr
- 17. Oktober: Hartmut Nassauer, deutscher Politiker
- 18. Oktober: Janis Antonovics, US-amerikanischer Ökologe und Professor
- 18. Oktober: Gianfranco Ravasi, italienischer Kurienkardinal Gianfranco Kardinal Ravasi (2012)

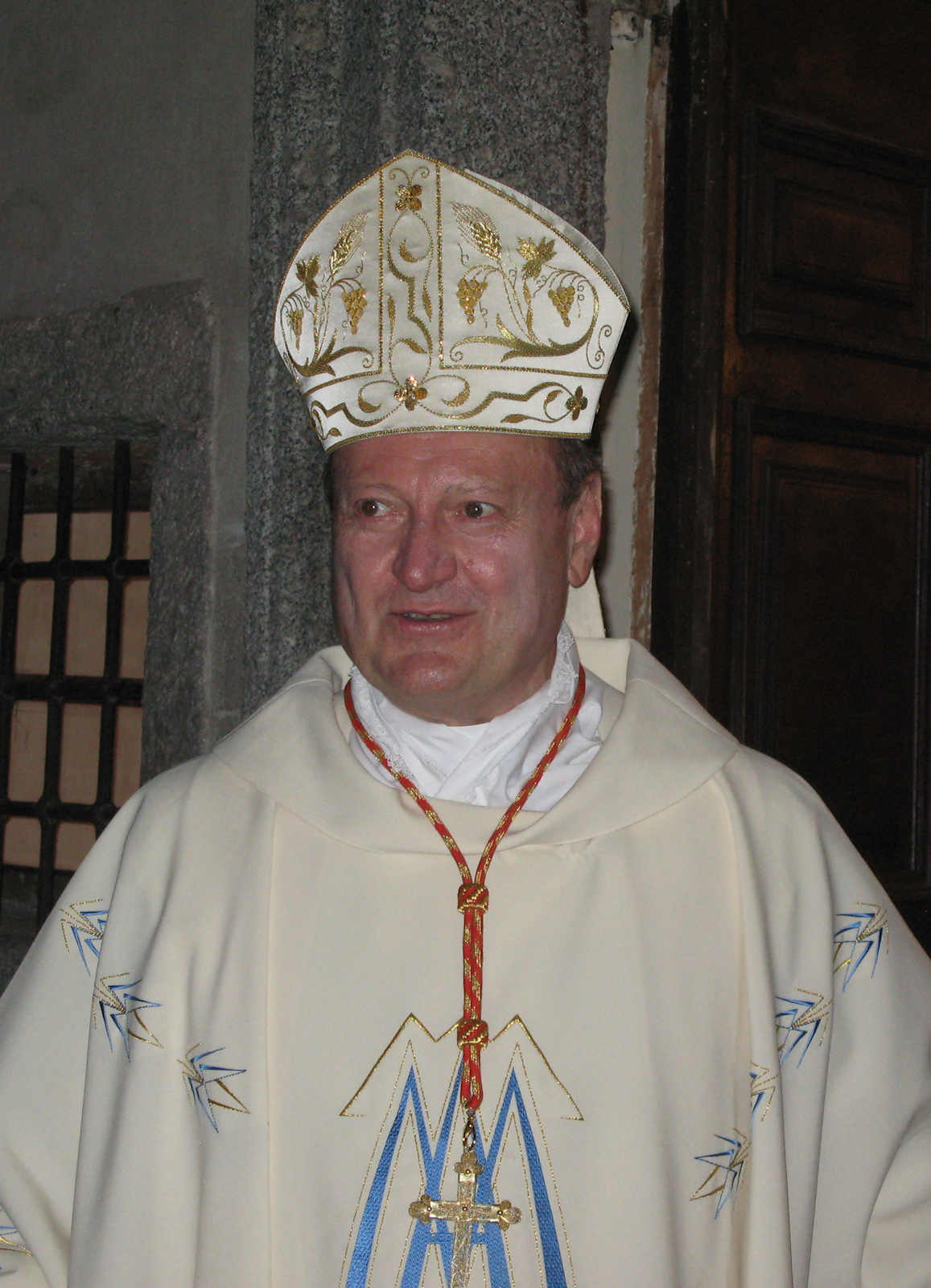
Gianfranco Kardinal Ravasi (2012)

- 19. Oktober: Péter Medgyessy, Politiker, Ministerpräsident von Ungarn
- 19. Oktober: Jim Rogers, gründete gemeinsam mit George Soros den Quantum Fund Hedgefonds
- 19. Oktober: Andrew Vachss, US-amerikanischer Anwalt und Schriftsteller († 2021)
- 20. Oktober: Walter Brun, Schweizer Automobilrennfahrer und Rennstallbesitzer
- 20. Oktober: Earl Hindman, US-amerikanischer Schauspieler († 2003)
- 20. Oktober: Christiane Nüsslein-Volhard, deutsche Biologin, Nobelpreisträgerin
- 21. Oktober: Les AuCoin, US-amerikanischer Politiker
- 21. Oktober: Elvin Bishop, US-amerikanischer Sänger und Gitarrist
- 21. Oktober: Winfried Dunkel, deutscher Generalmajor des Heeres der Bundeswehr
- 21. Oktober: Allan Grice, australischer Automobilrennfahrer und Politiker
- 22. Oktober: Peter Geiger, liechtensteinischer Historiker († 2025)
- 23. Oktober: Michael Crichton, US-amerikanischer Schriftsteller, Drehbuchautor und Regisseur († 2008) Michael Crichton (2002)

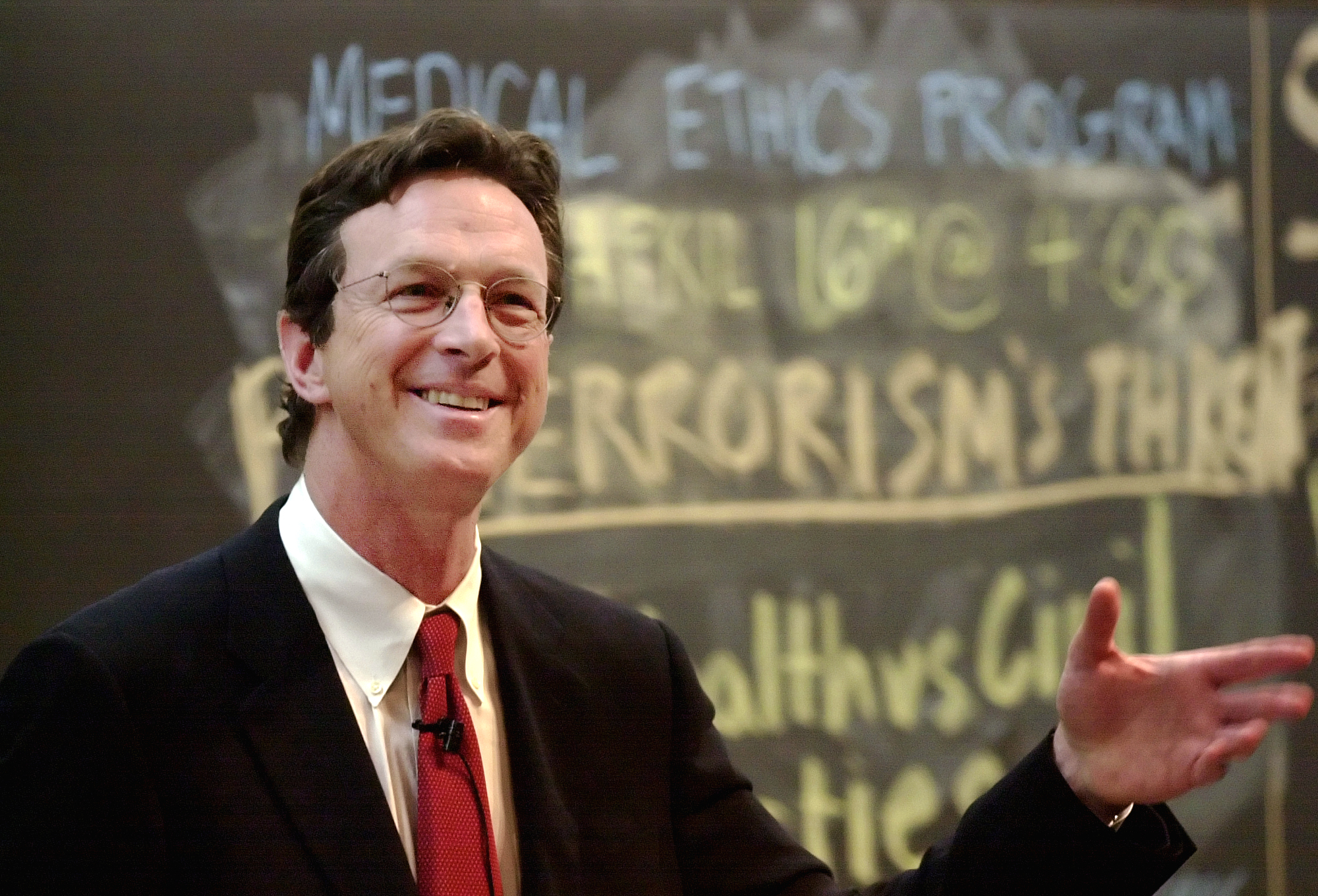
Michael Crichton (2002)

- 23. Oktober: Douglas Dunn, schottischer Bibliothekar und Schriftsteller
- 24. Oktober: Rolf Opitz, deutscher Unternehmer († 2005)
- 25. Oktober: Diana Hartog, kanadische Dichterin
- 25. Oktober: Elsbeth Sigmund, Schweizer Schauspielerin und Lehrerin
- 26. Oktober: Bob Hoskins, britischer Schauspieler († 2014)
- 26. Oktober: Kurt Lechner, deutscher Europaabgeordneter
- 26. Oktober: Milton Nascimento, brasilianischer Musiker
- 26. Oktober: Jonathan Williams, britischer Automobilrennfahrer († 2014)
- 27. Oktober: Philip Catherine, belgischer Jazzmusiker (Gitarrist)
- 27. Oktober: Janusz Korwin-Mikke, polnischer Politiker
- 28. Oktober: Kurt Nowak, deutscher Theologe und Kirchenhistoriker († 2001)
- 29. Oktober: Peter Johannes Antes, deutscher Religionswissenschaftler
- 29. Oktober: Lee Clayton, US-amerikanischer Musiker und Komponist († 2023)
- 29. Oktober: Bob Ross, US-amerikanischer Maler und Fernsehstar († 1995)
- 30. Oktober: Sven-David Sandström, schwedischer Komponist († 2019)
- 31. Oktober: Claudio Michelotto, italienischer Radrennfahrer († 2025)
- 31. Oktober: Alí Rafael Primera Rossell, venezolanischer Musiker († 1985)
- 31. Oktober: Daniel François Roth, französischer Komponist, Organist und Pädagoge
- 31. Oktober: Ginka Steinwachs, deutsche Schriftstellerin
- 31. Oktober: David Ogden Stiers, US-amerikanischer Schauspieler und Musiker († 2018)

### November
- 01. November: Alajdin Abazi, mazedonischer Professor und Physiker
- 01. November: Larry Flynt, US-amerikanischer Verleger († 2021)
- 01. November: Hansjörg Geiger, deutscher Jurist, Honorarprofessor und Staatssekretär
- 01. November: Ralph Klein, kanadischer Politiker († 2013)
- 01. November: Ulrich Pleitgen, deutscher Schauspieler und Sprecher († 2018)
- 01. November: Olha Puhowska, sowjetische Ruderin
- 01. November: Klaus Wilkens, DLRG-Bundesvorsitzender († 2025)
- 02. November: Shere Hite, deutsch-amerikanische Sexualforscherin († 2020)
- 02. November: Stefanie Powers, US-amerikanische Schauspielerin
- 03. November: Tadatoshi Akiba, japanischer Politiker
- 03. November: Martin Cruz Smith, US-amerikanischer Schriftsteller († 2025)
- 03. November: Hans Meyer, deutscher Fußballtrainer
- 05. November: Rolena Adorno, US-amerikanische Sprachwissenschaftlerin und Historikerin
- 05. November: George Bertsch, US-amerikanischer theoretischer Kernphysiker
- 05. November: Ekke Lindermann, deutscher Eishockeytorwart († 2011)
- 05. November: Joachim Nocke, deutscher Rechtswissenschaftler († 2017)
- 06. November: Tora Aasland, norwegische Politikerin
- 06. November: Ferenc Gyurcsek, ungarischer Bildhauer († 2023)
- 07. November: Stanisław Kasprzyk, polnischer Hockeyspieler († 2022)
- 07. November: Johnny Rivers, US-amerikanischer Rock-’n’-Roll-Musiker
- 07. November: Jean Shrimpton, britisches Model Jean Shrimpton

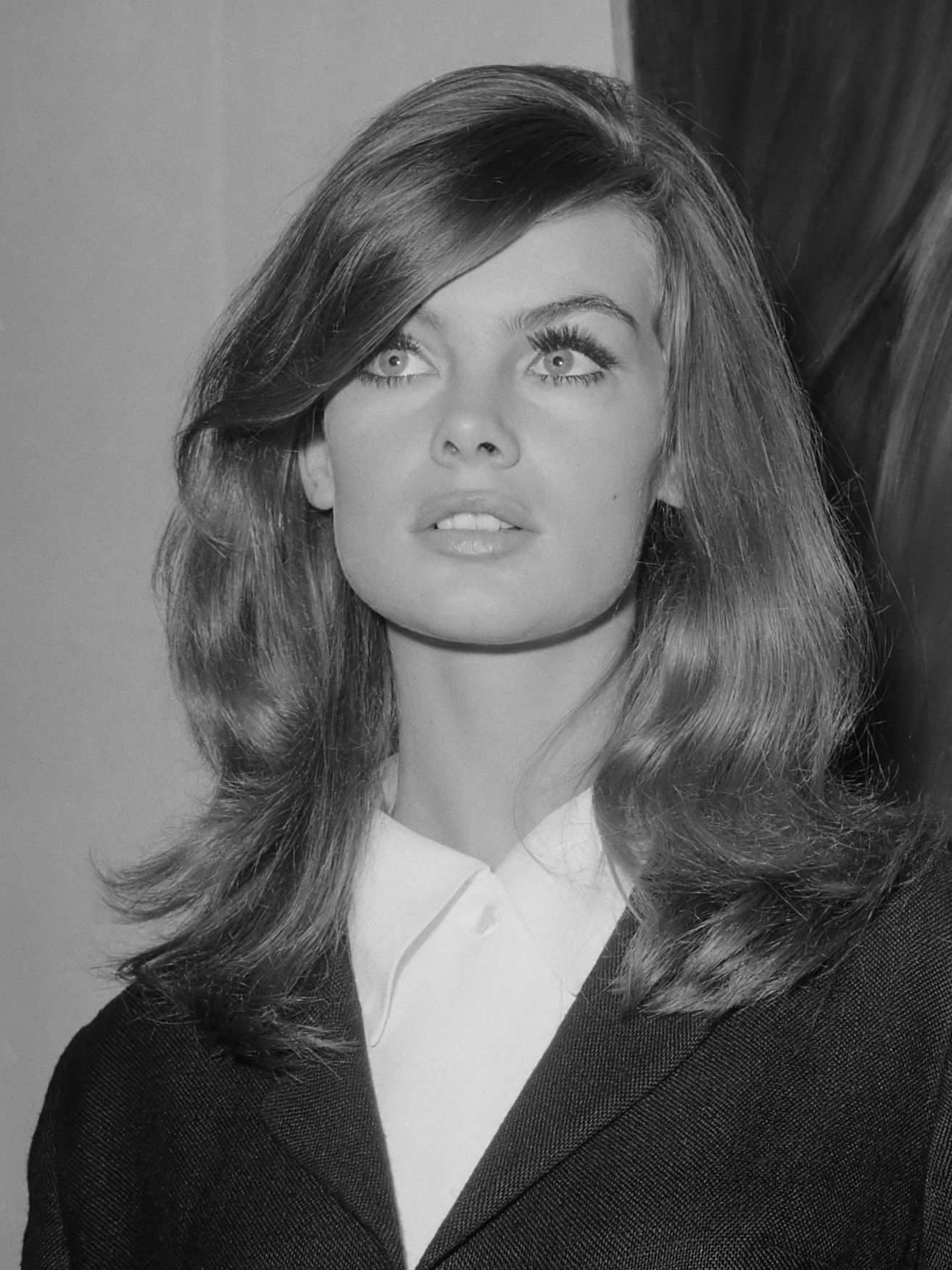
Jean Shrimpton

- 07. November: André Armand Vingt-Trois, Erzbischof von Paris († 2025)
- 08. November: Kurt Gloor, Schweizer Filmregisseur († 1997)
- 08. November: Sandro Mazzola, italienischer Fußballspieler
- 09. November: Bill Elgart, US-amerikanischer Jazzschlagzeuger
- 09. November: Richard Greene, US-amerikanischer Folk- und Rockmusiker
- 09. November: Karin Kiwus, deutsche Schriftstellerin
- 09. November: Digby Martland, britischer Automobilrennfahrer
- 09. November: Lutz Ulbricht, deutscher Ruderer († 2022)
- 10. November: Robert F. Engle, US-amerikanischer Wirtschaftswissenschaftler
- 10. November: Börje Jansson, schwedischer Motorradrennfahrer
- 10. November: Hans-Rudolf Merz, Schweizer Bundesrat, Finanzminister

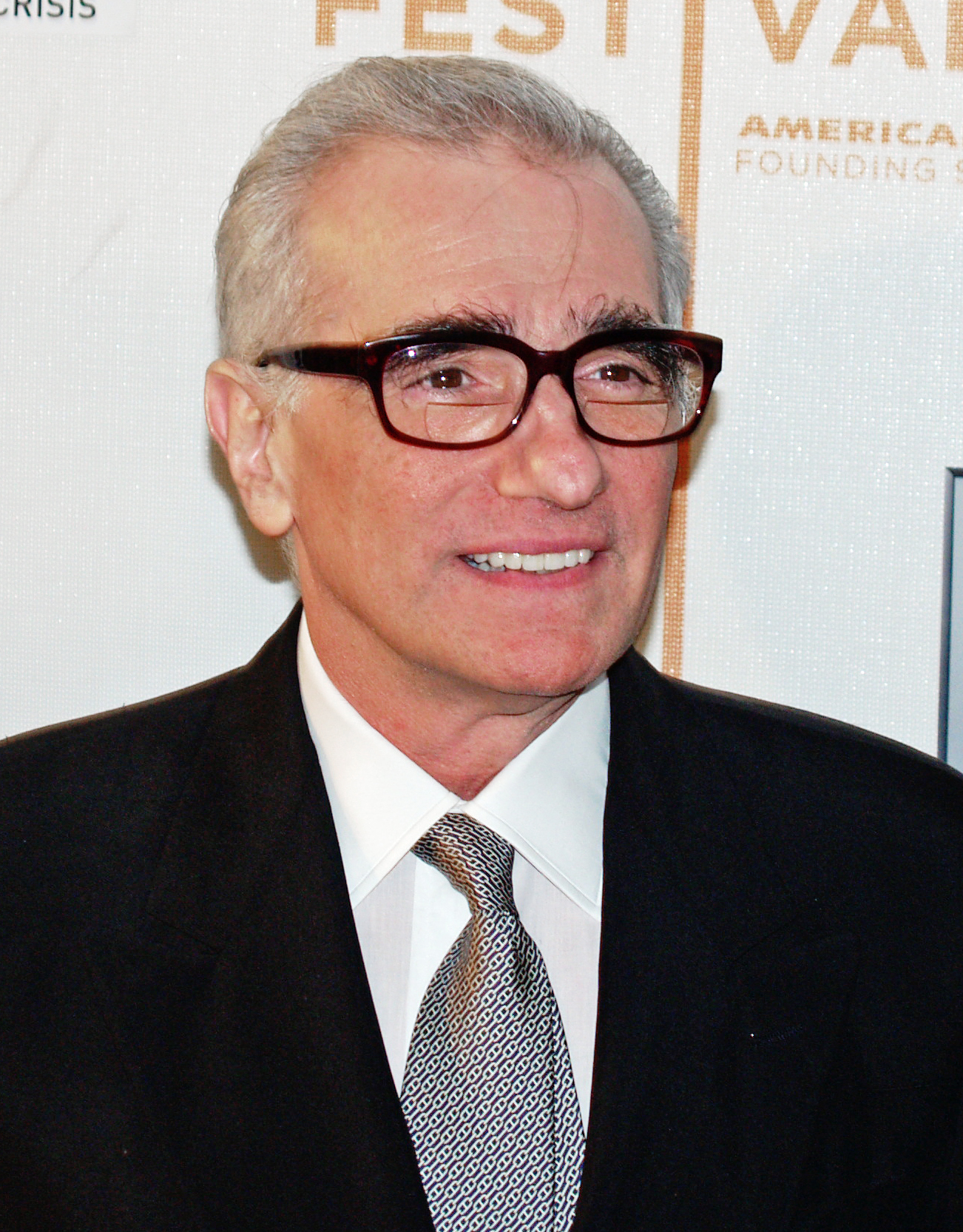
Martin Scorsese, 2007

- Martin Scorsese, 200710. November: Keiichi Suzuki, japanischer Eisschnellläufer († 2025)
- 12. November: Nikolaus Amrhein, deutscher Professor für Biochemie und Physiologie
- 12. November: Tommy Couch, US-amerikanischer Musikproduzent, Songwriter, Toningenieur und Labelbetreiber
- 12. November: Sabina Grzimek, deutsche Bildhauerin
- 12. November: Konstantin Kedrow, russischer Dichter, Philosoph und Literaturkritiker († 2025)
- 12. November: Paulinho da Viola, brasilianischer Musiker, Sänger und Komponist
- 13. November: John Paul Hammond, US-amerikanischer Bluessänger und -Gitarrist
- 13. November: Lothar Zagrosek, deutscher Dirigent und Generalmusikdirektor
- 14. November: Klaus Beer, deutscher Leichtathlet († 2023)
- 14. November: Natalja Gutman, russische Cellistin
- 15. November: Daniel Barenboim, argentinisch-israelischer Pianist und Dirigent
- 16. November: Rudi Ehninger, deutscher Brigadegeneral des Heeres
- 16. November: Lester Eriksson, schwedischer Schwimmer († 2021)
- 16. November: Wolfgang Krätschmer, deutscher Physiker

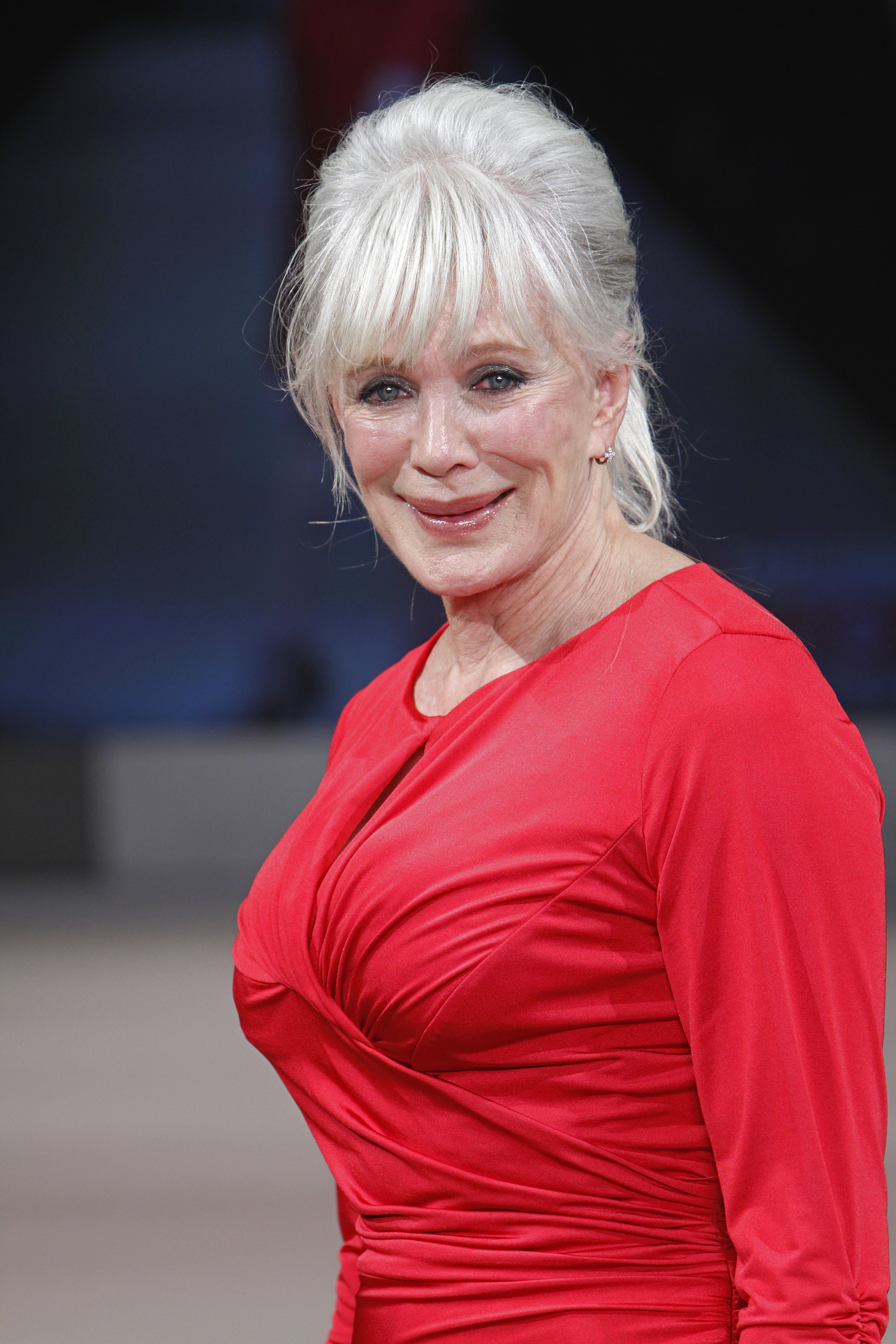
Linda Evans, 2012

- Linda Evans, 201217. November: Luis Alberto Ammann, argentinischer Schriftsteller, Journalist und Politiker († 2020)
- 17. November: Bob Gaudio, US-amerikanischer Sänger, Keyboarder, Songwriter und Musikproduzent
- 17. November: Martin Scorsese, US-amerikanischer Filmregisseur
- 18. November: Menno Aden, deutscher Rechtswissenschaftler und Rechtsanwalt
- 18. November: Héctor Casanova, kubanischer Sänger und Komponist († 2007)
- 18. November: Linda Evans, US-amerikanische Schauspielerin
- 18. November: Fernando Sandoval, brasilianischer Wasserballspieler († 2020)
- 19. November: Gary Ackerman, US-amerikanischer Politiker
- 19. November: Gerhard Aumüller, deutscher Mediziner
- 19. November: Jean Auroux, französischer Politiker
- 19. November: Christine Buchegger, österreichische Schauspielerin († 2014)
- 19. November: Calvin Klein, US-amerikanischer Modedesigner

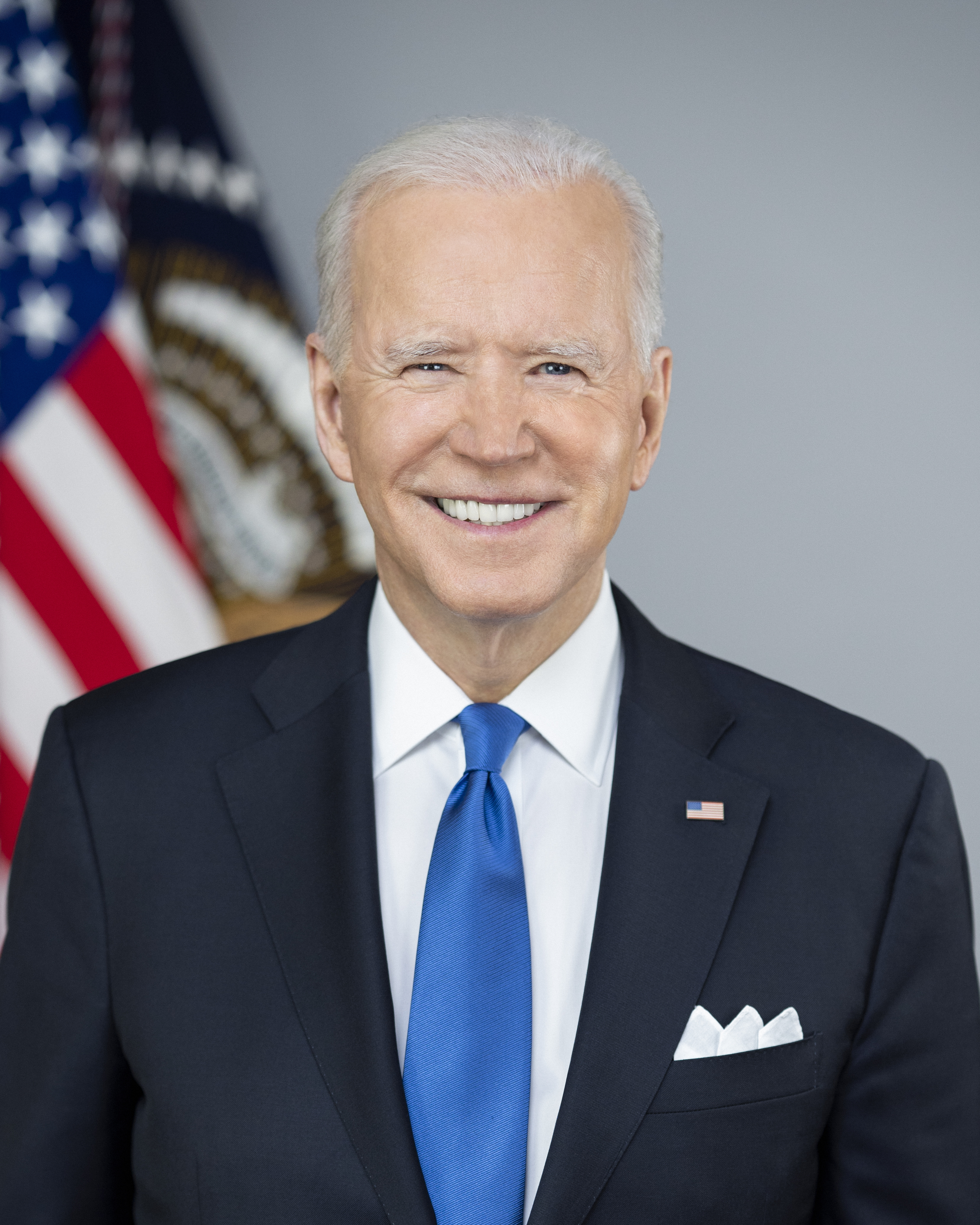
Offizielles Portrait von Joe Biden im Weißes Haus, 2021

- Offizielles Portrait von Joe Biden im Weißes Haus, 202120. November: Joe Biden, US-amerikanischer Politiker, Senator, Vizepräsident der Vereinigten Staaten von Amerika und 46. Präsident der Vereinigten Staaten (Demokratische Partei)
- 20. November: Norman Greenbaum, US-amerikanischer Sänger und Songschreiber
- 20. November: Rüdiger Kuhlbrodt, deutscher Schauspieler und Regisseur
- 20. November: Meredith Monk, US-amerikanische Musikerin
- 20. November: Ferjan Ormeling Jr., niederländischer Kartograf († 2025)
- 21. November: Afa Anoa’i, samoanisch-US-amerikanischer Wrestler und Wrestlingmanager († 2024)
- 21. November: Brigitte Blobel, deutsche Schriftstellerin († 2024)
- 21. November: Franz Staab, deutscher Historiker († 2004)
- 21. November: Heidemarie Wieczorek-Zeul, deutsche Politikerin und Bundesministerin
- 22. November: Johny Schleck, luxemburgischer Radrennfahrer
- 23. November: Thomas R. Graham, US-amerikanischer Jurist und Mitglied des WTO Appellate Body
- 23. November: Mathew T. Anden, deutscher Theater-, Fernseh- und Filmschauspieler († 1985)
- 23. November: Susan Anspach, US-amerikanische Theater- und Filmschauspielerin († 2018)
- 23. November: Helmut Schröer, Oberbürgermeister der Stadt Trier

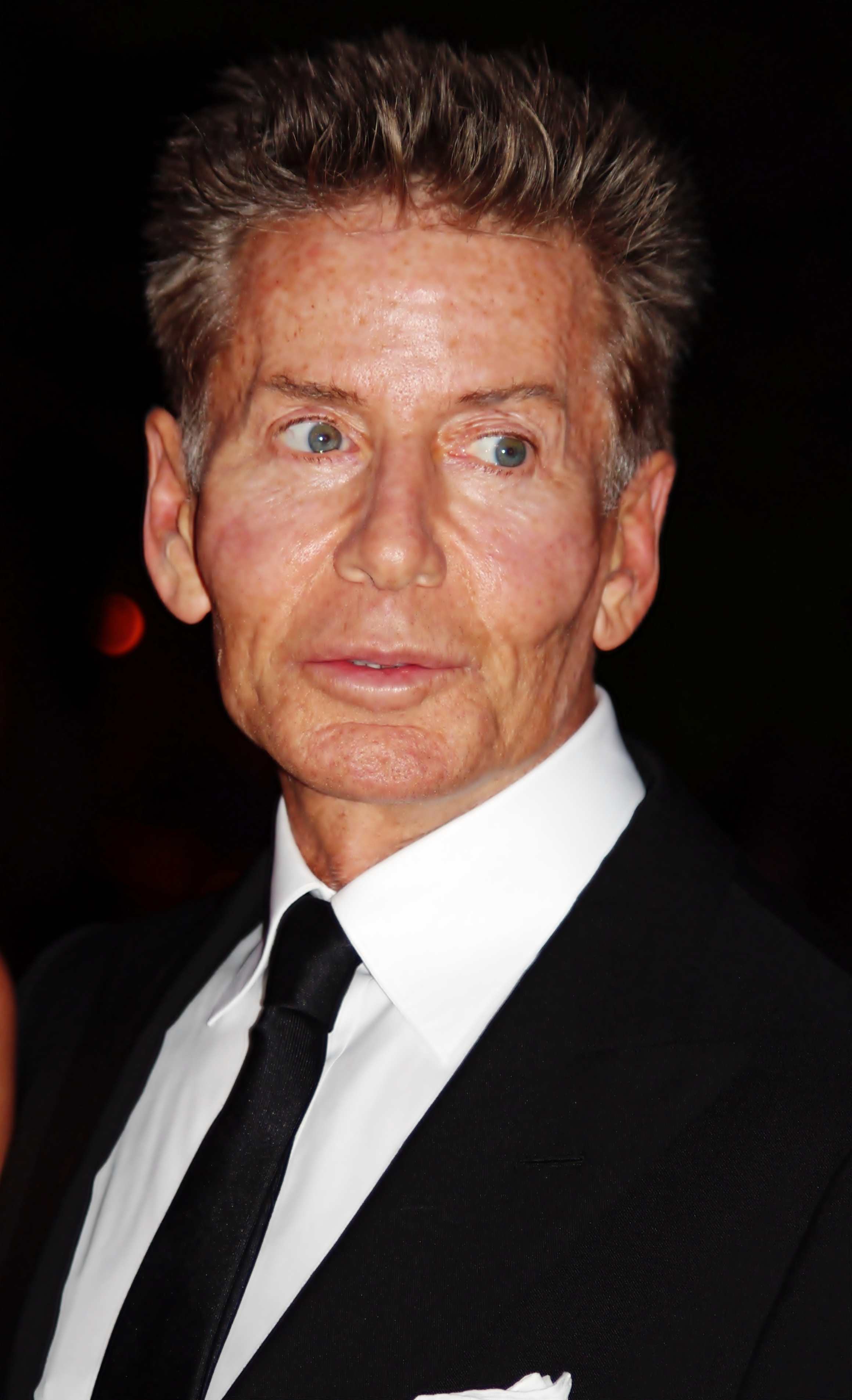
Calvin Klein, 2011

- Calvin Klein, 201123. November: Jiří Stivín, tschechischer Jazz-Musiker
- 24. November: Billy Connolly, schottischer Schauspieler
- 24. November: Jean Ping, gabunischer Politiker Diplomat und Präsident der 59. UN-Generalversammlung
- 25. November: Dieter Leisegang, deutscher Philosoph, Autor, Übersetzer († 1973)
- 25. November: Rosa von Praunheim, deutscher Regisseur Rosa von Praunheim, 2008

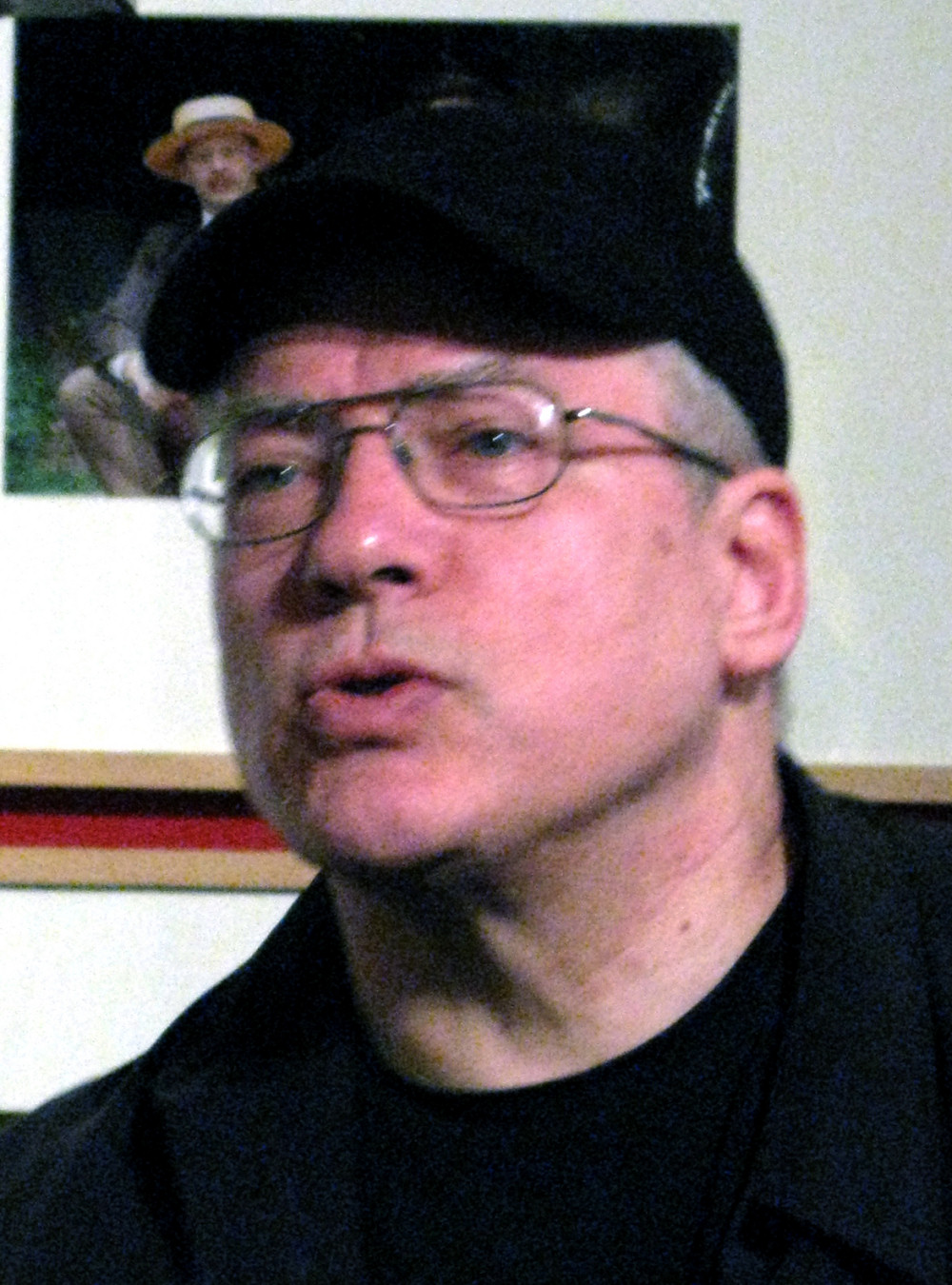
Rosa von Praunheim, 2008

- 26. November: Doris Waschk-Balz, deutsche Bildhauerin († 2025)
- 27. November: Manolo Blahnik, spanischer Schuh-Designer
- 27. November: Kaspar Eichel, deutscher Schauspieler und Sprecher
- 27. November: Jimi Hendrix, afroamerikanischer Gitarrist, Sänger und Komponist († 1970) Jimi Hendrix

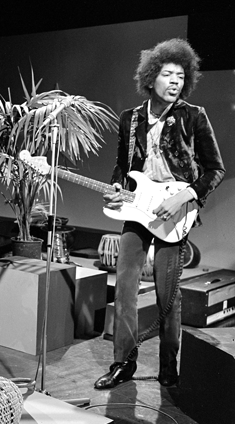
Jimi Hendrix

- 27. November: Henryk Hoser, polnischer Arzt, Priester, Bischof († 2021)
- 27. November: Walter Weiss, österreichischer Philosoph und Buchautor
- 28. November: Claude Haldi, Schweizer Automobilrennfahrer († 2017)
- 28. November: Andreas Hörtnagl, österreichischer Politiker
- 29. November: Friedrich-Wilhelm Graefe zu Baringdorf, deutscher Politiker
- 29. November: Mabel Mambretti, argentinische Komponistin und Musikwissenschaftlerin
- 30. November: Reinhard Kurth, deutscher Virologe, Arzt, Leiter des Robert-Koch-Instituts († 2014)
- 30. November: Jamie Muir, britischer Perkussionist († 2025)
- 30. November: Burghart Schmidt, deutscher Philosoph († 2022)
- 30. November: Eduardo Serrano, venezolanischer Schauspieler

### Dezember
- 01. Dezember: Mohamed Kamel Amr, ägyptischer Diplomat und Politiker
- 01. Dezember: Harlene Anderson, US-amerikanische Psychologin, Psychotherapeutin und Sachbuchautorin
- 01. Dezember: Dieter Annies, deutscher Politiker
- 01. Dezember: Dieter Feller, deutscher Fußballtorwart
- 02. Dezember: Anna Guðrún Jónasdóttir, isländische Politikwissenschaftlerin
- 02. Dezember: Ulrich Wickert, deutscher Fernseh-Journalist und Moderator
- 03. Dezember: Rita Engelmann, deutsche Schauspielerin und Synchronsprecherin († 2021)
- 03. Dezember: Georges Mauduit, französischer Skirennläufer
- 03. Dezember: Alice Schwarzer, deutsche Journalistin Alice Schwarzer, 2010

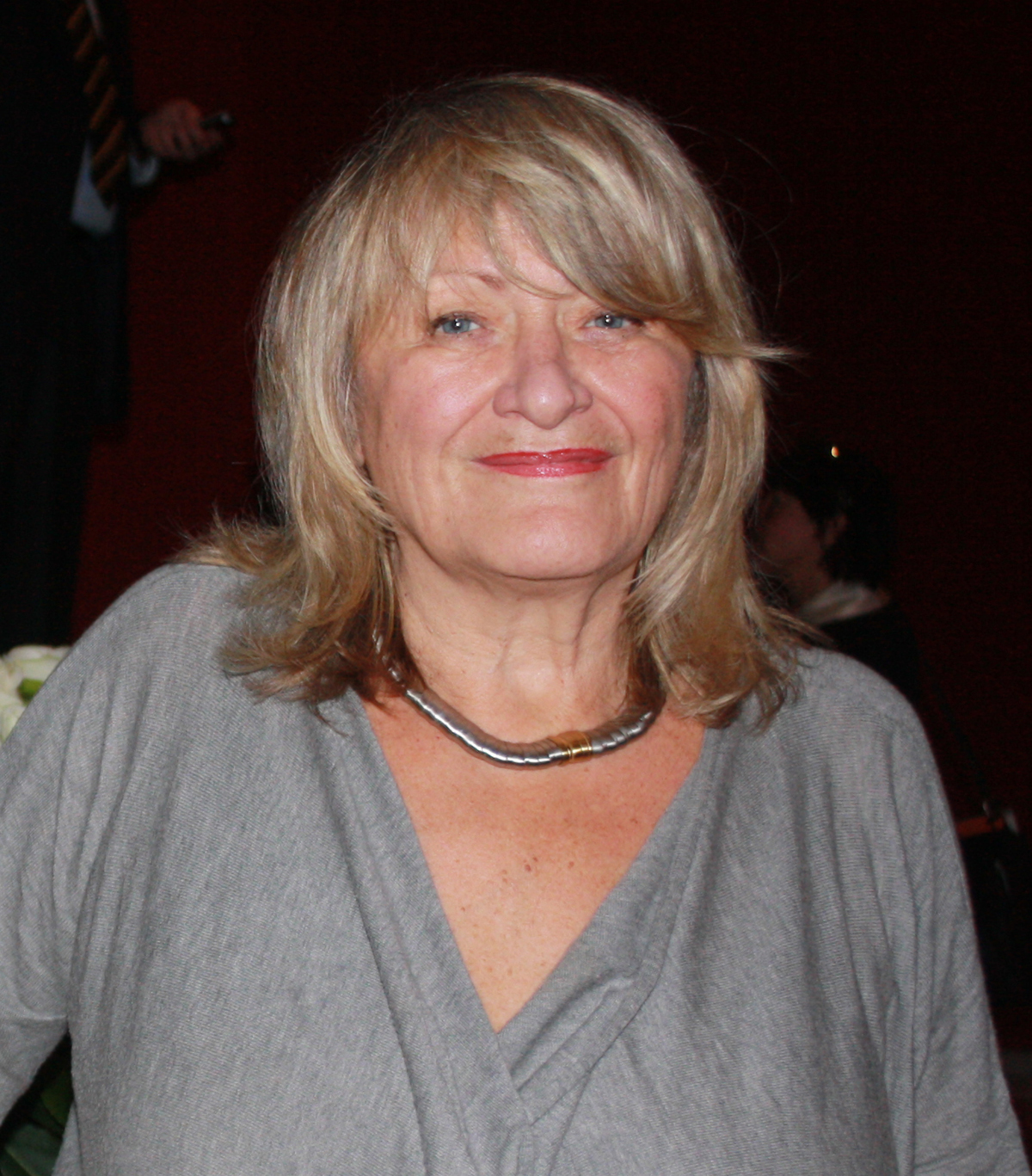
Alice Schwarzer, 2010

- 03. Dezember: Frank Sels, belgischer Comiczeichner und -autor († 1986)
- 04. Dezember: Gemma Jones, britische Schauspielerin
- 04. Dezember: Maria Scharwieß, deutsche Komponistin, Organistin und Kirchenmusikerin († 2023)
- 04. Dezember: Jan Wilhelm, deutscher Jurist († 2025)
- 04. Dezember: Dieter Zlof, Entführer von Richard Oetker
- 05. Dezember: Herbert Dreilich, deutscher Rockmusiker († 2004)
- 05. Dezember: Klaus Sammer, deutscher Fußballspieler und -trainer
- 06. Dezember: Peter Handke, österreichischer Schriftsteller und Übersetzer Peter Handke, 2006

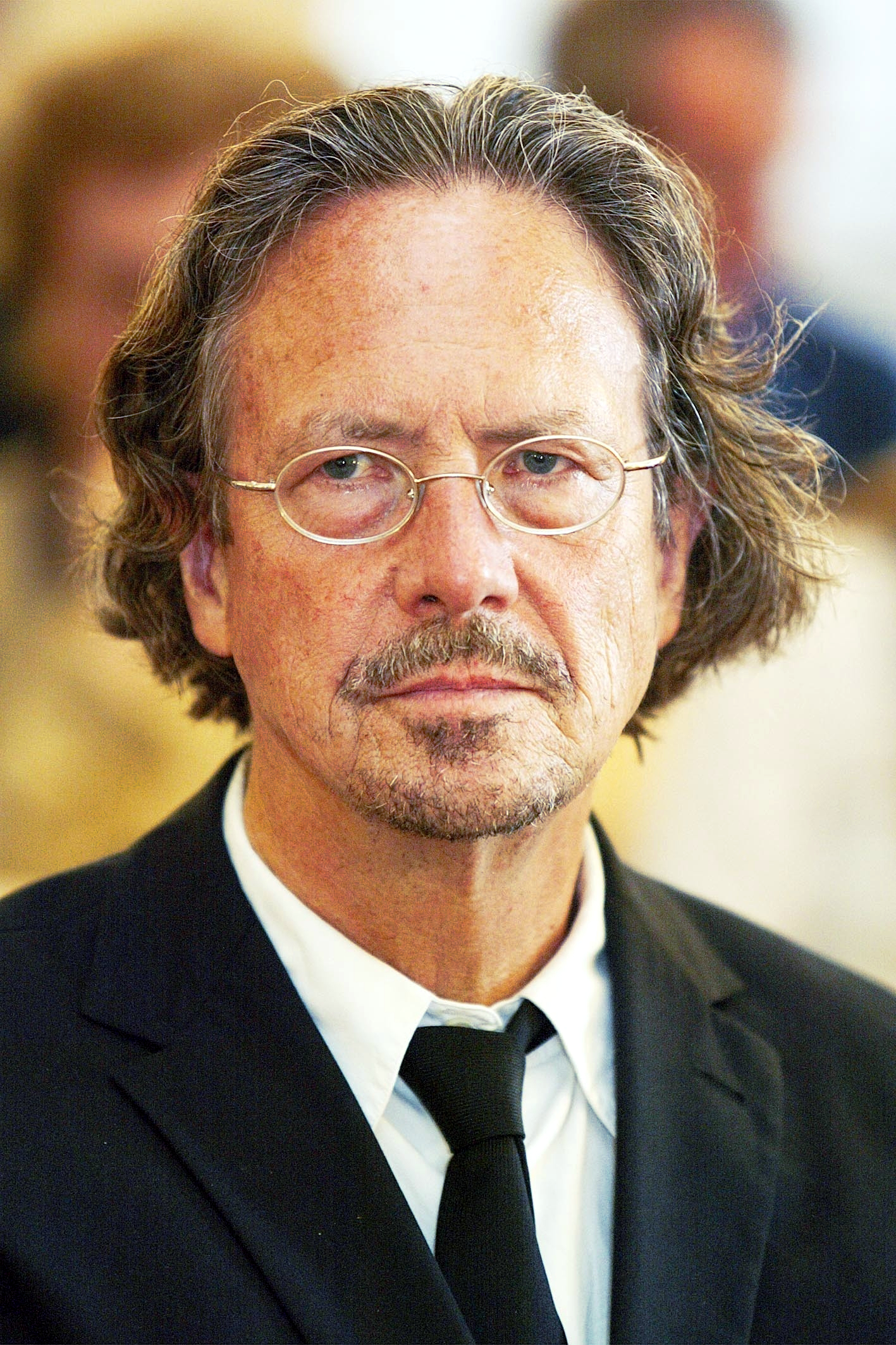
Peter Handke, 2006

- 06. Dezember: Herbjørg Wassmo, norwegische Schriftstellerin
- 07. Dezember: Peter Enders, Mitglied des Deutschen Bundestages
- 07. Dezember: Jonathan D. Kramer, US-amerikanischer Komponist, Musikwissenschaftler und -pädagoge († 2004)
- 08. Dezember: Mario Savio, US-amerikanischer Bürgerrechts-Aktivist († 1996)
- 09. Dezember: Billy Bremner, schottischer Fußballspieler († 1997)
- 09. Dezember: Dick Butkus, US-amerikanischer American-Football-Spieler († 2023)
- 09. Dezember: Alex Gilady, israelischer Journalist und Sportfunktionär († 2022)
- 11. Dezember: Alfred William Arrowsmith, englischer Fußballspieler († 2005)
- 11. Dezember: Thomas Mitscherlich, deutscher Filmregisseur und Autor († 1998)
- 11. Dezember: Frank Schöbel, deutscher Musiker
- 11. Dezember: Karen Susman, US-amerikanische Tennisspielerin
- 12. Dezember: Hannelore Rönsch, deutsche Politikerin
- 13. Dezember: Klaus-Dieter Arlt, deutscher Politiker
- 13. Dezember: Urs Bührer, Schweizer Komponist, Organist und Musikpädagoge
- 13. Dezember: Johann Hahlen, Präsident des Statistischen Bundesamtes
- 13. Dezember: Ludwig-Holger Pfahls, deutscher Politiker
- 13. Dezember: Wolf D. Prix, österreichischer Architekt
- 13. Dezember: Arne Treholt, norwegischer Politiker (Sozialdemokrat) und Diplomat († 2023)
- 14. Dezember: Gerd Kaminski, österreichischer Rechtswissenschaftler († 2022)
- 14. Dezember: Joyce Kozloff, US-amerikanische Künstlerin
- 15. Dezember: Dave Clark, britischer Musiker und Musikmanager
- 16. Dezember: Harm Dallmeyer, deutscher Bundestagsabgeordneter († 1983)
- 16. Dezember: Friedrich Denk, Deutschlehrer und Buchautor
- 16. Dezember: Eugene Robert Glazer, US-amerikanischer Schauspieler
- 17. Dezember: Muhammadu Buhari, Staatspräsident von Nigeria von 1983 bis 1985 († 2025)
- 17. Dezember: Paul Butterfield, US-amerikanischer Musiker († 1987)
- 17. Dezember: Karl Odermatt, Schweizer Fußballspieler
- 17. Dezember: Ulrich Schaffer, deutscher Schriftsteller, Lyriker und Fotograf
- 17. Dezember: Jeffrey Wigand, ehemaliger Vize-Präsident von „Brown & Williamson“ und Informant der Sendung 60 Minutes
- 18. Dezember: Michael Auditor, deutscher Politiker († 2023)
- 18. Dezember: Katja Behrens, deutsche Schriftstellerin und Übersetzerin († 2021)
- 19. Dezember: Cyril Grandet, französischer Automobilrennfahrer
- 20. Dezember: Paul Dräger, deutscher Klassischer Philologe, Übersetzer und Wissenschaftshistoriker
- 20. Dezember: Bob Hayes, US-amerikanischer Sprinter und American-Football-Spieler († 2002)
- 20. Dezember: Raimo Suikkanen, finnischer Radsportler († 2021)
- 20. Dezember: Jean-Claude Trichet, französischer Finanzexperte und Präsident der Europäischen Zentralbank
- 20. Dezember: Larry Willis, US-amerikanischer Jazz-Pianist († 2019)
- 20. Dezember: Roger Woodward, australischer Pianist, Musikpädagoge und Komponist
- 21. Dezember: Uwe Dick, deutscher Schriftsteller
- 21. Dezember: Hu Jintao, Generalsekretär der Kommunistischen Partei Chinas, Staatspräsident der Volksrepublik China Hu Jintao, 2011

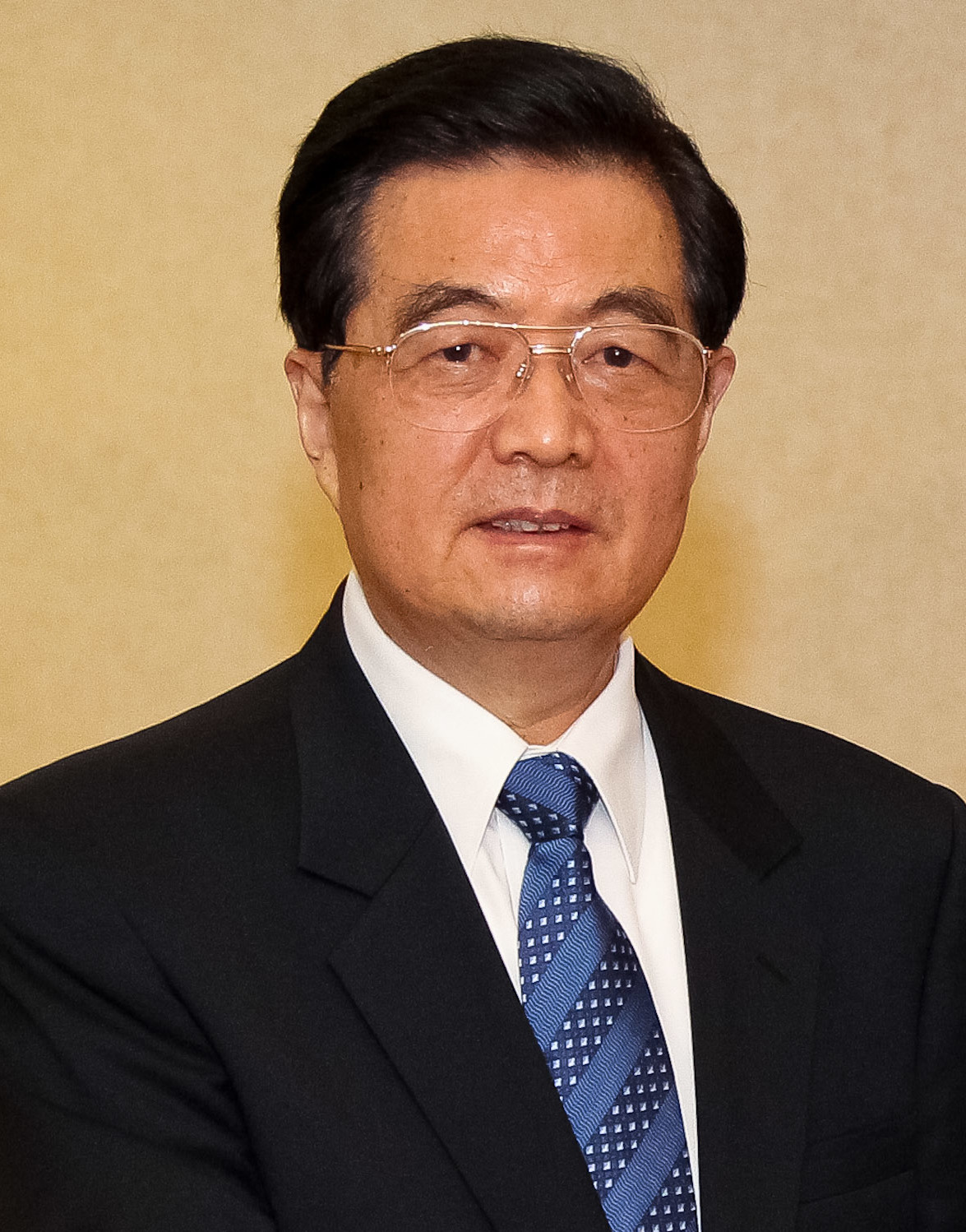
Hu Jintao, 2011

- 21. Dezember: Reinhard Mey, deutscher Liedermacher
- 21. Dezember: Peter Propping, deutscher Humangenetiker († 2016)
- 21. Dezember: Manfred Such, deutscher Politiker
- 21. Dezember: Carla Thomas, US-amerikanische Soul-Sängerin
- 21. Dezember: Crispin Wright, britischer Philosoph
- 22. Dezember: Anju Zaprjanow Angelow, bulgarischer Politiker und Verteidigungsminister
- 22. Dezember: John Casablancas, spanisch-US-amerikanischer Unternehmer und Model († 2013)
- 22. Dezember: Dick Parry, englischer Saxophonist
- 22. Dezember: Hans-Dieter Schöne, deutscher Organist und Kirchenmusikdirektor
- 23. Dezember: Kennan Ranibok Adeang, nauruischer Politiker († 2011)
- 23. Dezember: Quentin Alice Louise Bryce, australische Juristin und Gouverneur des Bundesstaates Queensland
- 24. Dezember: Rolf Gaißmaier, deutscher Fußballspieler
- 24. Dezember: Dominique Manotti, französische Romanautorin und Historikerin
- 24. Dezember: Elizabeth T. Spira,  österreichische Fernsehjournalistin († 2019)
- 25. Dezember: Nobel Alfonso, dominikanischer Publizist, Rundfunk- und fernsehsprecher, -produzent und -leiter
- 25. Dezember: Noël del Bello, französischer Automobilrennfahrer und Rennstallbesitzer († 2024)
- 25. Dezember: Barry Goldberg, US-amerikanische Komponist († 2025)
- 25. Dezember: Enrique Morente, spanischer Flamencosänger und Komponist († 2010)
- 26. Dezember: Jonathan Barnes, britischer Philosoph
- 26. Dezember: Gray Davis, US-amerikanischer Politiker
- 26. Dezember: Doug Hammond, US-amerikanischer Jazzmusiker
- 26. Dezember: Antonio Juliano, italienischer Fußballspieler († 2023)
- 27. Dezember: Oscar Cardozo Ocampo, argentinischer Arrangeur, Pianist und Komponist († 2001)
- 27. Dezember: Klaus Hoffer, österreichischer Schriftsteller
- 27. Dezember: Thomas Menino, US-amerikanischer Politiker († 2014)
- 27. Dezember: Claus Schiprowski, deutscher Leichtathlet
- 28. Dezember: Peter Berlin, deutsches Männermodel, Zeichner und Fotograf
- 28. Dezember: Gigi Herr, deutsche Schauspielerin († 2023)
- 29. Dezember: Karel Bělohoubek, tschechischer Komponist und Dirigent († 2016)
- 29. Dezember: Albert Henrichs, deutsch-amerikanischer Gräzist († 2017)
- 29. Dezember: Oscar Andrés Rodríguez Maradiaga, Erzbischof von Tegucigalpa und Kardinal
- 29. Dezember: Cordula Trantow, deutsche Schauspielerin, Regisseurin und Intendantin
- 29. Dezember: Wilfried Wagner, deutscher Jurist und Vizepräsident des Bundesfinanzhofes
- 30. Dezember: Jean-Claude Barclay, französischer Tennisspieler
- 30. Dezember: Wladimir Bukowski, sowjetischer Dissident, russischer Publizist († 2019)
- 30. Dezember: Matt Cohen, kanadischer Schriftsteller († 1999)
- 30. Dezember: Robert Quine, US-amerikanischer Musiker und Gitarrist († 2004)
- 31. Dezember: Gunter Hofmann, deutscher Journalist
- 31. Dezember: Ferdinand Lacina, österreichischer Politiker
- 31. Dezember: Bendik Rugaas, norwegischer Politiker und Bibliothekar († 2025)
- 31. Dezember: Andy Summers, englischer Pop- und Rock-Gitarrist

### Genaues Geburtsdatum unbekannt
- Adil Abd al-Mahdi, irakischer Politiker
- Iolu Johnson Abil, vanuatuischer Politiker
- Mustapha Tettey Addy, ghanaischer Trommler
- Georges Adéagbo, beninischer Installationskünstler
- Farhad Afshar, Schweizer Soziologe
- Hanns-Jörg Anders, deutscher Fotograf
- Robert D. Anderson, britischer Historiker
- Heino Apel, deutscher Bildungs-, Entwicklungs- und Umweltökonom
- Pavlos Apostolidis, griechischer Politiker und Diplomat
- Heribert Arens, deutscher Theologe, Ordenspriester, Franziskaner und Homiletiker
- Raymond George Arnold, US-amerikanischer experimenteller Kernphysiker
- Josef Art, deutscher Ju-Jutsuka, Sachbuchautor und Sportfunktionär
- Javier Artiñano Ansorena, spanischer Kostümbildner und Bühnenbildner († 2013)
- Petre Astafei, rumänischer Stabhochspringer
- Djamchid Chemirani, iranischer Zarbspieler
- Sylvia Eisenberger, deutsch-österreichische Schauspielerin
- Pierre-Louis Girard, Schweizer Diplomat
- Klaus-Detlev Godau-Schüttke, deutscher Jurist und Justizhistoriker
- Karl-Friedrich Haag, deutscher evangelischer Theologe
- Reinhard Hummel, deutscher Hörspielautor
- Marlies Janz, geborene Gummert, deutsche Literaturwissenschaftlerin, Literaturkritikerin und Verlagslektorin († 2020)
- Jeff Johnson, US-amerikanischer Country- und Rockabilly-Musiker († 2010)
- Klaus Klemm, deutscher Erziehungswissenschaftler
- Gottfried Knapp, deutscher Kunstkritiker und Autor
- Hainer Kober, deutscher Übersetzer
- Lutz Mahlerwein, deutscher Fernsehjournalist
- Uri Margolin, israelisch-kanadischer Literaturwissenschaftler
- Hans Peter Mensing, deutscher Historiker
- Juan-David Nasio, argentinischer Psychoanalytiker
- Gerald Near, US-amerikanischer Komponist und Kirchenmusiker
- Jimmi D. Paesler, deutscher Maler
- William Rossier, Schweizer Diplomat
- Iwan Roth, Schweizer Saxophonist und Professor der Musik
- Gerard Sibbritt, australischer Balletttänzer und Tanzpädagoge
- Lennart Souchon, deutscher Marineoffizier und Militärtheoretiker
- Peter Taaffe, britischer Politiker († 2025)
- Rolf Thiele, deutscher Künstler und Hochschullehrer
- Tsumura Reijirō, japanischer Nō-Schauspieler
- Lito Valle, argentinischer Pianist, Komponist, Dirigent, Arrangeur und Musikpädagoge
- Uwe Wesp, deutscher Meteorologe und Moderator
- Keith Windschuttle, australischer Historiker († 2025)
- Jeannette Zarou, kanadische Opernsängerin

## Gestorben

### Januar/Februar
- 04. Januar: William Hall Milton, US-amerikanischer Politiker (* 1864)
- 04. Januar: Mel Sheppard, US-amerikanischer Leichtathlet und Olympiasieger (* 1883)
- 05. Januar: Wladimir Nikolajewitsch Andronnikow, russischer Revolutionär, sowjetischer Politiker und Staatsmann (* 1885)
- 06. Januar: Henri de Baillet-Latour, dritter Präsident des Internationalen Olympischen Komitees (IOC) (* 1876)
- 06. Januar: Alexander Beljajew, russischer Schriftsteller (* 1884)
- 06. Januar: Emma Calvé, französische Opernsängerin (* 1858)
- 06. Januar: Tina Modotti, italienische Fotografin und Revolutionärin (* 1896)
- 07. Januar: Alfred Johan Asikainen, finnischer Ringer (* 1888)
- 08. Januar: Catharinus Elling, norwegischer Komponist, Volksmusiksammler, Musikkritiker und -pädagoge (* 1858)
- 08. Januar: Joseph Franklin Rutherford, Leiter der Zeugen Jehovas (* 1869)
- 12. Januar: Theodore Annemann, US-amerikanischer Zauberkünstler (* 1907)
- 12. Januar: Wladimir Michailowitsch Petljakow, sowjetischer Flugzeugkonstrukteur (* 1891)
- 14. Januar: Fred Fisher, US-amerikanischer Komponist deutscher Abstammung (* 1875)
- 16. Januar: Carole Lombard, US-amerikanische Schauspielerin (* 1908)
- 17. Januar: Georg Hirschfeld, deutscher Schriftsteller jüdischer Herkunft (* 1873)
- 17. Januar: Walter von Reichenau, deutscher Generalfeldmarschall (* 1884)
- 19. Januar: William Ezekiel Andrews, US-amerikanischer Politiker (* 1854)
- 19. Januar: Coleman Livingston Blease, US-amerikanischer Politiker (* 1868)
- 20. Januar: Pierre Malleveau, französischer Automobilrennfahrer (* 1889)
- 21. Januar: Christiaan Cornelissen, niederländischer Autor, Aktivist, libertärer Sozialist (* 1864)
- 21. Januar: Henryk Opieński, polnischer Komponist (* 1870)
- 21. Januar: Woldemar Tranzschel, russischer Botaniker und Mykologe (* 1868)
- 21. Januar: Heinrich Wolf, deutscher Schriftsteller (* 1858)
- 22. Januar: Walter Sickert, britischer Maler (* 1860)
- 23. Januar: Friedrich von Feilitzsch, Politiker im Fürstentum Schaumburg-Lippe und dessen erster Ministerpräsident (* 1858)
- 26. Januar: Albert Elmer Austin, US-amerikanischer Politiker (* 1877)
- 26. Januar: Felix Hausdorff, deutscher Mathematiker (* 1868)
- 30. Januar: Ina von Grumbkow, deutsche Abenteurerin und Autorin (* 1872)
- 30. Januar: Frederick Haultain, kanadischer Politiker und Richter (* 1857)
- 31. Januar: Otto Kern, deutscher Altphilologe und Archäologe (* 1863)

- 01. Februar: Ida Giesecke, deutsche Malerin (* 1866)
- 02. Februar: Daniil Charms, russischer Schriftsteller (* 1905)
- 02. Februar: Hugh D. McIntosh, australischer Sportveranstalter, Zeitungsverleger und Theaterunternehmer (* 1876)
- 03. Februar: Ludwig Kießling, deutscher Pflanzenbauwissenschaftler und Pflanzenzüchter (* 1875)
- 04. Februar: Fountain L. Thompson, US-amerikanischer Politiker (* 1854)
- 06. Februar: František Mareš, tschechischer Nationaldemokrat, später faschistisch orientierter Politiker, Physiologe und Philosoph (* 1857)
- 06. Februar: Paul Fischer, deutscher Fußballspieler (* 1882)
- 07. Februar: Hermann Gramlich, deutscher Fußballspieler (* 1913)
- 08. Februar: Fritz Todt, NS-Politiker, Minister (* 1891)
- 09. Februar: Bernardo Attolico, italienischer Diplomat (* 1880)
- 12. Februar: Grant Wood, US-amerikanischer Maler des Realismus (* 1891)
- 13. Februar: Carlos López y Valles, mexikanischer Schauspieler (* 1887)
- 14. Februar: Georgi Alexandrowitsch Astachow, sowjetischer Diplomat (* 1897)
- 14. Februar: Franz Eckerle, deutscher Offizier und Kunstflieger (* 1912)
- 16. Februar: Julius Nicolaus Weisfert, deutscher Journalist und Redakteur (* 1873)
- 20. Februar: Peter Sturmbusch, österreichischer Schriftsteller und Schauspieler (* 1885)
- 22. Februar: August von Parseval, deutscher Luftschiffkonstrukteur (* 1861)
- 23. Februar: Robert Katscher, österreichischer Komponist und Liedtextschreiber (* 1894)
- 23. Februar: Stefan Zweig, österreichischer Schriftsteller (* 1881)
- 24. Februar: Anton Drexler, Mitbegründer der Deutschen Arbeiterpartei (DAP) (* 1884)
- 25. Februar: Leo Ascher, österreichischer Komponist und Jurist (* 1880)
- 25. Februar: Jesse Fuller McDonald, US-amerikanischer Politiker (* 1858)
- 27. Februar: Karel Willem Frederick Marie Doorman, niederländischer Konteradmiral (* 1889)
- 27. Februar: Joseph Emile Harley, US-amerikanischer Politiker (* 1880)
- 27. Februar: Ernst Pfeiffer, deutscher Autor und Journalist (* 1875)
- 28. Februar: Gustav Neuhaus, deutscher Jurist und Sprachwissenschaftler (* 1866)

### März/April
- 01. März: Leon Adde, US-amerikanischer Jazz-Schlagzeuger (* 1904)
- 02. März: Charlie Christian, US-amerikanischer Jazz-Gitarrist (* 1916)
- 03. März: Amadeus, 3. Herzog von Aosta, Graf von Savoyen, Herzog von Apulien, Gouverneur und Vizekönig von Italienisch-Ostafrika (* 1898)
- 08. März: José Raúl Capablanca, kubanischer Schachspieler (* 1888)
- 11. März: Enric Morera, katalanischer Komponist (* 1865)

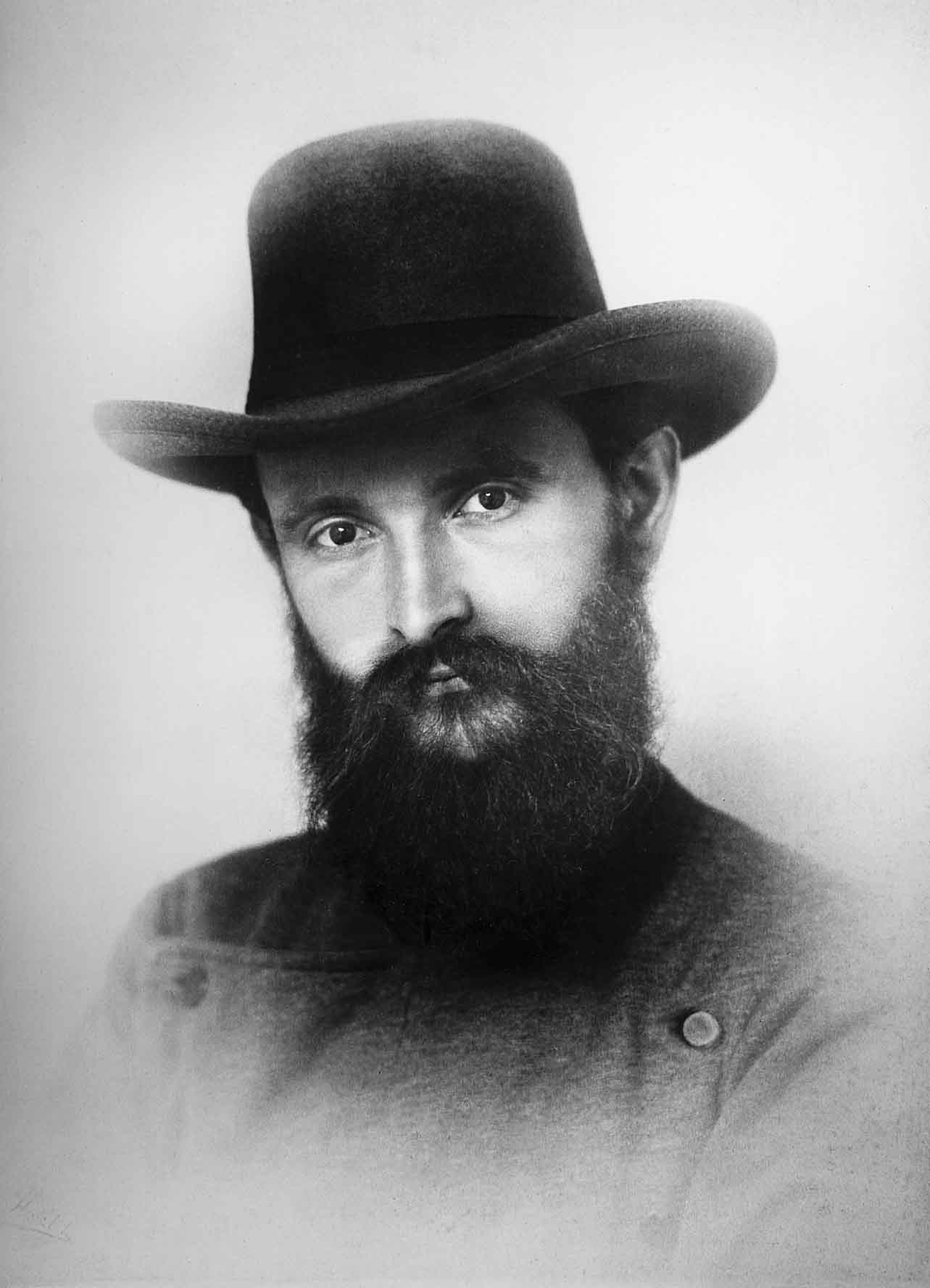
Robert Bosch, 1888

- 12. März: Robert Bosch, deutscher Industrieller und Philanthrop (* 1861)
- 12. März: William Henry Bragg, britischer Physiker und Nobelpreisträger (* 1862)
- 14. März: Bibb Graves, US-amerikanischer Politiker (* 1873)
- 14. März: Rolland H. Spaulding, US-amerikanischer Politiker (* 1873)
- 15. März: Alexander von Zemlinsky, österreichischer Komponist und Dirigent (* 1871)
- 20. März: Wassili Pawlowitsch Kalafati, russischer Komponist (* 1869)
- 20. März: Teodoro Valcárcel, peruanischer Komponist (* 1900)
- 21. März: Jindřich Štyrský, tschechischer Maler, Photograph, Grafiker, Dichter, Vertreter des Surrealismus und Kunsttheoretiker (* 1899)
- 22. März: Ernst Fabricius, deutscher Archäologe und Althistoriker (* 1857)
- 22. März: Alexander Alexandrowitsch Wolkow, russischer Filmregisseur, Drehbuchautor und Darsteller (* 1885)
- 24. März: Eduard Blocher, Schweizer evangelischer Geistlicher und Sprachwissenschaftler (* 1870)
- 27. März: Paul Gustav Wilhelm Arras, deutscher Lehrer, Archivar und Heimatforscher (* 1857)
- 27. März: Heinrich Roman Abt, Schweizer Politiker (* 1883)
- 27. März: Gonzalo Argüelles Bringas, mexikanischer Maler (* 1877)
- 27. März: René L. De Rouen, US-amerikanischer Politiker (* 1874)
- 03. April: Albert Siklós, ungarischer Komponist (* 1878)
- 03. April: Kasia von Szadurska, deutsche Malerin und Grafikerin (* 1886)
- 07. April: Olga Benario, deutsche Kommunistin und Opfer des Nationalsozialismus (* 1908)
- 11. April: James Bede, US-amerikanischer Politiker (* 1856)
- 11. April: Gaspar Camps i Junyent, spanischer Maler (* 1874)
- 11. April: Ewald von Lochow, preußischer General (* 1855)
- 12. April: Otto Rub, deutscher Schauspieler und Historiker (* 1856)
- 13. April: John Cecil Noël, britischer Militär und Automobilrennfahrer (* 1906)
- 15. April: José Moreno Carbonero, spanischer Maler (* 1860)
- 15. April: Robert Musil, österreichischer Schriftsteller (* 1880)
- 17. April: Alfred Hertz, US-amerikanischer Dirigent deutscher Herkunft (* 1872)
- 18. April: Gertrude Vanderbilt Whitney, US-amerikanische Mäzenin und Gründerin des Whitney Museum of American Art (* 1875)
- 22. April: Carl Dorno, deutscher Naturforscher (* 1865)
- 24. April: Lucy Maud Montgomery, kanadische Schriftstellerin (* 1874)
- 24. April: Fryco Rocha, niedersorbischer Dichter und Schriftsteller (* 1863)
- 24. April: Heinrich Susemihl, deutscher Bildnismaler und Illustrator (* 1862)
- 25. April: Ernst Neustadt, deutscher Altphilologe, Pädagoge und Schulleiter (* 1883)
- 25. April: Georg Singer, KPD-Politiker (* 1898)
- 28. April: U. V. Swaminatha Iyer, tamilischer Gelehrter und Philologe (* 1855)
- 30. April: Joseph Charles Arthur, US-amerikanischer Botaniker (* 1850)
- 30. April: Jakob van Hoddis, deutscher Schriftsteller (* 1887)

### Mai/Juni
- 01. Mai: Georg von Eucken-Addenhausen, Jurist und Staatsmann in Ostfriesland (* 1855)
- 03. Mai: Thorvald Stauning, dänischer Ministerpräsident (* 1873)
- 07. Mai: Felix Weingartner, österreichischer Komponist (* 1863)
- 09. Mai: William Ellery Sweet, US-amerikanischer Politiker (* 1869)
- 11. Mai: Hagiwara Sakutarō, japanischer Schriftsteller (* 1886)
- 14. Mai: Frank Churchill, US-amerikanischer Filmmusik-Komponist (* 1901)
- 15. Mai: Carl Röver, deutscher NS-Politiker (* 1889)
- 16. Mai: Bronisław Malinowski, polnisch-britischer Sozialanthropologe (* 1884)
- 21. Mai: George Habib Antonius, libanesischer Schriftsteller (* 1891)
- 24. Mai: Paul Arndt, deutscher Nationalökonom (* 1870)
- 23. Mai: Charles Robert Ashbee, englischer Architekt, Innenarchitekt, Kunsthandwerker, Kunsttheoretiker und Dichter (* 1863)
- 23. Mai: Harald Lie, norwegischer Komponist (* 1902)
- 24. Mai: Ludwig Ascher, deutscher Sozialhygieniker (* 1865)
- 25. Mai: Emanuel Feuermann, US-amerikanischer Cellist österreichischer Abstammung (* 1902)
- 26. Mai: Jan Maria Michał Kowalski, polnischer Bischof der Altkatholischen Kirche der Mariaviten, Opfer des Nationalsozialismus (* 1871)
- 27. Mai: Chen Duxiu, chinesischer Politiker (* 1879)
- 000Mai: Henriette Arndt, deutsche Lehrerin (* 1892)
- 01. Juni: Lili Grün, österreichische Schriftstellerin und Schauspielerin (* 1904)
- 01. Juni: David Solomonowitsch Schor, russisch-jüdischer Pianist und Musikpädagoge (* 1867)
- 02. Juni: Bunny Berigan, US-amerikanischer Jazztrompeter (* 1908)
- 04. Juni: Mordechaj Gebirtig, polnischer Poet und Komponist (* 1877)
- 04. Juni: Reinhard Heydrich, führender NS-Politiker (* 1904)
- 05. Juni: István Abonyi, ungarischer Schachspieler und Schachfunktionär (* 1886)
- 05. Juni: Michael Berolzheimer, deutscher Unternehmer, Rechtsanwalt und Kunstsammler (* 1866)
- 05. Juni: Gérard Hekking, französischer Cellist und Musikpädagoge (* 1879)
- 06. Juni: George Andrew Reisner, US-amerikanischer Ägyptologe (* 1867)
- 10. Juni: Gustav Gull, Schweizer Architekt (* 1858)
- 12. Juni: Walter Leigh, britischer Komponist (* 1905)
- 14. Juni: Heinrich Vogeler, deutscher Maler (* 1872)
- 14. Juni: Werner Widmayer, deutscher Fußballspieler (* 1909)
- 16. Juni: Lucien Boyer, französischer Chansonnier und Komponist (* 1876)
- 24. Juni: Karl Albert Ludwig Aschoff, deutscher Pathologe (* 1866)
- 27. Juni: John Gary Evans, US-amerikanischer Politiker (* 1863)
- 27. Juni: Ludwig Pfandl, deutscher Schriftsteller, Romanist, Hispanist und Historiker (* 1881)
- 28. Juni: Janka Kupala, belarussischer Nationaldichter, Dramatiker, Publizist und Übersetzer (* 1882)

### Juli/August
- 01. Juli: Adam von Au, deutscher Pädagoge und Politiker (* 1869)
- 01. Juli: Alfredo Bevilacqua, argentinischer Tangomusiker (* 1874)
- 03. Juli: Marian Abramski, polnisches Opfer des Nationalsozialismus (* 1905)
- 07. Juli: William Henry Young, englischer Mathematiker (* 1863)
- 09. Juli: Kelly Harrell, US-amerikanischer Old-Time-Musiker (* 1889)
- 09. Juli: Max Hans Kühne, deutscher Architekt (* 1874)
- 10. Juli: Franz Blei, österreichischer Schriftsteller, Übersetzer und Literaturkritiker (* 1871)
- 11. Juli: Hans Korseck, deutscher Jazzgitarrist (* 1911)
- 12. Juli: Thomas F. Bayard, US-amerikanischer Politiker (* 1868)
- 15. Juli: Roberto María Ortiz, Präsident von Argentinien (* 1886)
- 18. Juli: Alfred Fane, britischer Automobilrennfahrer und Flieger (* 1911)
- 18. Juli: Otto Schmitz, deutscher Jurist und Politiker (* 1883)
- 18. Juli: George Sutherland, US-amerikanischer Politiker und Jurist (* 1862)
- 20. Juli: Moses Louis Annenberg, US-amerikanischer Publizist (* 1877)
- 21. Juli: Jacques de Francony, französischer Flieger und Automobilrennfahrer (* 1899)
- 22. Juli: Heinrich Reimers, deutscher Publizist (* 1879)
- 23. Juli: Valdemar Poulsen, dänischer Physiker und Ingenieur (* 1869)
- 24. Juli: Hendrik Bolkestein, niederländischer Althistoriker (* 1877)
- 24. Juli: Juan Peiró, spanischer Ökonom und Anarchist (* 1887)
- 26. Juli: Roberto Arlt, argentinischer Erzähler, Dramatiker und Journalist (* 1900)
- 26. Juli: Georg Alexander Pick, österreichischer Mathematiker (* 1859)
- 27. Juli: Ludwig Ahlmann, deutscher Bankier und Politiker (* 1859)
- 28. Juli: Flinders Petrie, britischer Archäologe (* 1853)
- 30. Juli: Renia Spiegel, polnisch-jüdische Tagebuchschreiberin und Opfer des Holocaust (* 1924)
- 000Juli: Marysia Ajzensztat, polnische Sängerin (* 1923)
- 02. August: Friedrich Aereboe, deutscher Agrarökonom (* 1865)
- 05. August: Janusz Korczak, polnischer Arzt, Kinderbuchautor und Pädagoge (* 1878)
- 06. August: Alfonso Castaldi, italienischer Komponist (* 1874)
- 06. August: Anna, Wolfskind aus Pennsylvania (* 1932)
- 06. August: Paul Corder, englischer Komponist (* 1879)
- 08. August: Rudolf Abel, deutscher Bakteriologe (* 1868)
- 09. August: Arnold Genthe, deutschamerikanischer Fotograf (* 1869)
- 09. August: Edith Stein, deutsche Philosophin und Ordensfrau, Heilige (* 1891)
- 11. August: August Wilhelm Andernach, deutscher Fabrikant, Großgrundbesitzer und Alpinist (* 1862)
- 11. August: Marie Rosenthal-Hatschek, österreichische Malerin und Opfer des Holocaust (* 1869)
- 12. August: Pasquale Amato, italienischer Sänger (* 1878)
- 12. August: Rudolf Hasse, deutscher Motorrad- und Automobilrennfahrer (* 1906)
- 15. August: Bernhard Wensch, deutscher römisch-katholischer Priester und Gegner des Nationalsozialismus (* 1908)
- 16. August: Rudolf Greinz, österreichischer Schriftsteller (* 1866)
- 16. August: Thorvald Otterstrom, US-amerikanischer Komponist (* 1868)
- 17. August: Herman Auerbach, polnischer Mathematiker (* 1901)
- 17. August: Irène Némirovsky, französische Schriftstellerin ukrainischer Abstammung (* 1903)
- 17. August: Gerbrandus Jelgersma, niederländischer Psychiater und Neurologe (* 1859)
- 18. August: Erwin Schulhoff, tschechischer Komponist und Pianist (* 1894)
- 20. August: Rudolf Spielmann, österreichischer Schachgroßmeister (* 1883)
- 22. August: Alice Duer Miller, US-amerikanische Schriftstellerin (* 1874)
- 22. August: Clemens von Franckenstein, deutscher Opernkomponist und Generalintendant in München (* 1875)
- 25. August: William B. Pine, US-amerikanischer Politiker (* 1877)
- 25. August: Walerian Wróbel, polnischer Zwangsarbeiter (* 1925)
- 25. August: Panajot Pipkow, bulgarischer Komponist (* 1871)
- 25. August: George, Duke of Kent, 4. Sohn von George V. (* 1902)
- 28. August: Clara Arnheim, deutsche Malerin (* 1865)
- 28. August: Belisario Porras Barahona, panamaischer Staatspräsident (* 1856)
- 28. August: Fabio Fiallo, dominikanischer Politiker, Diplomat, Journalist und Schriftsteller (* 1866)
- 30. August: Jules Caffot, französischer Organist und Komponist (* 1865)
- 30. August: Amalia Paoli, puerto-ricanische Opernsängerin (* 1861)

### September/Oktober
- 02. September: Westmoreland Davis, US-amerikanischer Politiker (* 1859)
- 07. September: Hans-Arnold Stahlschmidt, deutscher Kampfpilot im Zweiten Weltkrieg (vermisst)
- 09. September: Adele Kurzweil, österreichisches Holocaustopfer (* 1925)
- 09. September: Bruno Kurzweil, österreichischer Rechtsanwalt (* 1891)
- 09. September: Gisela Kurzweil, österreichisches Holocaustopfer (* 1900)
- 10. September: Oluf Krag, dänischer Innenminister (* 1870)
- 16. September: Carlo Bigatto, italienischer Fußballspieler und -trainer (* 1895)
- 17. September: Cecilia Beaux, US-amerikanische Malerin (* 1855)
- 17. September: Henri Hinrichsen, deutscher Verleger (* 1868)
- 24. September: Bruno Ablaß, deutscher Politiker (* 1866)
- 25. September: John K. Griffith, US-amerikanischer Politiker (* 1882)
- 30. September: Hans-Joachim Marseille deutscher Kampfpilot im Zweiten Weltkrieg (* 1919)
- 01. Oktober: Antonio Maria Arrègui, spanischer Ordenspriester und Moraltheologe (* 1868)
- 01. Oktober: Heinz Wengler, deutscher Radrennfahrer (* 1912)
- 02. Oktober: Adolph Larsen, dänischer Landschaftsmaler (* 1856)
- 03. Oktober: František Čech-Vyšata, tschechischer Reiseschriftsteller (* 1881)
- 07. Oktober: Norman Gale, englischer Lyriker (* 1862)
- 07. Oktober: Jean Strohl, französisch-schweizerischer Zoologe, Wissenschaftshistoriker und Hochschullehrer (* 1886)
- 08. Oktober: Wilhelm Crönert, deutscher Altphilologe (* 1874)
- 09. Oktober: Jesse H. Metcalf, US-amerikanischer Politiker (* 1860)
- 10. Oktober: Thomas Holenstein, Schweizer Jurist und Politiker (* 1858)
- 10. Oktober: Richard von Schaukal, österreichischer Dichter (* 1874)
- 12. Oktober: Édouard Nanny, französischer Kontrabassist und Komponist (* 1872)
- 20. Oktober: Friedrich Münzer, klassischer Philologe (* 1868)
- 20. oder 21. Oktober: Rita Kurzmann-Leuchter, österreichische Pianistin und Musikpädagogin (* 1900)
- 26. Oktober: Clemens Lugowski, deutscher Germanist (* 1904)
- 27. Oktober: Udell Sylvester Andrews, US-amerikanischer Filmregisseur und Drehbuchautor (* 1894)

### November/Dezember
- 01. November: Hugo Distler, deutscher Organist und Komponist (* 1908)
- 02. November: James Z. Spearing, US-amerikanischer Politiker (* 1864)
- 03. November: Carl Sternheim, deutscher Dramatiker und Autor (* 1878)
- 04. November: Edward C. Stokes, US-amerikanischer Politiker (* 1860)
- 05. November: Théodore Ribail, französischer Automobilrennfahrer (* 1895)
- 09. November: Ernest Chuard, Schweizer Politiker (* 1857)
- 11. November: Billy DeBeck, US-amerikanischer Comiczeichner (* 1890)
- 11. November: Leopold Rückert, badischer Politiker (* 1881)
- 13. November: Anna Schoen-René, US-amerikanische Sängerin und Musikpädagogin (* 1864)
- 14. November: Sidney Fox, US-amerikanische Schauspielerin (* 1907)
- 14. November: Franco Mazzotti, italienischer Adeliger, Pilot sowie Motorboot- und Automobilrennfahrer (* 1904)
- 15. November: Annemarie Schwarzenbach, Schweizer Schriftstellerin (* 1908)
- 16. November: Joseph Schmidt, deutsch-österreichischer Kammersänger und Kantor (* 1904)
- 19. November: Bruno Schulz, polnisch-jüdischer Schriftsteller, Literaturkritiker, Graphiker und Zeichner (* 1892)
- 20. November: Julius Andree, deutscher Professor (* 1889)
- 21. November: Leopold Berchtold, österreichisch-ungarischer Politiker (* 1863)
- 21. November: James Barry Munnick Hertzog, südafrikanischer Ministerpräsident (* 1866)
- 22. November: Kitahara Hakushū, japanischer Schriftsteller (* 1885)
- 23. November: Rosa Stallbaumer, österreichische Widerstandskämpferin gegen die Nationalsozialisten (* 1897)
- 26. November: Francesco Agello, italienischer Testpilot (* 1902)
- 30. November: Hans Lewy, deutscher Automobilrennfahrer (* 1896)
- 03. Dezember: Arthur Berson, deutscher Meteorologe (* 1859)
- 03. Dezember: Wilhelm Peterson-Berger, schwedischer Komponist und Musikkritiker (* 1867)
- 04. Dezember: Nakajima Atsushi, japanischer Schriftsteller (* 1909)
- 06. Dezember: Augustin Savard, französischer Komponist und Musikpädagoge (* 1861)
- 07. Dezember: Philip Allen Bennett, US-amerikanischer Politiker (* 1881)
- 07. Dezember: Siegmund Hellmann, deutscher Historiker (* 1872)
- 11. Dezember: Jochen Klepper, deutscher Journalist, Schriftsteller und geistlicher Liederdichter (* 1903)
- 11. Dezember: Séraphine Louis, französische Malerin (* 1864)
- 14. Dezember: Hubert Work, US-amerikanischer Politiker (* 1860)
- 16. Dezember: Selma Meerbaum-Eisinger, deutschsprachige jüdische Dichterin und Opfer der Schoah (* 1924)
- 18. Dezember: Antonio Riva, Schweizer Jurist und Politiker (* 1870)
- 20. Dezember: Dan Ahearn, US-amerikanischer Leichtathlet (* 1888)
- 21. Dezember: Franz Boas, US-amerikanischer Ethnologe, Sprachwissenschaftler, Physiker und Geograph (* 1858)
- 21. Dezember: Francis Bousquet, französischer Komponist (* 1890)
- 22. Dezember: Hans Anetsberger, deutscher Porträt- und Landschaftsmaler (* 1870)
- 22. Dezember: Arvid Harnack, deutscher Jurist, Nationalökonom und Widerstandskämpfer (* 1901)
- 22. Dezember: Harro Schulze-Boysen, deutscher Offizier, Publizist und Widerstandskämpfer (* 1909)
- 22. Dezember: Gerhard Wartenberg, deutscher Autor (* 1904)
- 23. Dezember: Franklin Ellsworth, US-amerikanischer Politiker (* 1879)
- 24. Dezember: Friedrich Klose, deutscher Komponist (* 1862)
- 24. Dezember: François Darlan, französischer Politiker (* 1881)
- 25. Dezember: Vojislav Vučković, serbischer Komponist (* 1910)
- 26. Dezember: Frank Dawson Adams, kanadischer Geologe (* 1859)
- 26. Dezember: Frederic Storck, rumänischer Bildhauer (* 1872)
- 27. Dezember: Reginald Blomfield, britischer Landschaftsarchitekt (* 1856)
- 29. Dezember: Heinz Körvers, deutscher Handballspieler (* 1915)

### Genaues Todesdatum unbekannt
- Friedrich Adler, deutscher Architekt (* 1878)
- Ernst Bauer, österreichischer und tschechoslowakischer Beamter und Amateurbiologe (* 1860)
- Erich Liebermann-Roßwiese, deutscher Pianist, Komponist und Librettist (* 1886)
- Auguste Mangeot, französischer Musikkritiker und Pianist (* 1873)
- Martin Rosebery d’Arguto, polnischer Musikpädagoge, Komponist und Dirigent (* 1890)
- Arturo Rossato, italienischer Journalist, Dramatiker, Librettist und Lyriker (* 1882)
- Josef Stelzer, deutscher Motorradrennfahrer (* 1894)